# متنزه يلوستون الوطني

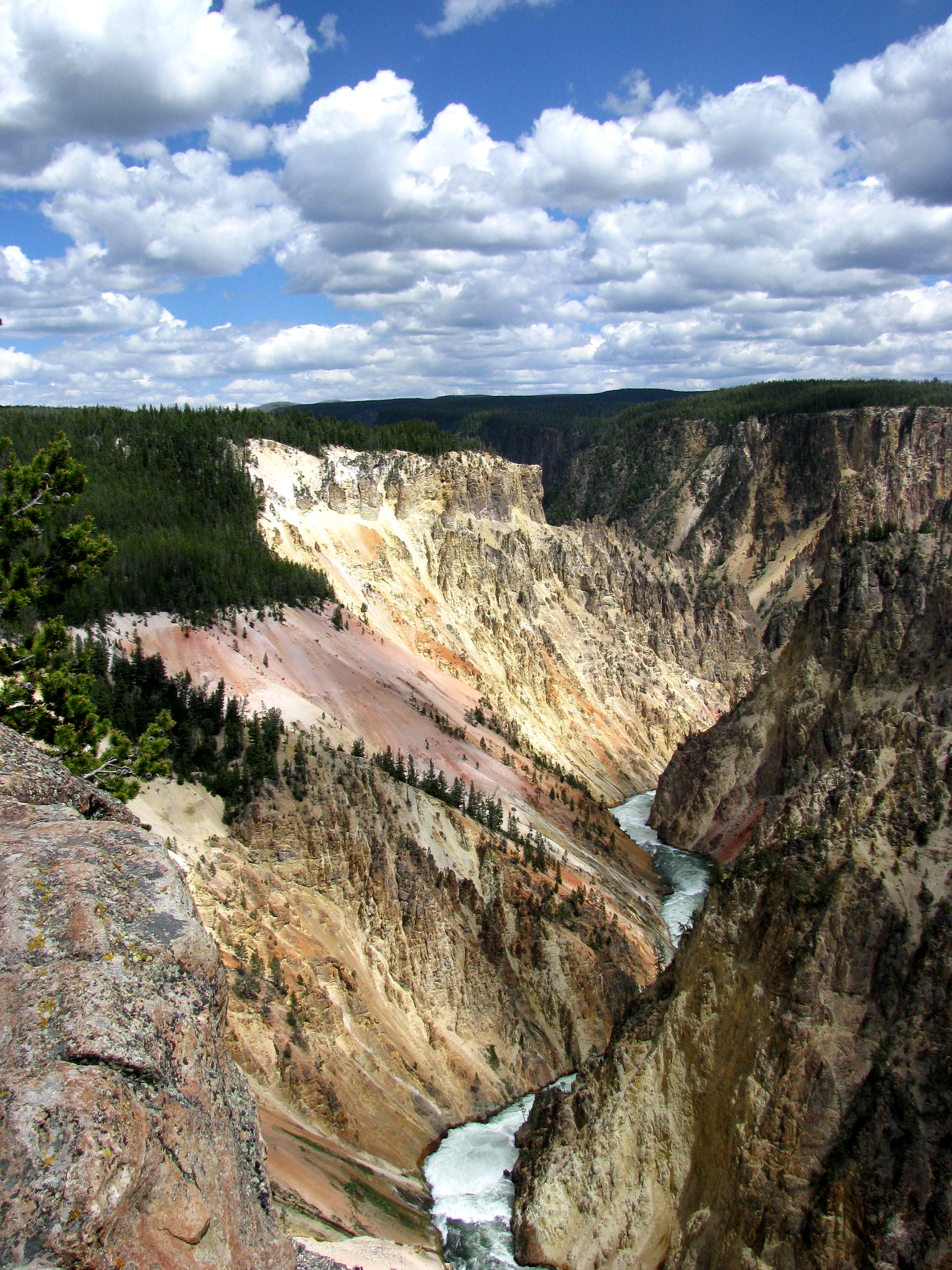
قراند كانيون يلوستون الوطني

يلوستون، (بالإنجليزية: Yellowstone)، متنزه وطني أمريكي يمتد بين ولايات أيداهو ومونتانا ووايومنغ. تأسّس المنتزه بواسطة قانون من كونغرس الولايات المتحدة وسُجّل في القانون بواسطة الرئيس يوليسيس إس غرانت في 1 مارس من عام 1872، وقد عُرِف يِلوستون على نطاق واسع أنه أول منتزه وطني في العالم. تغطي مساحة 3,470 ميلاً مربعاً. يشتهر المتنزه بالسواخن الذي يُعد أحد المعالم الأكثر شعبية في المنتزه خاصةً نبع الماء الحار القديم (Old Faithful Geyser). ويستوطنه الدببة البيضاء والذئاب والبيسون (ثور أمريكي). يشتهر أيضاً بثوران البراكين وسجلت فيها ثلاث ثورات ضخمة منذ 2.2 مليون سنة. وللمنتزه أنواع عديدة من الأنظمة البيئية ولكن الغابة عند سفح الجبل هي السائدة. سمي المتنزه بهذا الاسم نسبة للصخور الصفراء فيه. اختير من قبل اليونسكو كأحد مواقع التراث الثقافي العالمي.

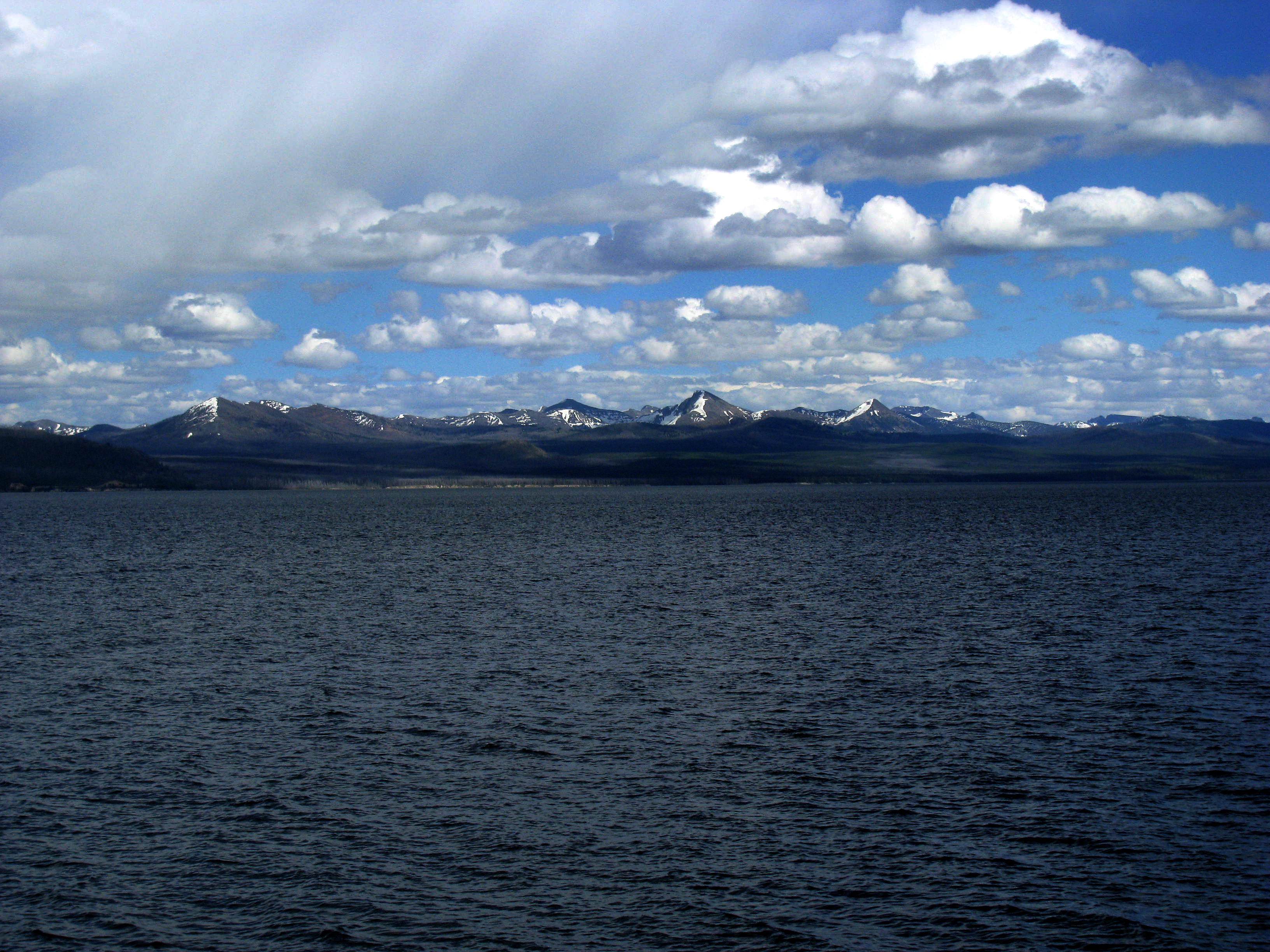
بحيرة يلوستون

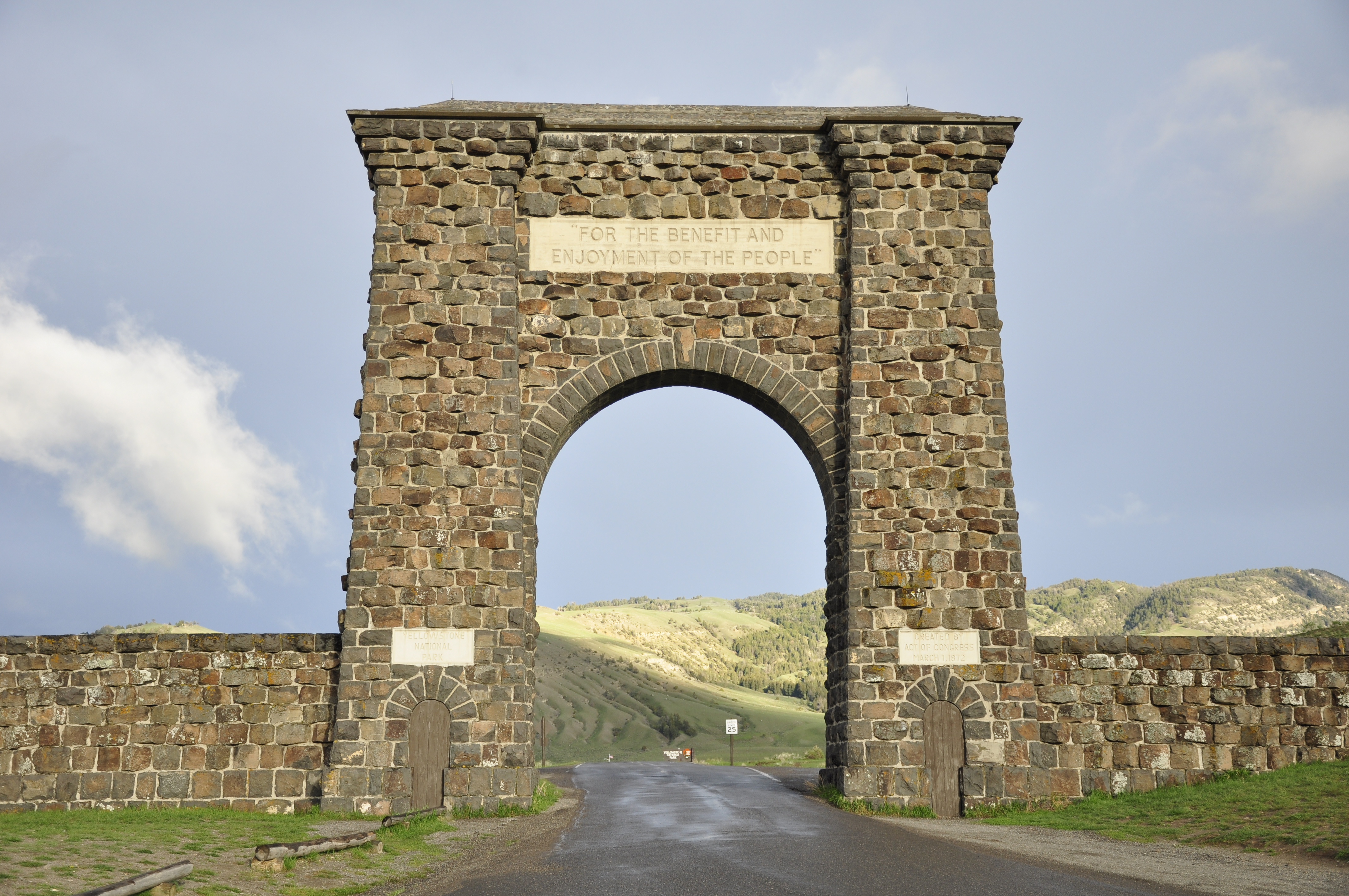
البوابة الشمالية للمنتزه

وقد عاش الأمريكيون الأصليون (الهنود الحُمر) في منطقة يِلوستون لمِا يُقارب 11,000 سنة على الأقل،  وكانت المنطقة قد تم تجاوزها خلال رحلة لويس وكلارك الاستكشافية في أوائل القرن التاسع عشر وبصرف النظر عن الزيارات التي يقوم بها رجال الجبال خلال أوائل منتصف القرن التاسع عشر فإن الاستكشاف المُنظّم لم يبدأ حتى أواخر الستينات 1860.
وقد كُلِّف الجيش الأمريكي بالإشراف على المُنتزه بعد إنشائه فقط وفي عام 1917 تم نقل إدارة المُنتزه إلى مصلحة خدمة المُنتزه الوطني الذي أُنشئ في العام السابق وتم بناء المئات من الهياكل وتمت حمايتها لأهميتها المعمارية والتاريخية وقد درس الباحثون أكثر من 1,000 موقع أثري.
يمتد منتزه يلوستون الوطني على مساحة 3,468.4 ميل مربع (8,983 كيلومتر مربع) ويضم العديد من البحيرات والوديان والأنهار والسلاسل الجبلية. وتعد بحيرة يلوستون واحدة من أكبر البحيرات التي تقع على ارتفاع عالي في أمريكا الشمالية وتتركز فوق كالديرا يلوستون وهو أكبر بركان هائل نشط في القارة والذي قد اندلع بقوة هائلة عدة مرات خلال المليوني سنه الماضيه. وتتواجد نصف ميزات الطاقة الحرارية الأرضية في العالم في يلوستون ويغذيها النشاط البركاني المستمر وتغطي تدفقات الحمم البركانية والصخور الناتجة من الانفجارات البركانية معظم مساحة يلوستون ويعد المنتزه محور لنظام يلوستون الإيكولوجي وهو أكبر نظام ايكولجي سليم تقريبا متبقي في المنطقة الشمالية المعتدلة من سطح الأرض.
تم توثيق مئات الفصائل من الثدييات والطيور والأسماك والزواحف ومن ضمنهم العديد من الفصائل المهددة بالانقراض فالغابات الشاسعة والمراعي التي تشمل أيضاً أنواع فريدة من النباتات ويعتبر مُنتزه يِلوستون الموقع الأكبر والأكثر شهرة للكائنات الحيوانية الضخمة في الولايات المتّحدة القاريّة وتعيش الدببة البنيّة الضخمة والذئاب وقِطعان ثور البيسون الأمريكي والأَيل الحُرّة في المُنتزه.
يُعد قطيع ثور البيسون في مُنتزه يِلوستون أقدم وأكبر قطيع عام لثيران البيسون في الولايات المتحدة وتندلع حرائق الغابات في المُنتزه كل عام، فقد احترق ما يقارب ثُلث المُنتزه في حريق عام 1988م ويوجد في مُنتزه يِلوستون العديد من الفرص الترفيهية ومن ضمنها المشي والتخييم وركوب الزوارق وصيد الأسماك ومشاهدة المعالم السياحية وتُساعد الطرق المُعبّدة في الوصول إلى المناطق الحرارية الأرضية الرئيسية وكذلك بعضٌ من البحيرات والشلالات.و في فصل الشتاء يصل الزوار في كثير من الأحيان إلى المُنتزه عن طريق المرشدين مستخدمين عربات الثلج.

## الجغرافيا والجيولوجيا
تصف الجغرافيا مكان المحمية الوطنية يلوستون على خريطة الولايات المتحدة الأمريكية وتصف الجيولوجيا تكوينات الطبقات الأرضية فيها وتاريخها على مر ملايين السنين، وما عاش فيها من حيوانات ونباتات في الماضي وما يزال يعيش فيها من حيوانات ونباتات حتى وقتنا هذا.
تقع معظم محمية يلوستون (نحو 96 5 من مساحتها) في ولاية وايومنغ، ويقع 3% من مساحتها في ولاية مونتانا، و1% في ولاية إداهو. تبلغ مساحتها 8987 كلم² وهي أكبر المحميات الوطنية بالولايات المتحدة. تعادل مساحتها مساحة جزيرة كورسيكا. طول المحمية من الشمال غلى الجنوب يبلغ 102 كيلومتر ويبلغ عرضها من الشرق إلى الغرب 87 كيلومتر. جزء من المحمية يشكل جزءا من جبال روكي العالية في غرب الولايات المتحدة؛ ومتوسط ارتفاع المحمية يبلغ 2440 متر عن سطح البحر. وتقع أعلى نقطة للمحمية على قمة «إيجل» على ارتفاع 3.462 متر من سطح البحر؛ وأدنى نقطة لها على ارتفاع 1630 متر من سطح البحر؛ وهذه النقطة تقع بالقرب من المدخل الشمالي لمحمية يلوستون.
تقع المحمية الوطنية «يلوستون» فوق نقطة ساخنة، حيث نشأت فيها حجرة صهارة عظيمة، تقع على عمق 8 كيلومتر تحت أرضها. يبلغ طول حجرة الصهارة هذه نحو 80 كيلومتر وعرضها نحو 40 كيلومتر ويبلغ ارتفاع سقف الحجرة الهائلة 10 كيلومتر. تم إصطلاحه بـ «بركان هائل» لأن الكالديرا تشكلت بفعل ثورانات متفجرة كبيرة الحجم بشكل استثنائي. الكالديرا الحالية تكونت بفعل الثوران الهائل الذي وقع منذ 640,000 سنة مضت، يعد كالديرا يلوستون واحد من براكين العالم الهائلة. وهو أكبر نظام بركاني في أمريكا الشمالية.
تشتهر المحمية بأرضيتها البركانية مرصعة بيانابيع مائية ساخنة، وأحواض الكمى وينابيع ساخنة. وتوجد 62% من الينابيع الساخنة في العالم في منطقة يلوستون حيث يصل عدد الينابيع فيه نحو 10.000 ينبوع. ومنها السخانات الكبيرة (نحو 300 سخان) من ضمنها «أولد فيثفول» و«حوض الجايزير العلوي» الذي يحب السياح مشاهدته؛ فهو يدفع الماء الساخن إلى أعلى بمعدل كل 60 إلى 90 دقيقة. كما يوجد بالمحمية ينبوع Steamboat Geysir ويعد أنشط ينبوع ساخن في العالم، وهو موجود في «حوض جايزير نوريس».
السبب في هذا النشاط البركاني وتكوين الينابيع الساخنة هي حجرة الصهارة الكامنة تحت الأرض، التي يقوم بتسخين الماء الساقط من الجبال في طبقات حجرية مسامية. وعن طريق الينابيع الساخنة تظهر السخانات وفقاقيع الطمي م الماء الساخن القادم من أسفل.
حدثت انفجارات بركانية متعددة منذ نحو 630.000 سنة وحتى قبل 70.000 سنة، وملأت منطقة البركان العظيم «كالديرا» بالصهارة، وقامت برفع الجبال في المنطقة المحيطة إلى ارتفاع نحو 2400 متر، وتبلغ أعلى قمم لها على إرتفاع بين 3000 متر و4300 متر فوق سطح البحر.

## تاريخ

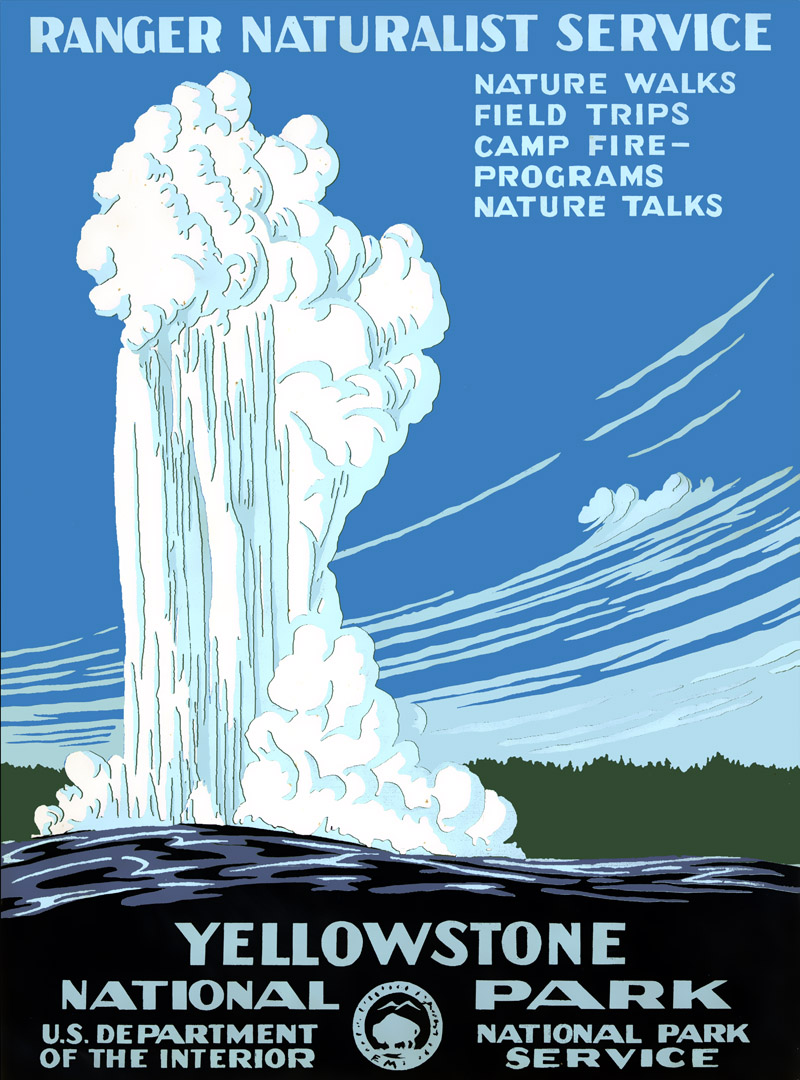
ملصق لمنتزه يلوستون من عام 1938

يقع المُنتزه على منابع نهر يلوستون، ومنه أخذ اسمه التاريخي، مع قُرب نهاية القرن الثامن عشر سمى الصيادون الفرنسيون النهر باسم «روش جُوْن» (الصخور الصفراء، (بالفرنسية: Roche Jaune)) ومن المحتمل أن يكون ذلك ترجمة لكلمة «مي-تسي-آدازي» (Mi tsi a-da-zi، من لغة شعب الهيداتسا) والتي تعني «صخرة النهر الصفراء» وفي وقت لاحق حول الصيادون الأمريكيون الأسم الفرنسي إلى اللغة الإنجليزية «الحجر الأصفر» (Yellow Stone) وعلى الرغم من أن الكثير يعتقد أن النهر سُمّي كذلك بسبب الصخور الصفراء الموجودة في الوادي الكبير «جراند كانيون يِلوستون» فمصدر الاسم الأمريكي الأصلي ليس واضحاً.
بدأ التاريخ البشري للمنتزه قبل 11000 سنة مضت على الأقل، وذلك عندما بدأ السكان الأمريكيون الأصليون بالقنص وصيد الأسماك في المنطقة وقد وجد خلال إنشاء مبنى مكتب البريد في غاردينرمونتانا في الخمسينات الميلادية من القرن العشرين أن علامة قذيفة من السبج أو الزجاج يعود أصلها إلى الكلوفيس يرجع تاريخها تقريباً إلى 11000 عام مضى وقد أستخدم هنود الباليو من ثقافة الكولفيس كميات كبيرة من أحجار السبج التي عثر عليها في المنتزه لصنع أدوات القطع والأسلحة وصنعت رؤوس السهام من السبج المأخوذ من نهر يوليستون الذي وجد في أماكن بعيدة مثل «وادي المسيسيبي» ويشير ذلك إلى وجود تجارة أحجار السبج العادية بين القبائل المحلية وقبائل الشرق البعيدة وفي الوقت الذي دخل فيه المستكشفون البيض المنطقة أولاً خلال حملة لويس وكلارك في عام 1805م وواجهوا قبائل نيزبيرس وكراو وقبائل شوشون، وبينما هم يعبرون المنطقة التي تعرف بمونتانا في يومنا الحاضر اطلع أفراد الحملة على منطقة يوليستون وحتى الجنوب إلا أنهم لم يستقصوا عن الأمر.
في عام 1806م، غادر جون كولتر العضو في حملة لويس وكلارك لينضم إلى مجموعة صيادي الفراء وبعد انفصاله عن الصيادين الآخرين في عام 1807م مرّ كولتر بمنطقة أصبحت فيما بعد المنتزه خلال شتاء1807 1808م، وقد لاحظ منطقة واحدة على الأقل من المناطق الحرارية الأرضية في الجزء الشمالي الشرقي من المنتزه بالقرب من شلال البرج وبعد نجاته من الجروح التي أصيب بها في معركة مع قبائل كراو وقبائل بلاكفوت في عام 1809م، أعطى اسماً للمكان هو «الجحيم واللعنة» الذي رفضه معظم الناس وعدُّوه اسمًا انفعاليًا فلقب المكان المفترض بـ«جحيم كولتر» وخلال الأربعين سنة القادمة أفادت تقارير عديدة من رجال يقطنون المرتفعات ومن بعض الصيادين بوجود طين يغلي وبخار أنهار وأشجار متحجرة ومع ذلك فإن معظم تلك التقارير اعتبرت أساطيرَ في ذلك الوقت.
بعد استكشاف عام 1856م، ذكر الرجل الجبلي جيم بريدجر (والذي يعتقد أيضاً أن يكون أول أو ثاني أوروبي أمريكي يرى بحيرة الملح الكبرى) ملاحظته لغليان الينابيع وتدفق الماء ووجود جبل من الزجاج والصخور الصفراء، هذه التقارير تم تجاهلها إلى حدٍ كبير بسبب أن بريدجر عرف بكونه «يحيك القصص».
وفي عام 1890م، شرع الكابتن ويليام فرانكلين راينولدز -وهو مسّاح في جيش الولايات المتحدة- في معاينة ومسح جبال الروكي الشمالية لمدة عامين وبعد قضائه فصل الشتاء في وايومينغ في شهر مايو عام 1860م حاول راينولدز وحزبه الذي يتضمن عالم الطبيعة فرديناند فانديفير هايدن والمرشد جيم برديجر أن يعبروا خط

الانقسام القاري الأمريكي عبر هضبة المحيط بدءًا من مجاري نهر ويند في شمال غرب وايومينغ وقد حالت ثلوج الربيع الكثيفة دون مرورهم ولكنهم نجحوا في اجتياز خط الامتداد وقد كان من شأن الحزب أن يكون أول منظمة تقوم بمسح ودخول منطقة يلوستون وبذلك عرقلت الحرب الأمريكية الأهلية المزيد من إستكشافات المنظمة حتى أواخر الستينات الميلادية من القرن التاسع عشر. 

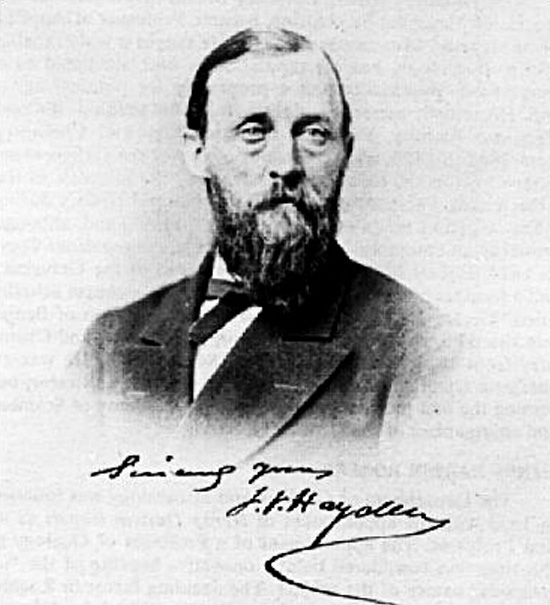
فردناند هايدن (1829-1887) هو جيولوجي ـميركي الذي أقنع الكونغرس الأميريكي بتحويل المنتزه إلى محمية وطنية.

كانت رحلة كوك - فولسوم - بيترسون الاستكشافية عام 1869م أول رحلة استكشافية مفصلة إلى منطقة يلوستون، وضمت الرحلة ثلاثة مستكشفين ممّولين من قِبَل القطاع الخاص وقد تبع فريق فولسوم نهر يلوستون إلى بحيرة يلوستون وقد احتفظ الأعضاء بمجلة واعتمدوا على المعلومات الواردة فيها. بعد ذلك نظّم فريق من سكان مونتانا رحلة واشبرن – لانغفورد - دُوان الاستكشافية عام 1870م. ترأسها مسّاح الأراضي العام لمونتانا هنري واشبرن بالإضافة إلى ناثانيل بي لانغفورد وكتيبة من الجيش الأمريكي بقيادة المُلازم غوستافوس دُوان لانغفورد الذي أصبح يعرف باسم «المنتزه الوطني». استغرقت الرحلة ما يُقارب الشهر في استكشاف المنطقة وجمع العينات وتسمية المواقع الهامة واقترح كاتب ومحامي في مونتانا يدعى كورنيليوس هِدقس وكان عضوًا في رحلة واشبرن الاستكشافية ضرورة وضع المنطقة جانبًا وحمايتها باعتبارها منتزهًا وطنيًا وقد كتب عددًا من المقالات المفصّلة لصحيفة هيلينا هيرالد بين 1870 و1871 حول ملاحظاته.
وأعاد هدقس صياغة تعليقات أدلى بها القائم بأعمال حاكم مونتانا الإقليمي توماس فرانسيس ميجر وذلك في أكتوبر 1865 حيث كان قد عّلق في وقتٍ سابق بأن المنطقة يجب أن تكون محمية كما قدّم آخرون اقتراحات مماثلة، وفي رسالة من جاي كوك إلى فرديناند في هايدن عام 1871م كتب كوك أن صديقه عضو الكونغرس وليام دي كيليهاد اقترح أيضًا أن يمرر الكونغرس قانون حجز حوض نبع الماء الحار الكبير (Great Geyser Basin) باعتباره مُنتزهًا عامًا إلى الأبد".

### إنشاء الحديقة

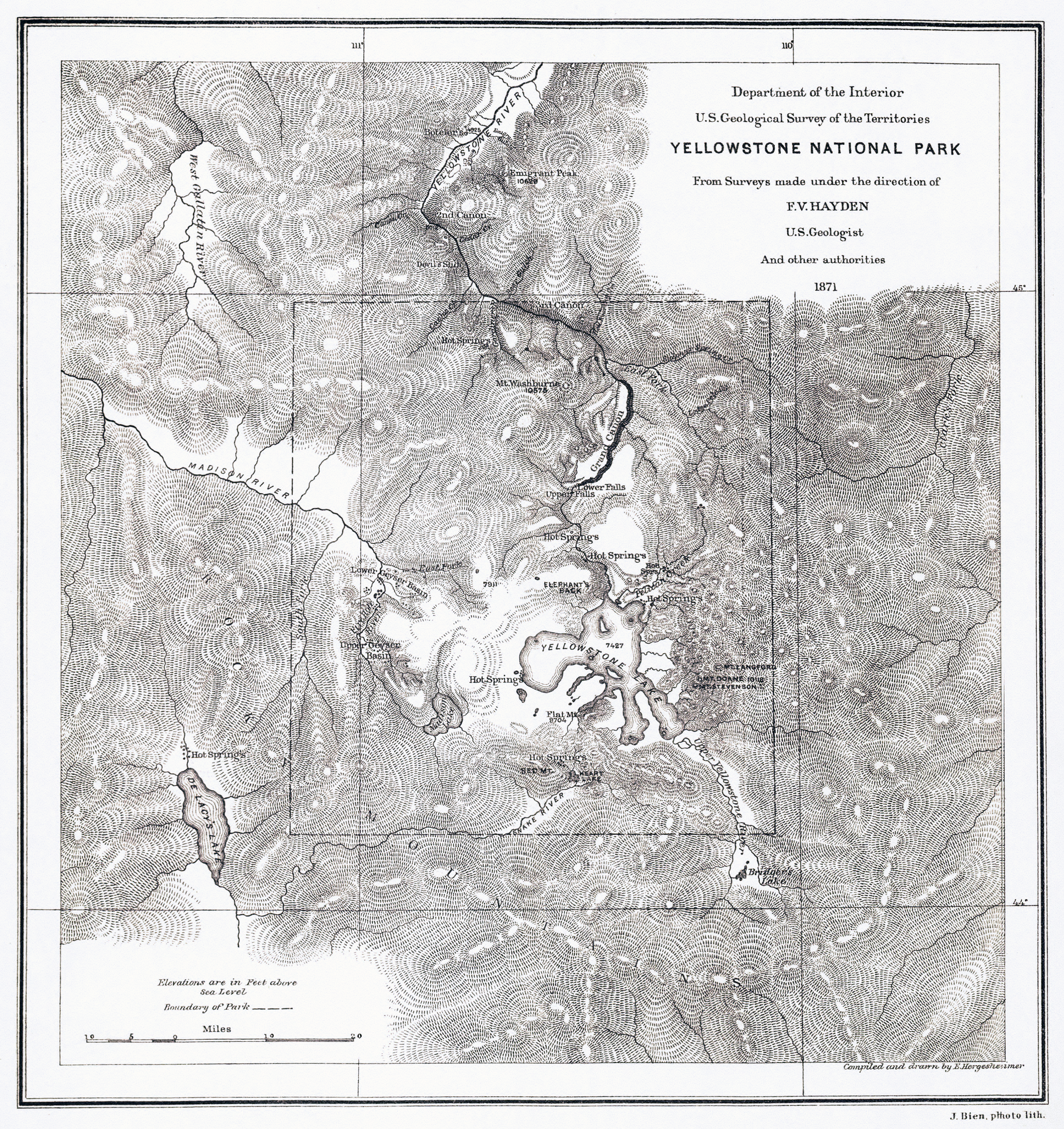
خريطة منتزه يلوستون الوطني رسمها فيردناند هايدن عام 1871

في عام 1871 وبعد اثني عشر عاماً من محاولاته الأولى الفاشلة، كان «فيرديناند هايدن» قادر على عمل محاولات أخرى لاكتشاف المنطقة. وفي عام 1871 وبرعاية من الحكومة عاد «هايدن» إلى منطقة (يولستون) برحلة إستكشافية ثانية بحملة كبيرة وقام ايضاً بالمسح الجيولوجي، وقد جمع تقريراً شاملاً عن (يلوستون) تتضمن الصور ولوحات لتوماس موران. وقد ساعد تقريره في اقناع الكونغرس الأمريكي لسحب هذه المنطقة من المزاد العلني. وفي مارس عام 1872 أشار الرئيس «يوليسس» إلى قانون التفاني والإخلاص الذي أدى إلى إنشاء حديقة (يولستون) الوطنية. هايدن، لم يكن هو الشخص الوحيد الذي فكر في إنشاء حديقة في منطقة يلوستون، بل كان أول وأكثر محامي متحمس للحديقة. هو يؤمن في أن «نضع المنطقة جانبا أو يتم تجنيب المنطقة كمنطقة للمتعة لمصلحة وتسلية الناس» كما حذر من هؤلاء الذين يأتون «لصنع البضائع من هذه العينات الجميلة». كما حذر من أن المنطقة ربما تواجه أو تتعرض لنفس مصير شلالات نياجرا واستنتج أن الموقع يجب «ان يكون حرا كما هو حال الماء والهواء». وفي تقريره إلى اللجنة عن الأراضي العامة واستنتج إذا مشروع القانون فشل ليصبح قانونا «المخربون الذين ينتظرون الآن الدخول إلى هذه الأرض الرائعة؛ لأنهم سوف يسلبون في موسم واحد ويبحثون وراء الإنعاش، هذا الفضول العجيب، التي لها يعدون جميع مهارات المكر لإعداد الطبيعة منذ الاف السنين». أدرك هايدن أن يلوستون كانت كنز لا يقدر بثمـــن والذي سوف يصبح نادرا مع الوقت وتمنى للآخرين رؤيتها وتجربتها.
أخيرا السكك الحديدية بعد ذلك والسيارات ستجعل من ذلك ممكنا فالحديقة لم توضع جانباً بدقه من أجل غرض بيئي ومع ذلك، كان تعيين «أرض المتعة» ليس لدعوة لخلق أو لصنع حديقة للتسلية، هايدن تخيل شيء أقرب إلى المنتجعات السياحية والحمامات في إنجلترا وألمانيا وسويسرا. قانون لتخصيص قطعة أرض معينة تقع بالقرب من منابع نهر يلوستون كحديقة عادة ويُسمح بسن هذا القانون من قبل مجلس الشيوخ ومجلس النواب الأمريكي في الكونغرس ولذلك فإن قطعة الأرض في أقاليم في مونتانا ووايومينغ وبموجب هذا القانون محجوزة ومسحوبة من الاستيطان أو التملك أو البيع في ظل قوانين الولايات المتحدة وأنها موقوفة ومخصصة كحديقة عامة أو ملاهي لمصلحة الناس واستمتاعهم وأي شخص يستقر فيها أو يتخذها أو يحتل قطعة الأرض منها أو أي جزء منها باستثناء ما هو منصوص عليها يعتبر من المعتدين وسيتم طرده منها.
تمت الموافقة عليه في 1 مارس 1872 ووقع عليه كل من:
- جيمس جي. بلين، رئيس مجلس النواب
- شويلر كولفاكس، نائب رئيس الولايات المتحدة ورئيس مجلس الشيوخ
- يوليسيس غرانت، رئيس الولايات المتحدة الأمريكية

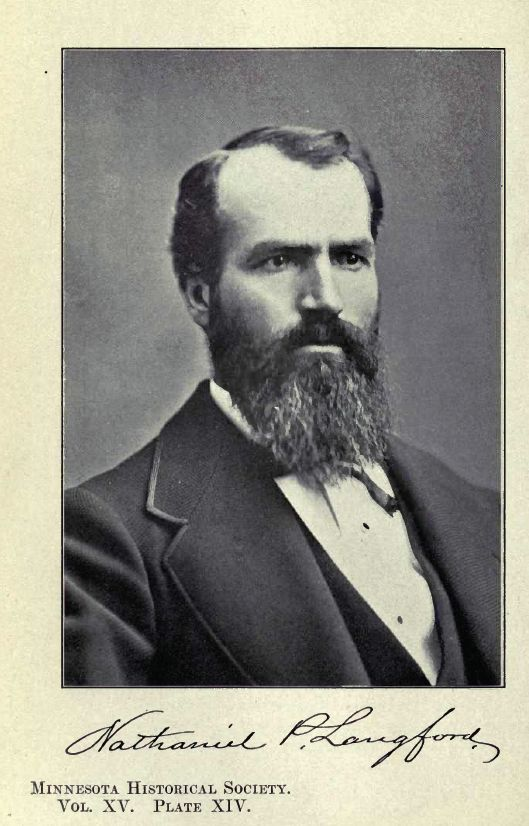
رسم شخصي لناثيال لانغفورد، أول مشرف على المنتزه

كانت هناك معارضة محلية كبيرة لحديقة يلوستون المحلية خلال سنواتها الأولى فبعض المحليين خافوا من أن الاقتصاد الإقليمي لن يكون قادرا على الازدهار إذا بقي الحظر الإتحادي الصارم ضد تنمية الموارد أو الإستقرار داخل حدود الحديقة ودعا بعض المحللين إلى تقليص حجم الحديقة بحيث يصبح التعدين والصيد وقطع الأشجار أكثر تطورا وقدم ممثلو ولاية مونتانا العديد من المشاريع القانونية إلى الكونغرس سعوا من خلالها إلى إزالة القيود الاتحادية لاستخدام الأرض.
بعد التشكيل الرسمي للحديقة، عيّن ناثانيل انجفورد كأول مشرف في الحديقة عام 1872وقد خدم لمدة خمس سنوات ولكنه لم يُمنح راتباً، كما عانى من شح التمويل والموظفين وافتقر انجفورد إلى الوسائل لتحسين الأرض ولحماية الحديقة بشكل سليم وبغياب السياسة الرسمية والقوانين لم يكن عنده سوى طرق قانونية قليلة لفرض هذه الحماية وهذا ما جعل حديقة يلوستون مُعرضة للصيادين المخالفين المخربين وغيرهم ممن يسعون إلى استغلال مواردها وقد قام بمخاطبة المسؤليين بالمشكلات العملية التي تواجهها الحديقة في تقرير 1872 لوزير الداخلية،  وتوقع بشكل صحيح أن يلوستون سوف تصبح نقطة جذب عالمية كبرى تستحق الإشراف المستمر من قبل الحكومة.
في عام 1875تم تعيين العقيد ويليام لودلو الذي كان قد سبق وشارك في استكشاف مناطق من ولاية مونتانا تحت قيادة جورج ارمسترونغ كستر لتنظيم وقيادة رحلة استكشافية إلى مونتانا وحديقة يلوستون المنشأة حديثاً وقد أدرجت الملاحظات حول الانفلات الأمني واستغلال موارد الحديقة في تقرير لودلو للاستطلاع إلى حديقة يلوستون الوطنية كما تضمن التقرير رسائل ومرفقات من بقية أعضاء البعثة بما فيهم عالِم الطبيعة والمتخصص في المعادن جورج بيرد غرينيل.

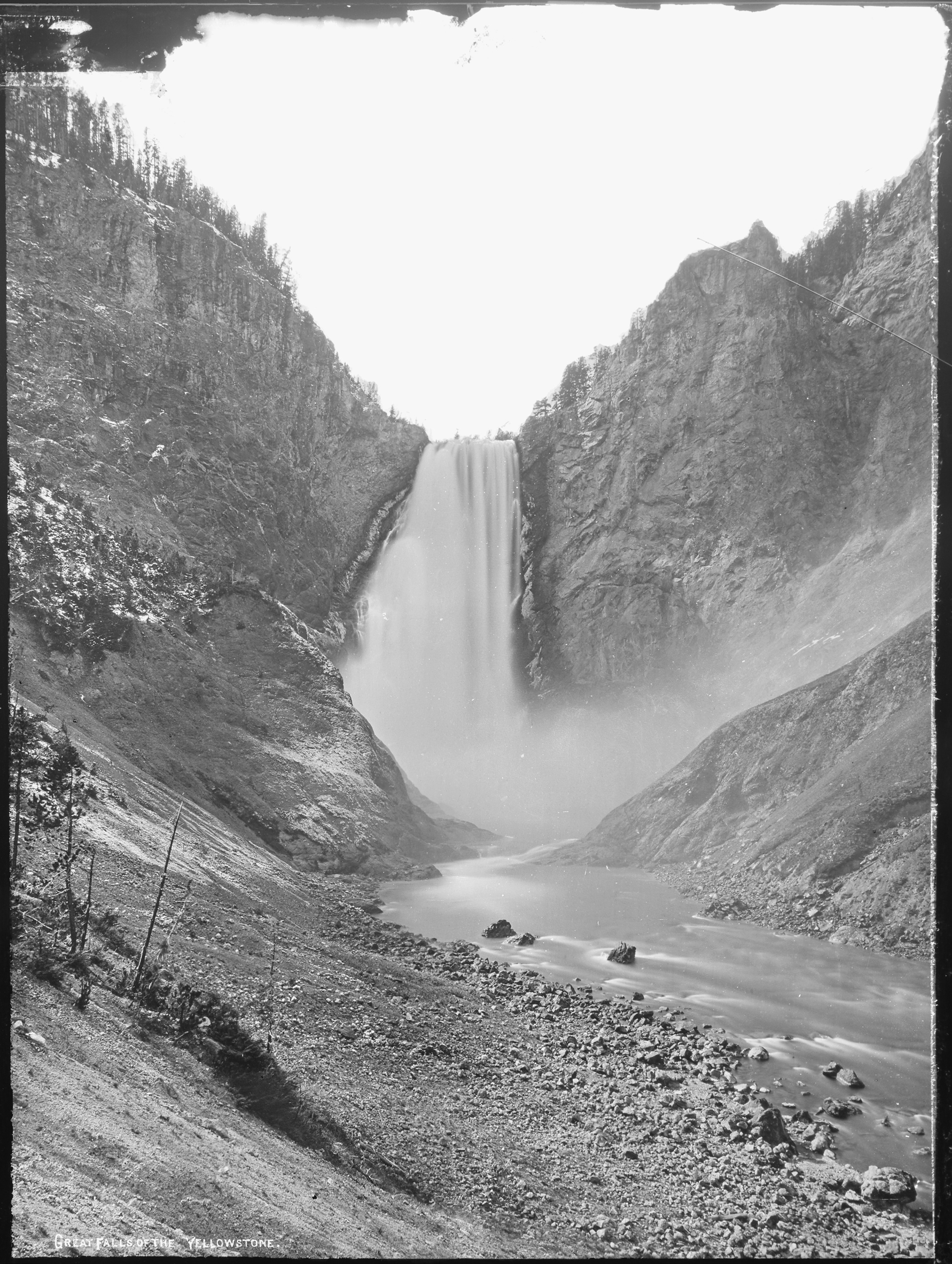
شلالات يلوستون الكبيرة. تصوير وليم هنري جاكسون، 1864-1879.

قام غرينيل بتوثيق الصيد غير المشروع للجاموس والغزلان والظباء واستغلال جلود الظباء وتشير التقديرات إلى أنه خلال شتاء عام 1874-1875، ما لا يقل عن 3,000 جاموس والوعول تعاني أشد من الأيائل، وتعاني الظباء بدرجة مقاربة".
نتيجة لذلك، اضطر لانغفورد إلى التنحي عام 1877
وكونه تجوّل عبر يلوستون وشهد مشاكل إدارة الأراضي بنفسه، تطوع فيليتوس نوريس بشغل الوظيفة بعد خروج لانغفورد. وقرر الكونغرس أخيراً فرض راتب لهذه الوظيفة وكذلك توفير تمويل بحد أدنى لتشغيل المتنزه واستخدم نوريس هذه الأموال لتوسيع نطاق الوصول للمتنزه من خلال بناء العديد من الطرق والمرافق.
تم تعيين هاري ياونت كمراقب صيد في سنة 1880م وذلك للسيطرة على الصيد غير المشروع والتخريب في المُنتزه وقد قضى يونت سابقًا عدد من السنوات في استكشاف البلدة الجبلية فيما تعرف اليوم بـوايومنغ بما في ذلك غراند تيتونس وذلك بعد انضمامه لمسح إف في هايدن الجيولوجي في سنة 1873م. يُعتبر ياونت أول حارس جوال للمُنتزه وقمة ياونت التي تقع على رأس نهر يلوستون قد سميت كذلك تكريما له ورغم ذلك كانت هذه الاجراءات غير كافية لحماية المُنتزه حيث لم يُعط نوريس أو المشرفون الثلاثة الذين تلوه كفايتهم من القوى العاملة أو الموارد.

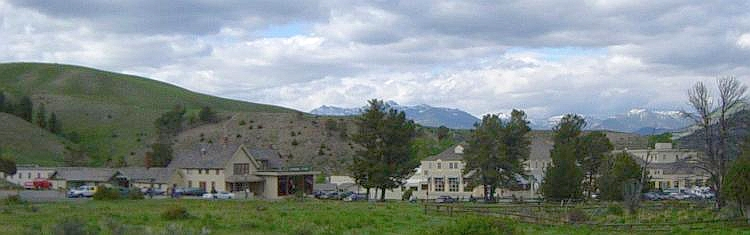
حصن يلوستون الذي كان موقع عسكري للجيش الأميريكي وآصبح مقر إدارة المنتزه

قامت شركة شمال المحيط الهادئ للسكك الحديدية (نورذرن باسيفيك ريلرود) ببناء محطة للقطار في ليفينغستون مونتانا تربطها بالمدخل الشمالي للمُنتزه في مستهل الثمانينات من القرن التاسع عشر، الأمر الذي ساعد في زيادة عدد الزيارات من 300 في سنة 1872 إلى 5,000 في سنة 1883 وقد واجه الزوار في بداية هذه الفترة صعوبات مثل رداءة الطرق ومحدودية الخدمات وقد كان الوصول للمُنتزه يكون، في الغالب، على متن أحصنة أو مراكب جياد عمومية في خطوط نظامية وبحلول سنة 1908م، زادت الزيارات للمُنتزه بما يكفي لجذب شركة اتحاد المحيط الهادئ للسكك الحديدية (يونيون باسيفيك ريلرود) لربط شبكتها بغرب يلوستون وبالرغم من الانخفاض الكبير في الزيارات للمُنتزه عبر القطارات بسبب الحرب العالمية الثانية وتوقفها نهائيا في ستينيات القرن العشرين تم تحويل جزء كبير من السكك الحديدة لممرات طبيعية ومن بينها ممر خط فرع يلوستون (يلوستون برانتش لاين تريل).
اُستبعِدت القبائل الأمريكية الأصلية من الحديقة الوطنية في سبعينات وثمانينات القرن التاسع عشر وكانت استفادة عدد من القبائل لمنطقة يلوستون في مواسم معينة فقط إلا أن عصابات من شوشون الغربية المعروفة بـ «شيب إيترز» كانت تقيم بالمُنتزه على مدار العام وقد غادر «شيب إيترز» المنطقة بعد تأكيدات وردت في معاهدة في سنة 1868م والتي تنازلت بموجبها القبيلة عن أراضيها شريطة أن تحتفظ بحق الصيد في منطقة يلوستون والجدير بالذكر أن الولايات المتحدة لم تصادق على المعاهدة ورفضت ادعاءات الـ «شيب إيترز» وكل قبيلة كانت تستفيد من منطقة يلوستون. قامت عصابة «نيز بيرس» – المرتبطة بالقائد جوزيف والتي يبلغ تعداد أفرادها 750 شخصا – بعبور مُنتزه يلوستون الوطني في ثلاثة عشر يوما أواخر أغسطس من 1877م، وقد تمت مطاردتهم من قبل الجيش الأمريكي دخلوا على إثرها للمُنتزه الوطني بعد أسبوعين من معركة الحفرة الكبرى وقد كان بعض أفراد نيز بيرس ودودين مع السياح ومن قابلوهم في الحديقة بينما لم يكن البعض الآخر كذلك وقد أُسِر تسعة زوار لفترة وجيزة وعلى الرغم من أوامر جوزيف وغيره من القادة بعدم إيذاء الأسرى إلا أنه تم قتل اثنين على الأقل وجُرح عدد آخر. شهدت المنطقة الممتدة من حوض نبع الماء الحار الأدنى (لُوَر غيزر بيسِن) مع شرق نهر فايرهول إلى جبال مريم (جبال ميري) وما يليها بعضا من المواجهات ويُعرف ذلك الجدول إلى اليوم باسم جدول نيز بيرس وفي سنة 1878م، دخلت مجموعة من قبيلة «بانوك» للمُنتزه. قامت مجموعة من قبيلة بانوك بدخول المنتزه في سنة 1878م، مما سبب الذعر للمراقب فيليتوس نوريس في أعقاب حرب الشيبإيتر الهندية سنة 1879م، بنى نوريس حصنا في المنتزه لمنع سكان أمريكا الأصليين من دخوله استمرت عمليات الصيد الجائر وتدمير الموارد الطبيعية بلا هوادة إلى أن وصل الجيش الأمريكي إلى ماموث هوت سبرينغز سنة 1886م وقامت ببناء مخيم شيريدن وعلى مدار 22 سنة قام الجيش بتشييد مبانٍ دائمة واستبدل مسمى مخيم شيريدن بحصن يلوستون (فورت يلوستون).
أعطى قانون ليسي (ليسي آكت) سنة 1900م الصلاحيات الشرعية للمسؤولين لمحاكمة من يصطاد بدون إذن وقد قام الجيش بما حظي به من التمويل والقوى العاملة اللازمة للقيام بالمراقبة بوضع لوائح وأنظمة خاصة تسمح بدخول العامة للحديقة مع المحافظة على الحياة البرية والموارد الطبيعية وعندما أنشئت خدمات المنتزه الوطنية في سنة 1916م، أبقت على العديد من اللوائح التنظيمية التي أقرها الجيش  وانتقلت مسؤولية الاهتمام بالمنتزه إلى خدمات المنتزه الوطنية في 31 أكتوبر من سنة 1918م.

## التاريخ الحديث
في عام 1915 م كانت تدخل ألف سيارة سنوياً إلى المنتزه مما أدى إلى صراعات مع الخيول وخيول الدفع للنقل وفي الأعوام اللاحقة منعت أخيراً خيول النقل في الطرق
لعب سلك الخدمة المدنية -وكالة نيو ديل لمساعدة الشباب- دوراً كبيراً بين عامي 1933 م و1942 م لتطوير تسهيلات اليلوستون وكذلك تضمنت مشاريع لإعادة تشجير الغابات وتطوير مساحات التخييم للعديد من ممرات ومخيمات المنتزه وإنشاء مسارات وممرات والحد من أخطار الحرائق ومكافحتها وأسس سلك الخدمة المدنية كذلك الغالبية العظمى الأولى من مراكز الزوار والمخيمات والنظام الحالي لطرق المنتزه.
وخلال الحرب العالمية الثانية انخفضت نسبة السفر السياحي بشكل حاد وتم تقليص أعداد الموظفين وهبطت الخدمات وقلت التسهيلات وخلال الخمسينات الميلادية من القرن العشرين ازدادت الزيارات كثيراً لمنتزه يلوستون ومنتزهات وطنية أخرى ولخدمة واستيعاب تلك الزيارات العديدة فقد نفذ مسؤولوا المنتزه «المهمة 66» وهي محاولة توسيع وتطوير مرافق خدمات المنتزه والمخطط لها أن تكتمل بحلول عام 1966م على شرف الذكرى الخمسين لتأسيس دار خدمات المنتزه الوطني فلقد اختلف تصميم «المهمة 66» إلى طراز كوخ خشبي تقليدي مع لمسات من التصميم الحديث وخلال أواخر الثمانينات الميلادية من القرن العشرين عادت معظم أنماط البناء في اليلوستون إلى تصاميم أكثر تقليدية وبعد الحرائق الهائلة للغابات عام 1988م تضررت مساحة من «قرية جرانت» كثيراً وكان هناك ترتيبات لإعادة البناء على الطراز التقليدي ونجد أن مركز الزوار في قرية كانيون والذي فتح عام 2006م دمج تصاميماً تقليدية أكثر.
دمر زلزال يلوستون لعام 1959 الجزء الغربي من اليلوستون عند بحيرة هبجن. ودمر الطرق وبعض أبنية المنتزه كما وجدت ينابيع مياه جديدة في الجزء الشمال الغربي من المنتزه في الوقت الذي أصبحت فيه العديد من مياه الينابيع الموجودة متعكرة وكان ذلك أقوى زلزال أرضي يضرب المنطقة في التاريخ وفي 1963م وبعد عدة أعوام من الجدل العام حول تقليص عدد الأيائل الساكنة في اليلوستون أبرم وزير داخلية -الولايات المتحدة الأمريكية- «ستيوارت يودال» مجلساً للشورى لجمع البيانات العلمية لإنشاء إدارة مستقبلية للحياة البرية للمنتزهات الوطنية وفي ورقة تعرف بـ «تقرير ليوبولد» لاحظت اللجنة أن عملية اختيار البرامج في منتزهات وطنية أخرى قد أصبحت غير مجدية وكذلك أوصت بإدراة الأيائل الساكنة في اليلوستون.
أكبر حريق في تاريخ المنتزة كان في صيف 1988م وأثّر على ما يقارب 793,880 فدان (321,272 هكتار، 1240 ميلاً مربعاً) أو 36% من أراضي المنتزة وأدّى ذلك إلى إعادة تقييم تنظيمي لسياسات إدارة الحرائق واعتبر موسم الحريق لعام 1988م طبيعياً حتى اجتمعت الحرارة والجفاف معاً بحلول منتصف شهر يوليو مما أدى إلى حريق شديد الخطورة وفي «يوم السبت الأسود» في 20 أغسطس 1988م انتشر الحريق بسرعة بسبب رياح قوية واحترق أكثر من 150000 فدان (61000 هكتار، 230 ميل مربع).
تم توثيق التاريخ الثقافي العظيم للمنتزة ضمن ألف موقع أثري تم اكتشافه ويوجد بالمنتزة 1106 أثر تاريخي بما فيه المباني والصور وعرفت منحدرات السبج تلك وخمسة مباني بالمعالم التاريخية الوطنية وسُميت اليلوستون بمحمية المحيط الحيوي الدولي في السادس والعشرين من شهر أكتوبر عام 1986م، كما صُنِّفت كموقع تراثي في التراث العالمي للأمم المتحدة في الثامن من شهر سبتمبر عام 1978م.
صُنّف المتنزة ضمن قائمة التراث العالمي المهدد بالخطر من عام 1995 م حتى عام 2003 م، ويرجع ذلك إلى تأثيرات السياحة والعدوى من الحيوانات البرية وقضايا النوع الغازي أو المجتاح وفي عام 2010 م تم تكريم منتزة يلوستون الوطني مع منطقته الخاصة تحت برنامج مناطق أمريكا الجميلة.

## مركز التراث والبحوث
يقع مركز التراث والبحوث في غاردينر-مونتانا بالقرب من المدخل الشمالي للحديقة، المركز هو موطن وأرشيف ومكتبة بحوث وتاريخ ومختبر علم الآثار لمجموعة لحديقة يلوستون الوطنية، مكتبة المحفوظات الوطنية بحديقة يلوستون تحفظ مجموعات السجلات التاريخية من يلوستون ودائرة الحدائق الوطنية وتتضمن جميع السجلات الإدارية ليلوستون وسجلات إدارة الموارد وكذلك سجلات المشاريع الكبرى والمخطوطات وأوراق شخصية متبرع كلها تابعة للأرشيف الوطني وإدارة السجلات.

## جغرافيته
الجبال والسلاسل الجبلية في حديقة يلوستون الوطنية، الشلالات في حديقة يلوستون الوطنية، الهضاب في حديقة يلوستون الوطنية، يقع حوالي 96 بالمئة من مساحة الأرض من منتزة يلوستون الوطني في ولاية وايومنغ ثلاث بالمئة في مونتانا ويبقى واحد بالمائة في ولاية ايداهو، الأراضي الفسيحة هي 63 ميلا (101 كم) من الشمال إلى الجنوب و54 ميلا (87 كم) من الغرب إلى الشرق عن طريق الجو يلستون 2,219789 فدان (713898) هكتار أكبر من ولايات آيلاندا أو ولاية ديلاوبر، الأنهار والبحيرات تغطي خمسة بالمائة من مساحة الأراضي، تجري بحيرة ويلستون مع أكبر جزء من الماء 87,040 فدان (35,22هكتار،136,00ميل مربع) بحيرة يلستون تصل إلى 400 قدم (120 ميل) عمق (180) كم من الشاطئ على ارتفاع 7,733 قدم (2,357 متر) فوق مستوى سطح البحر تضم الغابات 80 بالمئة من مساحة الأرض الفسيحة ومعظم الباقي من المراعي.
يمتد الانقسام القاري لأمريكا الشمالية، قطريًا، عبر الجزء الجنوبي الغربي من المتنزه، ويعد هذا الانقسام ميزة جغرافية تفصل بين المحيط الهادي ومصارف مياه المحيط الأطلسي. ويمتد ثلث مساحة المتنزه تقريبًا، على الجانب الغربي من ذلك الانقسام، كما يقع المنبع الأصلي لنهر يلو ستون ونهر سنيك بالقرب من بعضهما البعض، ولكن على جهتين متعاكستين من الانقسام؛ ونتيجة لذلك، فإن مياه نهر سنيك تتدفق إلى المحيط الهادي، في حين أن مياه نهر يلو ستون تجد طريقها إلى المحيط الأطلسي عبر خليج المكسيك.
يقع المتنزه على هضبة يلو ستون بمتوسط ارتفاع 8000 قدم (2400 متر) فوق مستوى سطح البحر. ويحد الهضبة تقريبًا من كل الجوانب جزء من سلسلة جبال روكي الوسطى، والتي يتراوح ارتفاعها من 9000 إلى 11000 قدم (2700 إلى 3400 متر) في الارتفاع. وتعد قمة النسر أعلى نقطة في المتنزه بارتفاع يصل إلى (11358 قدم أو 3462 متر)، وأما أدنى نقطة فتقع على طول جدول ريس (5282 قدم أو 1610 متر). كما تشمل نطاق السلاسل الجبلية القريبة وهي: سلسلة جبال جالاتين إلى الشمال الغربي، وسلسلة جبال بيرتوث في الشمال، وسلسلة جبال أبساروكا إلى الشرق، وسلسلة جبال تيتون، وسلسلة جبال ماديسون إلى الجنوب الغربي والغرب. والقمة الأبرز في هضبة يلو ستون هي جبل واشبرن بارتفاع 10243 قدم (3122 متر).
يضم متنزه يلو ستون الوطني واحدة من أكبر الغابات الحجرية في العالم، والتي تحتوي على أشجار كانت مُغطاة بالرماد والتربة لفترةٍ طويلة من الزمن فتحولت من طبيعتها الخشبية إلى مواد معدنية، ويُعتقد أن هذا الرماد والحطام البركاني قد جاء من منطقة المتنزه نفسه؛ وهذا عائد بشكلٍ كبير إلى حقيقة أن متنزه يلو ستون هو فعلاً عبارة عن فجوة ناجمة عن انفجار بركاني ضخم. كما يوجد في المتنزه 290 شلالاً، يصل ارتفاعها إلى 15 قدم (4,6 م)، أعلاها الشلال المنحدر باتجاه نهر يلو ستون، والذي يبلغ ارتفاعه 308 قدم (94 م). كما نجد في المتنزه ثلاثة أخاديد كبيرة، تقتحم الطوفة البركانية من هضبة يلو ستون عبر الأنهار منذ 640,000 سنة. يتدفق نهر لويس عبر أخدود لويس في الجنوب، ويحفر نهر يلو ستون أخدودين ملونين خلال رحلته نحو الشمال، وهما: أخدودغراند كانيون أوف يلو ستون، ووأخدود بلاك كانيون أوف يلوستون.

## الجيولوجيا

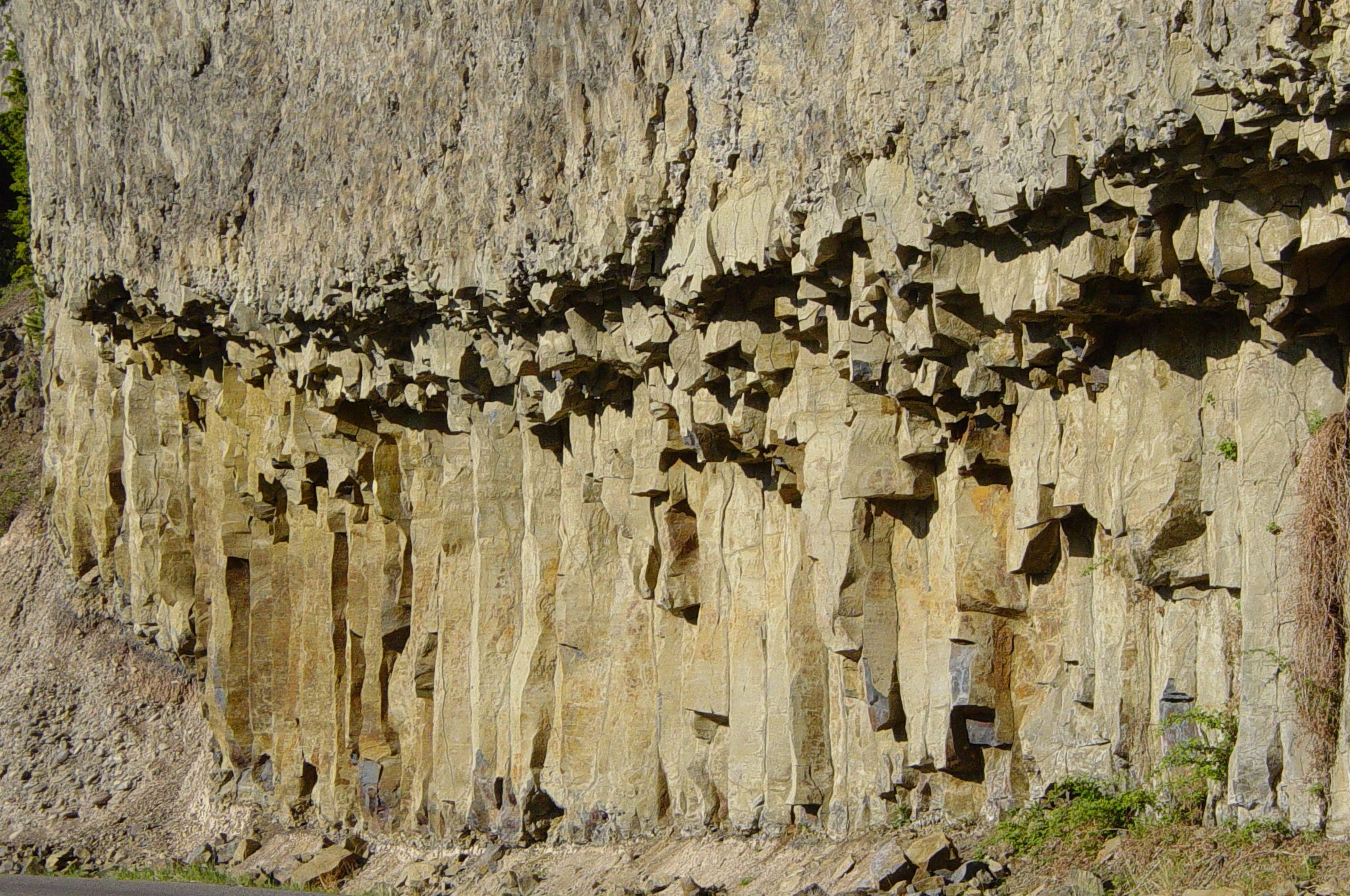
آعمدة بازلتية بالقرب من شلالات البرج في يلوستون

يقع متنزه يلو ستون في أقصى الشمال الشرقي لسهل نهر الأفعى (وهو عبارة عن قوس عظيم ممتد خلال سلسلة جبلية بداية من جبل بويسي- أيداهو بمسافة 400 ميل /640 كم حتى الغرب)، هذه الميزة سمحت بتتبع مسار صفيحة أمريكا الشمالية على مدى 17 مليون سنة الماضية، حيث جرى نقلها بواسطة الصفائح التكتونية عبرة قشرة ثابتة في المنطقة الساخنة. وتعد المناظر الطبيعية، التي نشاهدها في الوقت الحاضر، للمتنزه هي أحدث المظاهر لهذه المناطق الساخنة تحت قشرة الأرض.
يلو ستون كالديرا (كالديرا هي الحفرة البركانية): هي أكبر مجموعة بركانية في أمريكا الجنوبية وسميت بـ«البركان الضخم»؛ وذلك لأنها تشكلت – استثنائيًا - بفعل انفجار كارثي كبير، حدث قبل 640,000 عاماً، والذي أطلق ما يفوق 1000 كم مربع (240 ميلاً مكعبًا) من الرماد والصخور وشظايا الحمم البركانية إن هذا الانفجار أكبر ألف مرة من الانفجار الذي وقع عام 1980 م في جبل سانت هيلين. حيث أنتج كالديرا (حفرة بركانية) يصل عمقها إلى 8/5 ميل (1كم)، و45 بنسبة 28 ميلاً (72 بنسبة 45 كم) في تلك المنطقة، كما أنتج ترسب قناة حمم التوف البركانية - تكوين ملحم توف جيولوجي -. وأضخم انفجار عرف هو الذي حدث قبل 2.1 مليون سنة، وقد أطلق ما يقارب 588 ميلاً مكعباً (2450 كيلو متراً مكعباً) من المواد البركانية وهو سبب تكون الصخور التي شكلت جبال هاكلبيري، كما أوجدت ما عرف لاحقًا بمتنزه جزيرة كالديرا. كما أطلق، أصغر انفجار وقع آنذاك، 67 ميلاً مكعباً (280 كيلو متراً مكعباً) من المواد وذلك قبل 1.3 مليون سنة وتشكلت «شعبة كالديرا هنري» وترسبت «توف ميا فولز».
انبعثت كميات هائلة من الرماد البركاني جراء تلك الانفجارات الثلاث الهائجة، مما غطى جزءاً كبيراً من أواسط أمريكا الشمالية والتي تبعد مئات الأميال عن موقع الثوران البركاني؛ وقد أدت كمية الرماد والغاز التي انبعثت في الغلاف الجوي على الأرجح إلى حدوث تأثير كبير في أنماط الطقس حول العالم وانقراض بعض الفصائل خصوصاً في أمريكا الشمالية.

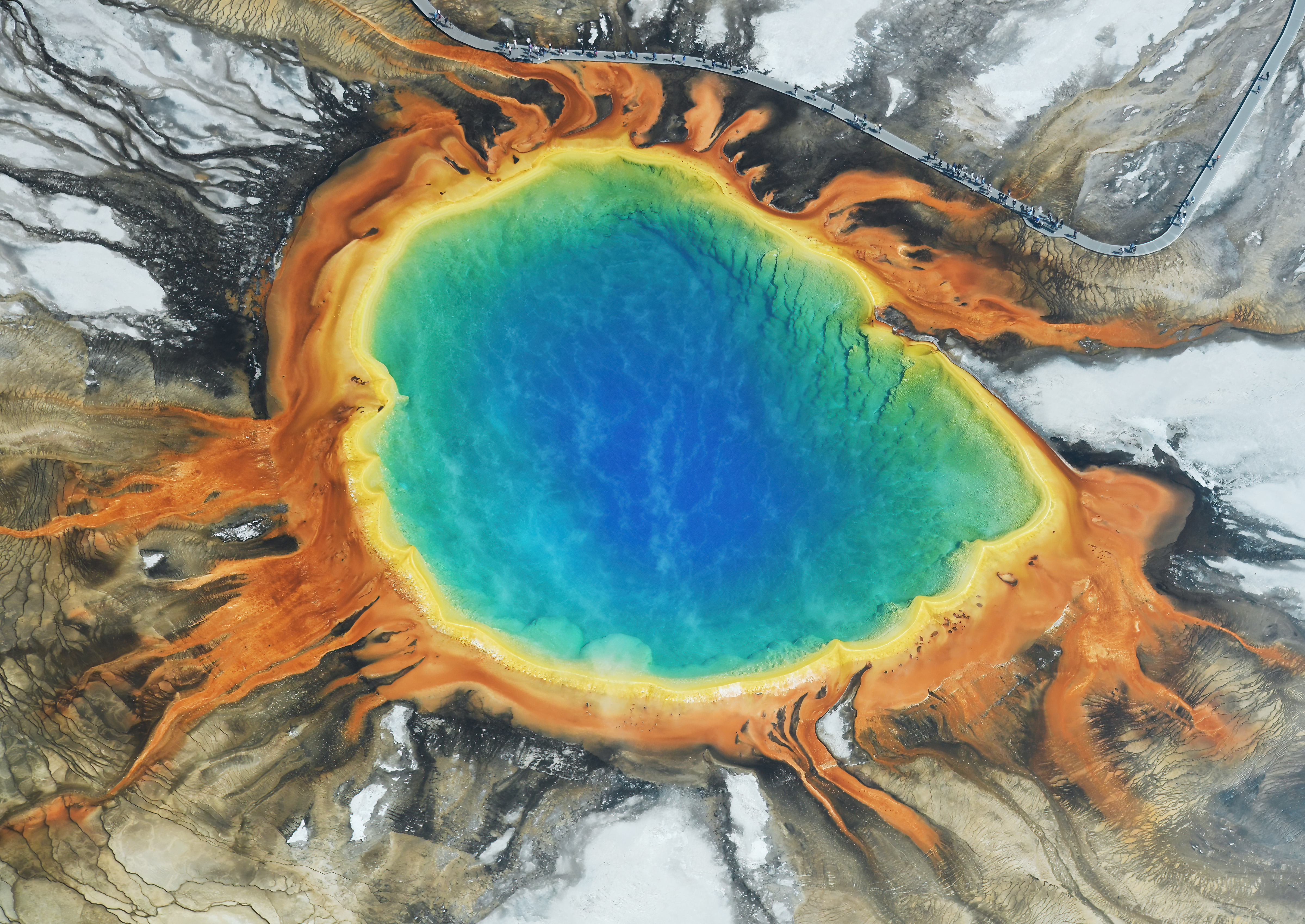
يوجد ممرات خشبية تسمح للزوار باتجول قريبا من الينابيع

وقد حدث ثوران مكون للكالديرا قبل 160000 سنة؛ وقد كون ذلك الكالديرا الصغيرة نسبيًا والتي تتضمن حوض «غرب الإبهام» من بحيرة يلوستون؛ ومنذ آخر انفجار هائل، مُلئت كالديرا اليلوستون شبه كليًا جراء سلسلة من الثورانات البركانية الصغيرة قبل 640000 أو 70000 سنة (ثمانون انفجاًرا مختلفًا من حمم حجر الريوليت مثل تلك الي يمكن مشاهدتها في «منحدر الزجاج البركاني الأسود» وكذلك من حمم صخر البازلت والتي يمكن الاطلاع عليها في «منحدر الشيبيتر». ويمكن رؤية طبقة الحمم بسهولة في وادي «جراند كانيون» في يلوستون حيث لا يزال نهر يلوستون يشكل تدفقات الحمم البركانية القديمة؛ والوادي يتخذ شكل حرف V وهو الشكل الكلاسيكي، مما يدل على تعرية ناتجة عن تدفق النهر وليس عن التجميد.
كل هيجان هو جزء من دائرة انفجارية تبلغ ذروتها مع انهيار سطح حجرة الصهارة الفارغة جزئياً مما يُحدث منطقة ضغط شديدة الانخفاض تسمى بـ«كالديرا» والتي تقوم بإطلاق كميات هائلة من المواد البركانية عادة ما تكون عن طريق تصدعات تحيط بالكالديرا؛ وتراوحت الفترة الزمنية التي تفصل ما بين آخر ثلاث ثورات كارثية في منطقة يلوستون ما بين 600000 إلى 800000 عاماً ولكن لا يمكن للرقم الصغير للثورات المناخية أن يستخدم في التنبؤات الدقيقة للأحداث البركانية المستقبلية.

### السخنات ونظم المياه الحرارية

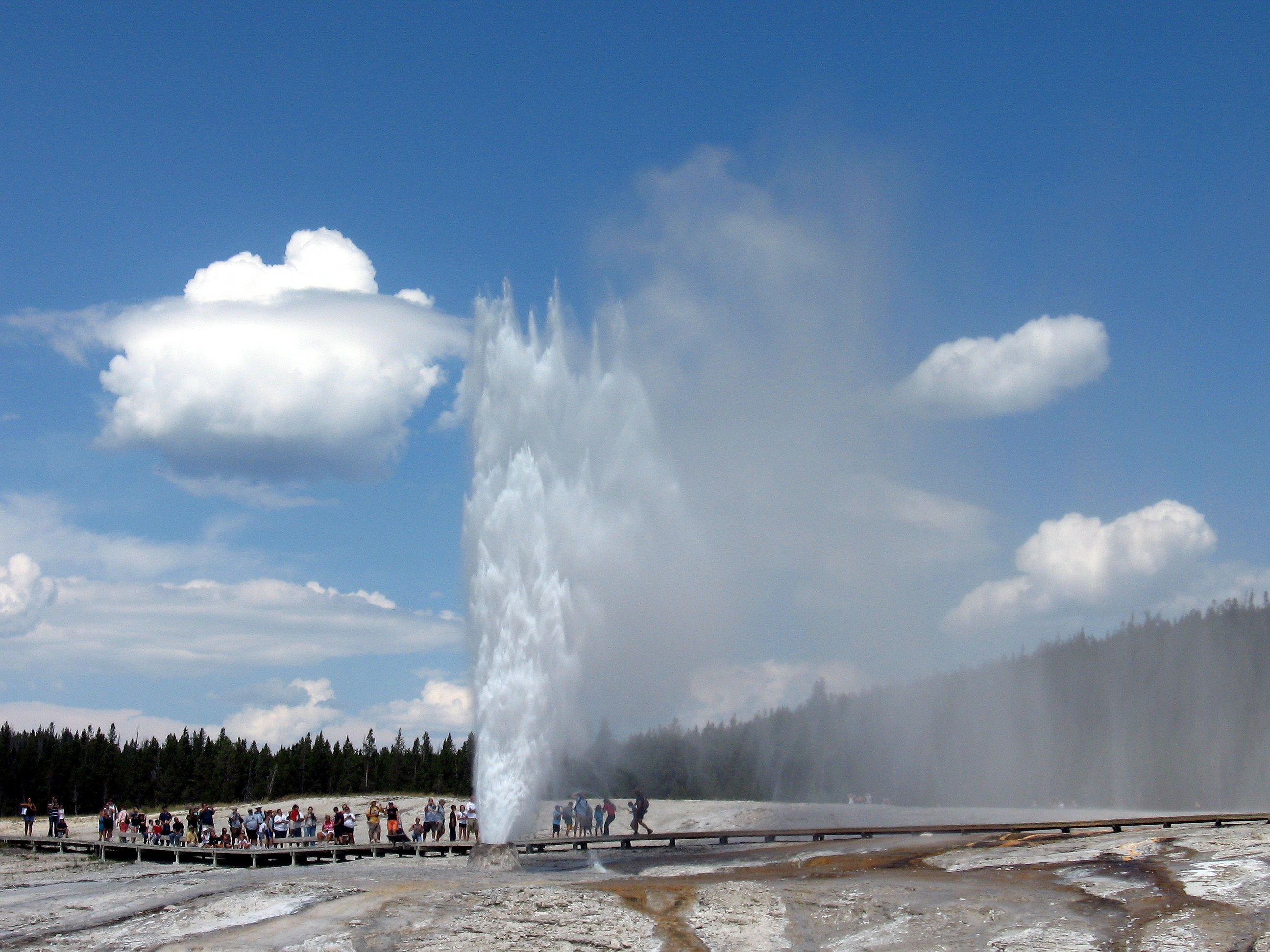
فوران حمية عش النحل (بي هايف).

وأشهر حمة - نبع ماء حار- في المنتزه بل ربما في العالم هي حمة «أولد فيثفول» الواقعة في منطقة الحوض العلوية للحمة؛ وتقع كل من «حمة كاسل» و«حمة ليون» و«حمة بيهايف» في نفس الحوض، وكذلك يضم المنتزه أكبر حمة نشطة في العالم وهي «حمة ستيمبوت» الواقعة في الحوض البخاري نوريس؛ ويوجد 300 حمة في يلوستون و10000 ميزة طاقية حرارية أرضية بشكل عام على الأقل، وتتركز نصف ميزات الطاقة الحرارية الأرضية وثلثي ينابيع الأرض في يلوستون.
في شهر مايو 2001 قام مركز المسح الجيولوجي الأمريكي ومتنزه يلوستون مع جامعة يوتاه بتأسيس مرصد براكين يلوستون. (YVO) وهي شراكة طويلة المدى لمراقبة العمليات الجيولوجية في مجال هضبة يلوستون البركانية لنشر المعلومات المتعلقة بالأخطار المحتملة في هذه المنطقة النشطة جيولوجياً

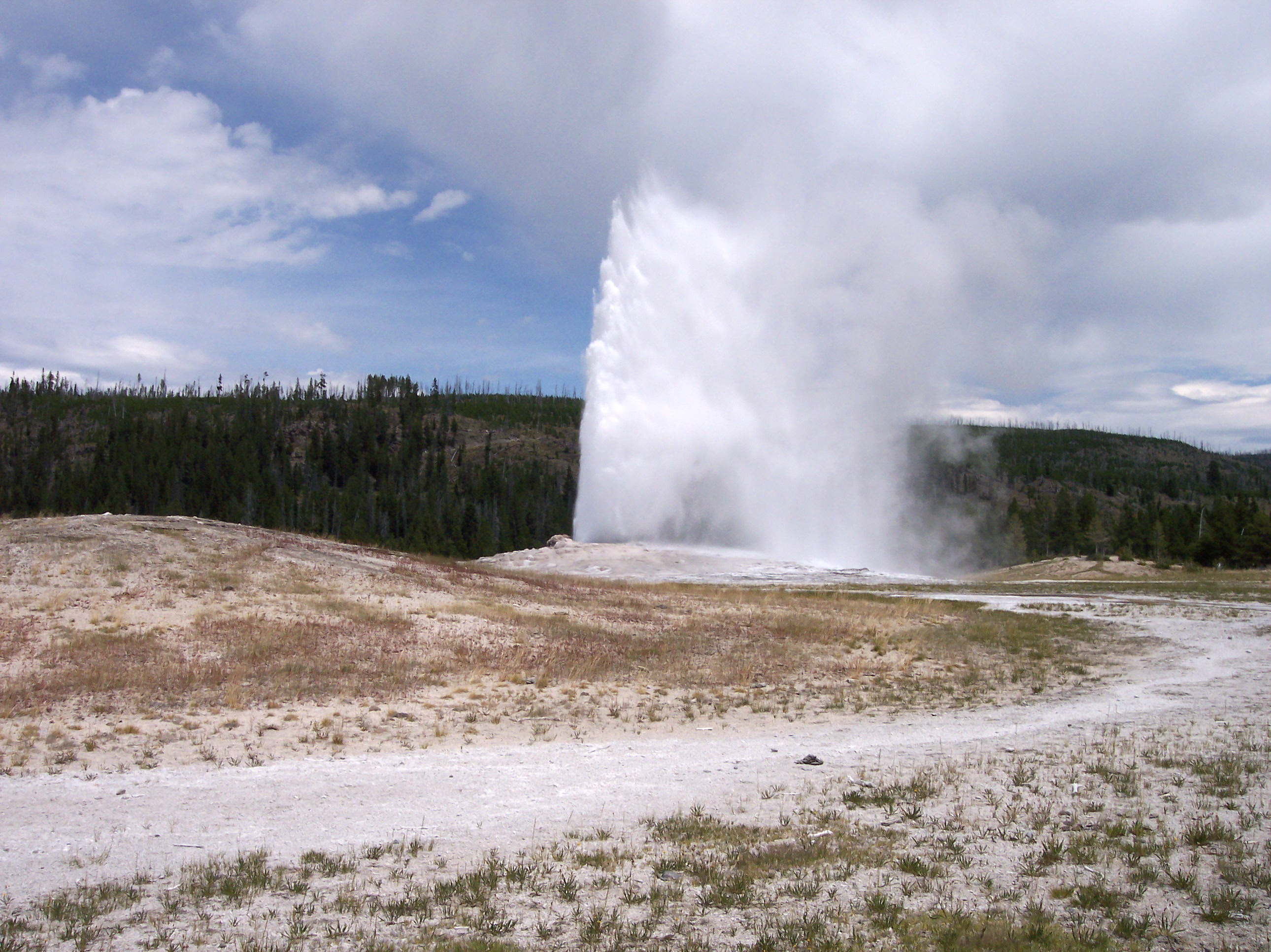
يتفجر نبع اولد فايثفول (الامين العتيق) مرة كل 91 دقيقة

في عام 2003 أدت التغيرات في منطقة حوض نبع نوريس الساخن إلى إغلاق مؤقت لبعض مسارات الحوض وقد لوحظ ظهور فوهات جديدة وعدد من الينابيع الساخنة التي أظهرت زيادة للنشاط البركاني وزيادة في درجة حرارة المياه فأصبحت العديد من الينابيع الساخنة مرتفعة الحرارة جداً بحيث تم تحويلها للعمل على التبخير فقط ولأن المياه صارت ساخنة للغاية فإنها لم تعد تنفث بشكلها الطبيعي. تزامن هذا مع إصدار العديد من التقارير لمشاريع بحث المسح الجيولوجي بالولايات المتحدة الذي وضع خريطة في وقت ما في الماضي أشارت البحوث إلى أن هذه المرتفعات لا تشكل تهديداً مباشراً لانفجار بركاني التي ارتفعت لسطح بحيرة يلوستون وحدد القبة الإنشائية؛ نظراً لأنها تطورت منذ مدة طويلة، ولم تكن هناك زيادة في درجة الحرارة بالقرب منها. في العاشر من مارس عام 2004 اكتشف عالم أحياء خمسة من البيسون التي تبدو أنها قد استنشقت الغازات الحرارية الأرضية السامة المختزنة في حوض نبع نوريس الساخن بسبب الانقلاب الجوي الموسمي، تبع ذلك مباشرة نشاط زلزالي متزايد في أبريل من عام 2004. في عام 2006، تم الإبلاغ بأن قبة بحيرة مالارد وقبة جدول صور والمناطق التي لطالما كانت معروفة بإظهار تغييرات كبيرة في حركة أراضيها قد ارتفعت بمعدل 1.5 إلى 2.4 بوصة (3.8-6.1 سم) في السنة من منتصف عام 2004 حتى عام 2006 واعتباراً من أواخر عام 2007 واصل الارتفاع بمعدل منخفض وقد ساهمت هذه الأحداث بظهور قدر كبير من الاهتمام في وسائل الإعلام وظهور تكهنات حول المستقبل الجيولوجي للمنطقة، أجاب الخبراء على تلك التكهنات السائدة بإعلام الجمهور بأنه لايوجد خطر متزايد من انفجار بركاني في المستقبل القريب.

### الزلازل

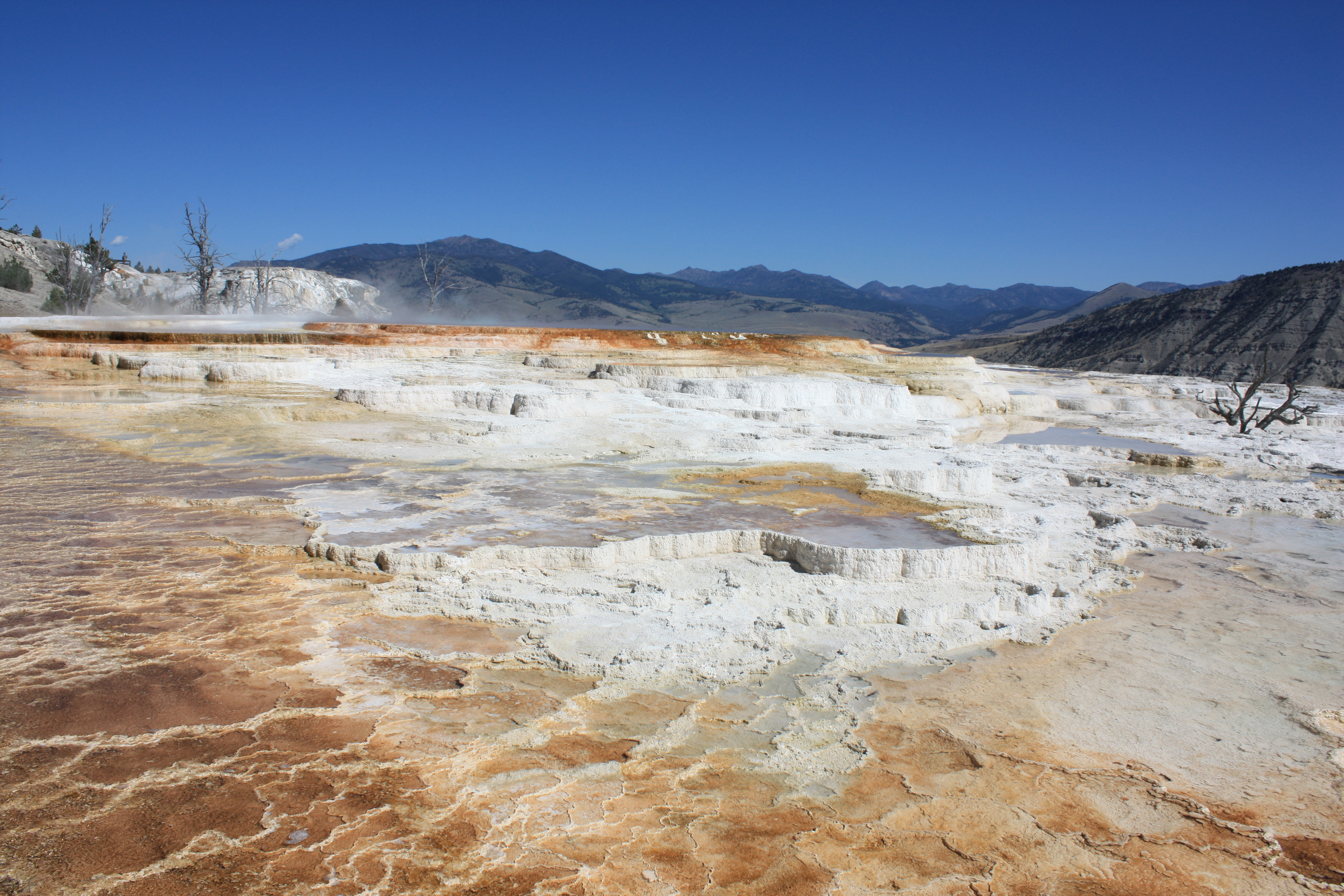
الممرات الرئيسية لينابع ماموث الساخنة.

تواجه يلوستون آلاف الزلازل الصغيرة كل عام، جميعها تقريبا لا يشعر بها الناس في العصور القديمة، كانت هناك ستة زلازل لا تقل قوتها عن 6 درجات من ضمنها زلزال بقوة 7.5 درجة ضرب الجهة الخارجية للحد الشمالي الغربي للمنتزة في عام 1959م هذا الزلزال كان سببا في حدوث انزلاق أرضي كبير سبب انهيارا جزئيا في سد بحيرة هيبغين مما جعل رواسب الانزلاق الأرضي تحجز النهر مباشرة لتتكون بعدها بحيرة جديدة عرفت ببحيرة الزلزال بسبب هذا الزلزال قتل ثمانية وعشرون شخصا وكان هناك ضرر بالغ بالممتلكات في المنطقة القريبة منه تسبب الزلزال أيضاً بانفجار بعض السخانات في القسم الشمالي الغربي من الحديقة وقد أدى ذلك إلى حدوث شقوق كبيرة في الأرض ينبعث منها بخار وفي بعض الينابيع الساخنة تحولت المياة التي عادة ما تكون نظيفة إلى موحلة. حصل زلزال آخر بقوة 6.1 درجة على مقياس ريختر داخل الحديقة في 30 يونيو 1975م ولكن الضرر كان ضئيلاً للغاية.

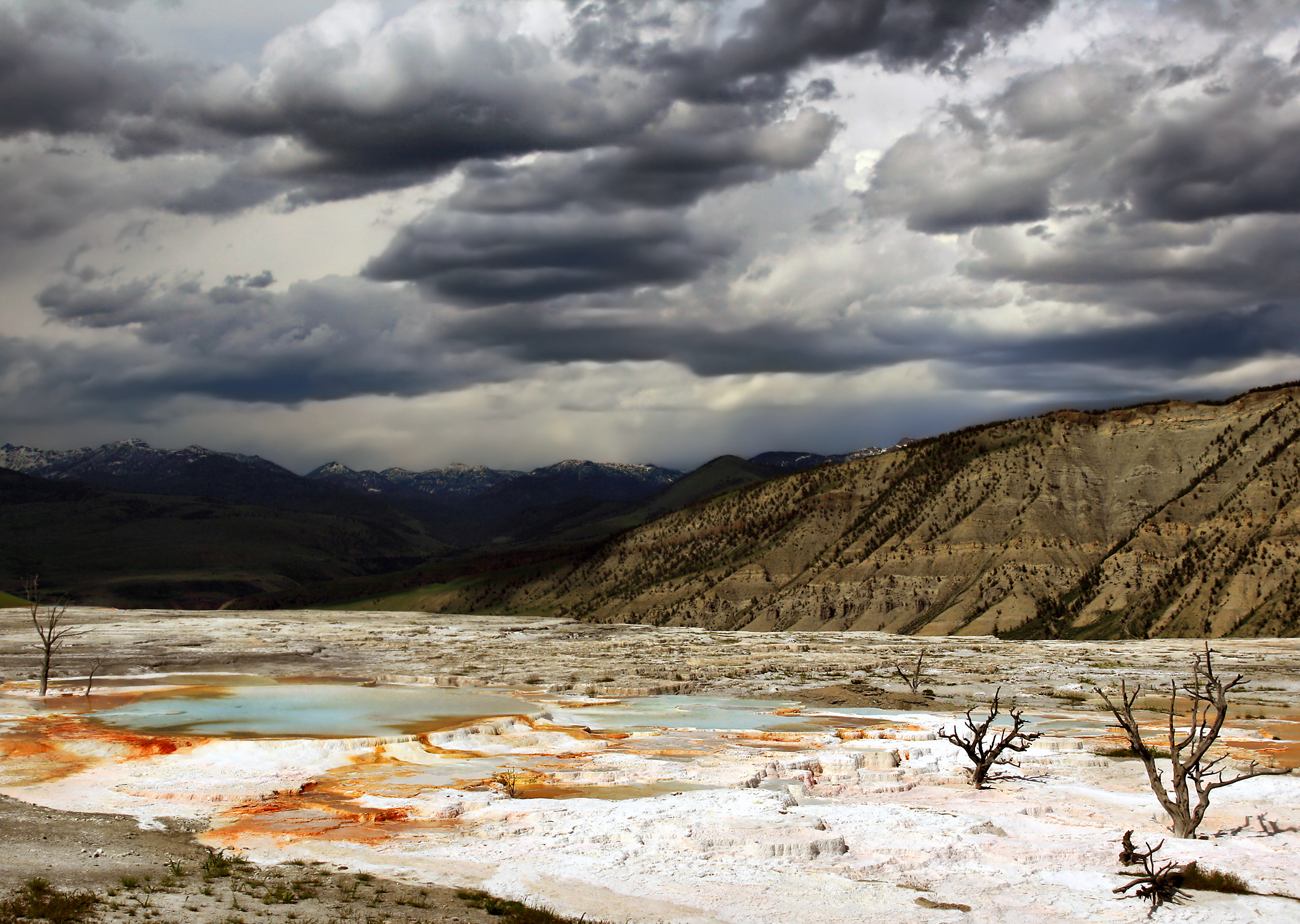
الممرات العليا لينابيع ماموث الساخنة.

لمدة ثلاثة أشهر في عام 1985، تم رصد 3000 زلزال طفيف في القسم الشمالي الغربي من المنتزه إبان ما تم الإشارة إليه باسم سرب الزلازل وقد يعزى ذلك إلى هبوط طفيف في كالديرا يلوستون
ابتداء من الثلاثين من أبريل عام 2007، وقع 16 زلزال صغير مع مقاييس مختلفة تصل إلى 2.7 في كالديرا يلوستون لعدة أيام هذا السرب من الزلال شائعة وكان هناك 70 سربًا مماثلة بين عامي 1983 و2008. في ديسمبر عام 2008 تم قياس أكثر من 250 زلزال على مدى أربعة أيام تحت بحيرة يلوستون أكبر زلزال بلغت قوته 3.9. في يناير 2010، تم الكشف عن أكثر من 250 زلزال على مدى فترة استغرقت يومين[74] النشاط الزلزالي في منتزه يلوستون الوطني ما زال مستمرا ويتم تقديم التقارير كل ساعة من قبل برنامج مخاطر الزلازل المقدم من هيئة المسح الجيولوجي الأمريكية.

## علم الأحياء وعلم البيئة

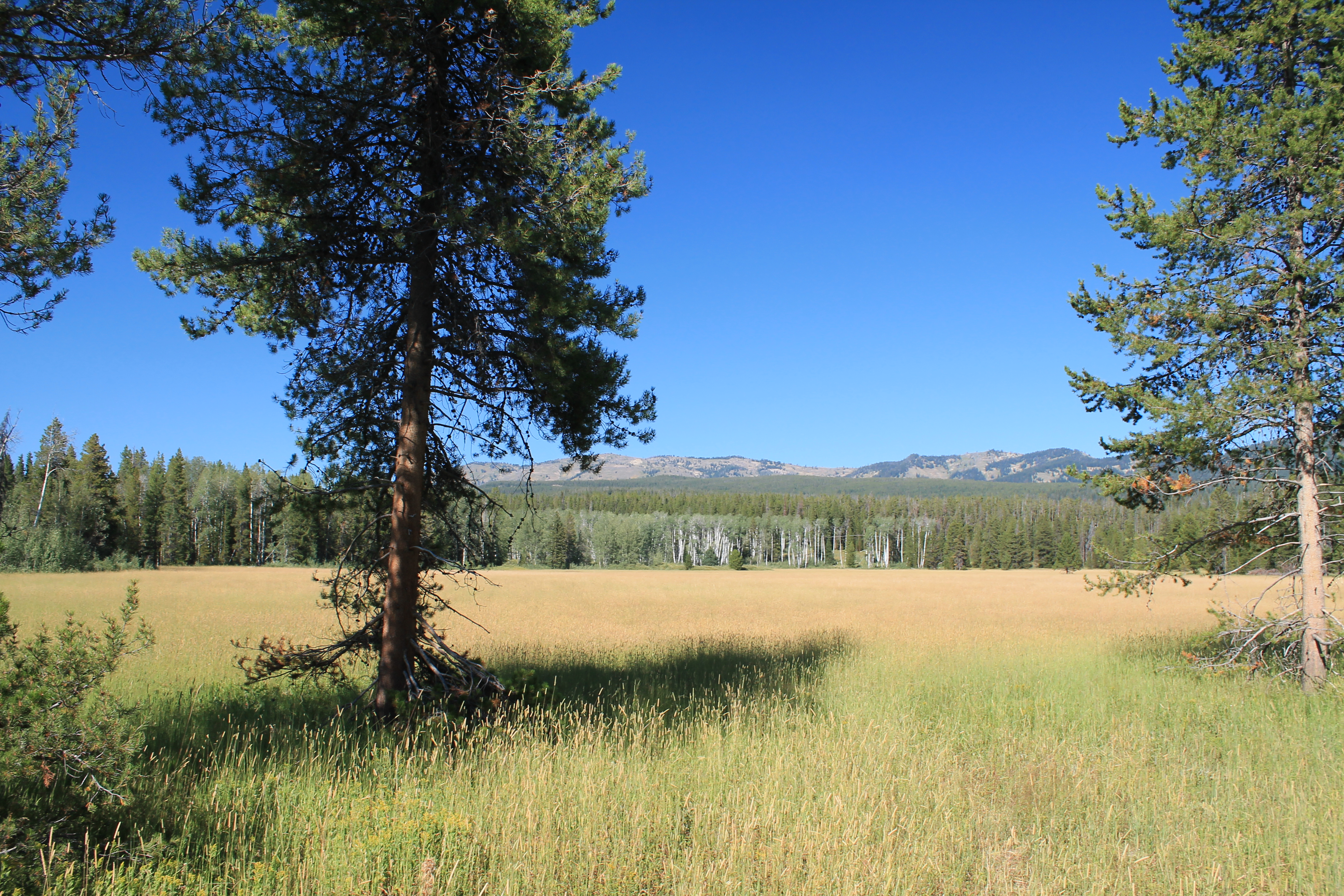
رياض في منتزه يلوستون الوطني

يعد يلستون أكبر النظم الايكولوجية والبيئة من جبال روكي، حديقة يلستون الوطنية هي محور 20 مليون فدان أي 31,250 ميل مربع (8,093,712 هكتار أي 80,937 كم2) يلستون هي أكبر نظام ايكولوجي، المنطقة التي تضم حديقة غراند تيتون الوطنية والغابات الوطنية المجاورة ومناطق توسعية البرية في تلك الغابات النظام الإيكولوجي هو أكبر امتداد مستمر من الأراضي البور المتبقية ومعظمها في الجزء القاري من الولايات المتحدة، نظرت في العالم أكبر النظم الايكولوجية على حالها في المنطقة المعتدلة الشمالية [12] وعلى الرغم من أن معظمها ليس في المنطقة المعتدلة ولكن المرتفعات الجبلية وجميع الأراضي الوطنية للغابات المحيطة بالحديقة الوطنية ليست سليمة ومع إعادة برنامج الذئب الابيض الناجح التي بدأ ب 1990 عندما دخل المستكشفين المنطقة لأول مرة تقريباً جميع الانواع الحيوانية الاصلية المعروفة التي تقطن المنطقة لا يزال من الممكن العثور عليها هناك.

### الحياة النباتية
يوجد في هذا المتنزه أكثر من 1700 نوع من الأشجار والنباتات الوعائية الفطرية وكذلك 170 نوع غير فطري ومن بين الثمانية أنواع من الأشجار الصنوبرية فإن غابات شجر الصنوبر الشاطئي تغطي ما نسبته 80٪ من مناطق الغابات في هذا المتنزه كما وتوجد أنواع أخرى من شجر فصيلة الصنوبر في بساتين متفرقة من أنحاء المتنزه مثل سوبلباين فير انقليمان سبرونس، شجرة جبال الروكي وشجرة الوايت بارك الصنوبرية.
وفي عام 2007 هُدّدت غابات شجر الصنوبر بمرض فطري عرف باسم «مرض بثرة الصنوبر» والذي كان محصورًا فقط بالمناطق الشمالية والغربية أما بالنسبة لمنتزه يلوستون فلم تصب غاباته إلا بما نسبته 7٪ فقط وهذه النسبة لا تقارن البتة مع الأشجار ذاتها في غابات ولاية مونتانا الشمالية الغربية التي أصيبت بهذا المرض. وتعد أشجار الصفصاف وحور الرجراج من أكثر أنواع الأشجار الموسمية انتشارا في هذا المنتزه ولقد تدهور نمو غابات أشجار حور الرجراج منذ مطلع القرن العشرين الماضي وعادت نسبة نموها في التحسن مؤخراً والذي عزاه عدد من علماء جامعة ولاية أورقن إلى تزايد أعداد الذئاب في تلك الغابات مما ساعد في تقليل رعي حيوانات الأُّيّل.

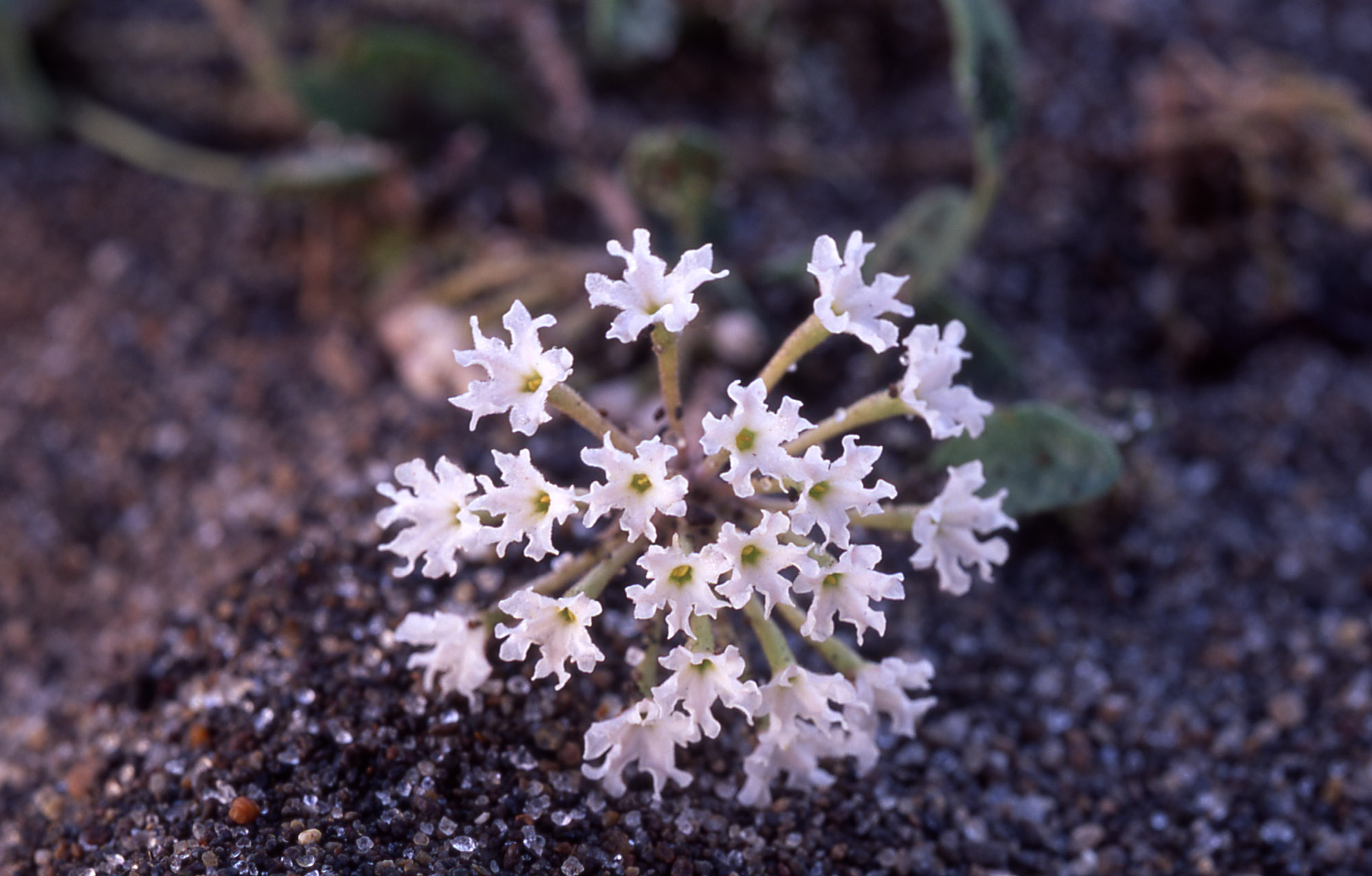
نباتات رعى الحمام المنتشره على ضفاف بحيرات يلوستون الرملية.

هناك عشرات الأنواع من الأزهار التي تم تحديدها معظمها تزهر بين شهري مارس وسبتمبر وتعتبر يلستون ساند فيريونا من النباتات الزهرية النادرة التي توجد فقط في يلستون وهي ترتبط ارتباطًا وثيقًا بالأنواع الموجودة في المناطق الأكثر دفئًا مما يجعل فيربينا لغزا كما أن ما يقارب 8000 مثالا من هذه الأنواع الزهرية المنزلية النادرة جعل جميع منازلهم في التربة الرملية على شواطئ يلستون وأيضا فوق سطح الماء.
في مياه اليلستون الساخنة تشكل البكتيريا نسيج من الأشكال الغريبة التي تتألف من تريليونات البكتيرياوتعتبر هذه البكتيريا من بعض أشكال الحياة الأكثر بدائية على وجه الأرض، الذباب والمفصليات الأخرى تتغذى على أنسجة البكتيريا حتى في منتصف الشتاء قارس البرودة، في البداية اعتقد العلماء أن الميكروبات هناك قد اكتسبت تغذيتها من الكبريت فقط، في عام 2005 اكتشف البحاثون من جامعة كولورادو في بولدر أن التغذية على الاقل لبعض الأنواع الهايبرثيرموفية «الحرارية» المتنوعة تعتمد على الهيدروجين الجزيئي.
المستحرة المائية هي جرثومة موجودة في ينابيع يلستون الساخنة التي تنتج انزيم مهم (تاك بوليميريز) والذي يتم توليده بسهولة في المختبر وهو مفيد في توليد الحمض النووي كجزء من عملية تفاعل البلمرة المتسلسلة، يمكن استرجاع هذه البكتيريا بدون التأثير على النظام البيئي. غيرها من البكتيريا في ينابيع اليلستون الساخنة قد تكون مفيدة أيضا للعلماء الباحثين عن علاجات لمختلف الأمراض.
تهدد النباتات غير المحلية أحيانا الأنواع الأصلية باستنزافها لموارد التغذية وعلى الرغم من أن الأنواع الغريبة توجد عادة في المناطق الأكثر زيارة ـ كالشوارع القريبة أو المناطق السياحية الرئيسة ـ إلا أنها أيضا منتشرة في البرية وبشكل عام يمكن السيطرة على معظم الأنواع الغريبة عن طريق انتزاع النباتات من التربة أو من خلال الرش، إلا أن كلا الطريقتين مضيعتين للوقت ومكلفتين.

### بيئة الحيوانات
حيوانات يلوستون هي طيور الحديقة المحلية في يلو ستون ويمكن إعادة الذئاب تاريخ الذئاب في يلوستون يكون في حديقة يلوستون لقطيع الجاموس والثدييات صغيرة في حديقة يلوستون المحلية وأيضاً هناك أسماك حديقة يلوستون المحلية وزواحف وبرمائيات حديقة يلوستون المحلية.
على نطاق واسع تعتبر يلوستون أفضل بيئة حياة برية للحيوانات الضخمة في الثمان والأربعين الولايات الدنيا وهناك ما يقارب 60 نوعاً من الثدييات في الحديقة من ضمنها الذئب البري والوشق المهدد بالانقراض والدببة وهناك بعض الثدييات الضخمة من ضمنها البيسون والدب الأسود والظبي والغراب الوعول والغزلان البيضاء والالكة والذيل الماعز الجبلي وذوات القرون واروى الأغنام وأسد الجبل.

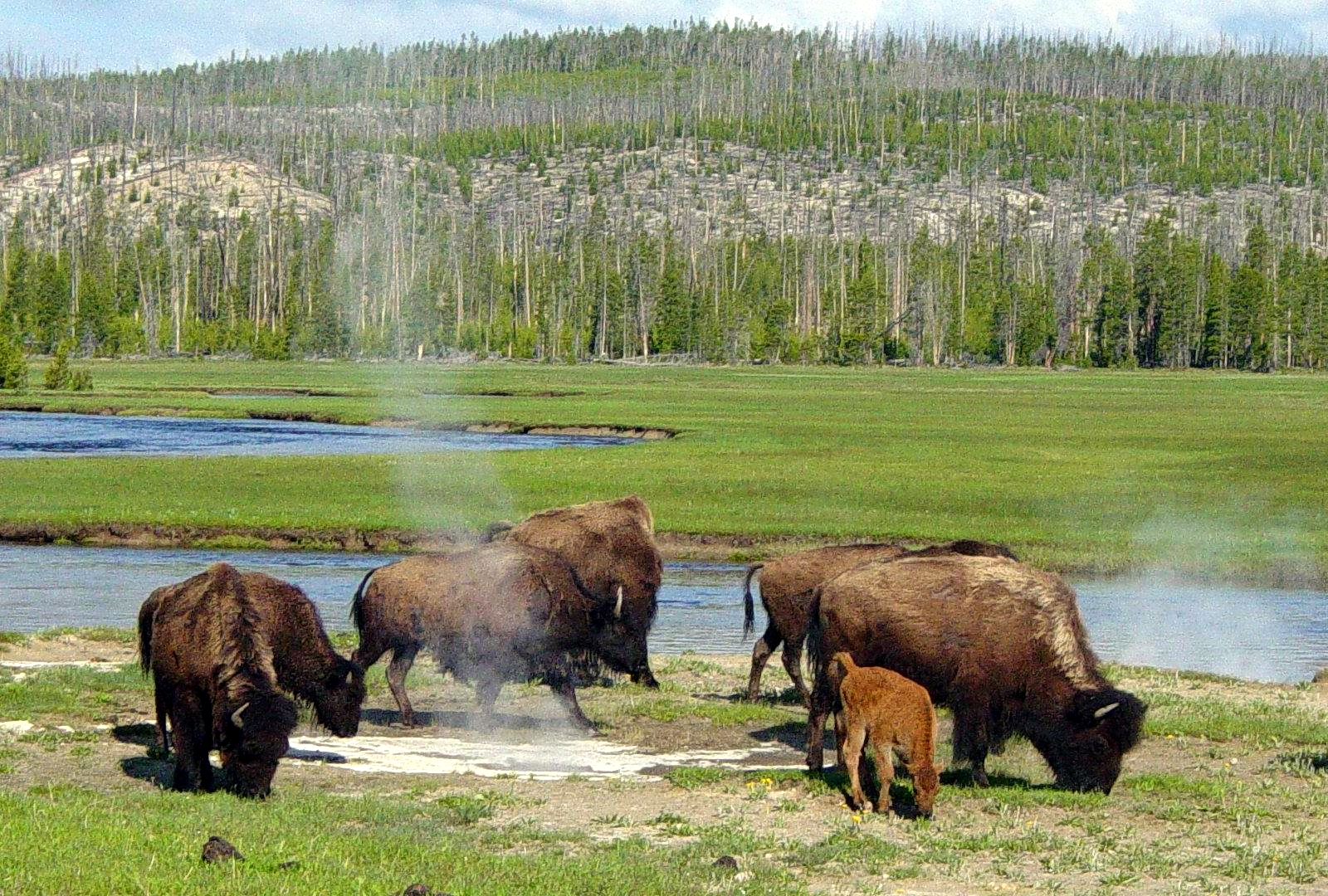
ثيران البيسون ترعى بالقرب من نبع ساخن في منتزه يلوستون.

يوجد في حديقة اليلوستون أكبر قطعان ثيران البيسون في الولايات المتحدة الأمريكية. ويعتبر نسبيا هذا القطيع الكبير من الثيران سبب قلق لإصحاب المزارع الذين يخافون من إمكانية نقل الامراض البقرية لأبناء عمومتهم، المدجنة في الحقيقة تعرضت نصف قطيع اليلوستون لداء البروسيلا (الحمى المالطية). وهو مرض جرثومي جاء الي أمريكا الشمالية مع الماشية الأوروبية والذي قد يتسبب بالإجهاض للماشية ولهذا المرض تأثير بسيط على حديقة الثيران، ولم يتم رفع أي تقرير في أي حال من الأحوال على انتقال الفيروس من القطيع البري إلى الماشية المحليــــة /المدجنة، مع ذلك ذكرت خدمة التفتيش النباتية والحيوان أن البيسون (الثيران) هي المصدر المرجح في انتشار المرض في الماشية في وايمنغ وشمال داكوتا، الأيائل أيضا تحمل المرض ويعتقد أنه قد تنتقل العدوى إلى الخيول والماشية. رقمت حديقة الثيران ما بين 30 و60 مليون ثور من أنحاء أمريكا الشمالية وماتزال اليلستون واحده من اخر معاقلهم زاد تعدادها السكاني من أقل من 50 في الحديقة في عام 1902 إلى 4.000 في عام 2003 وصل قطيع حديقة اليلوستون ذروته في عام 2005 م إلى 4.900 حيوان وعلى الرغم من أن إحصائية عام 2007 قدر عدد السكان إلى 4.700 والذي انخفض في عام 2008 إلى 3.000 بعد شتاء قاس وبعد ما أمرت إدارة مرض الحمى المالطية بإرسال المصابين بالمئات إلى المذبح. ويعتقد أن حديقة اليلوستون قطيع الثيران واحدة من أربع فقط التي تحوي مجانية التجوال وقطيع نقي وراثيا على الأراضي العامة في أمريكا الشمالية والثلاثة الأخرى هي قطيع ثيران هنري الجبلي من ولاية يوتا في الحديقة الوطنية (رياح الكهف) في ولاية جنوب داكوتا وعلى جزيرة الأيائل البرتا في كندا.

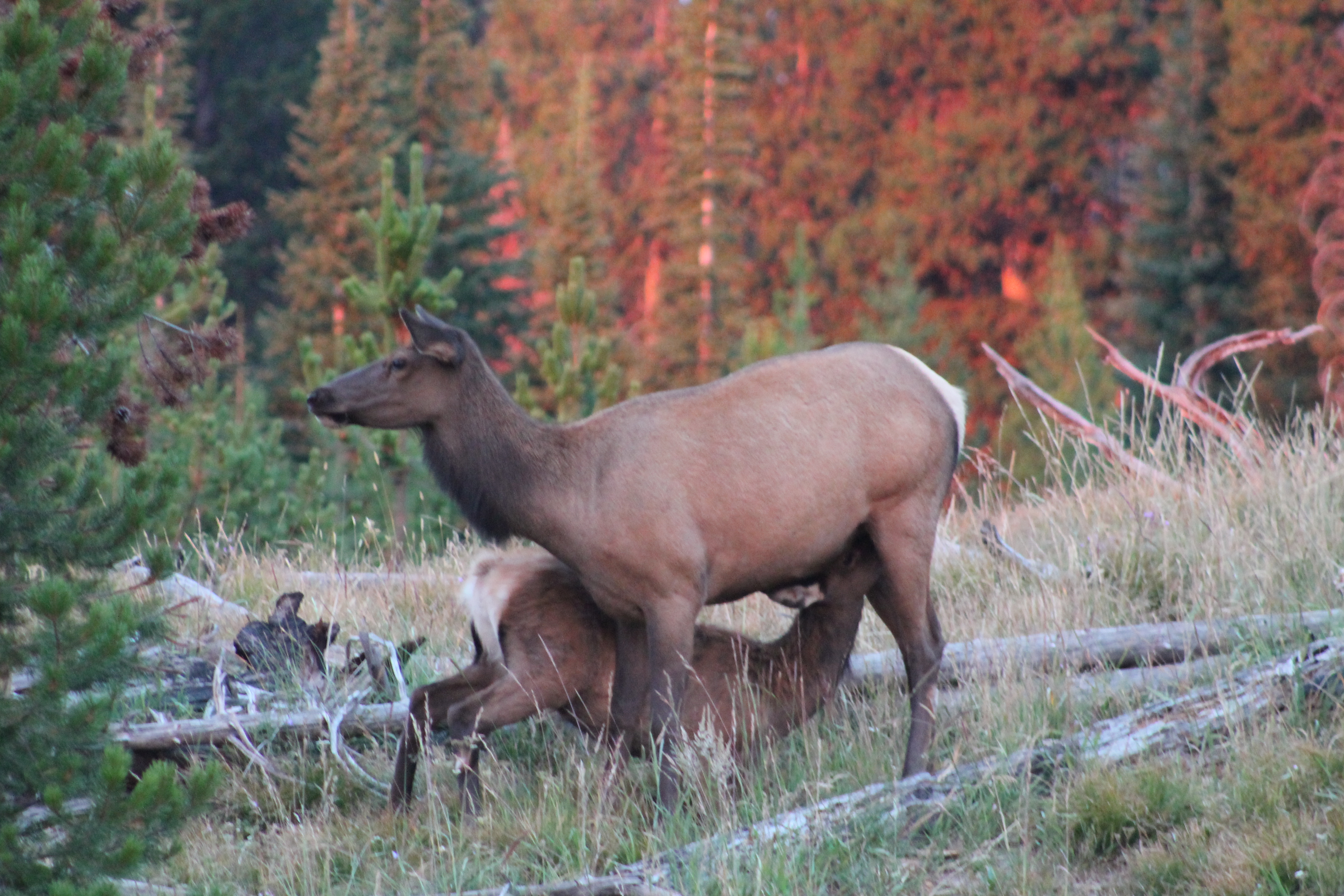
غزالة الايلة ترضع صغيرها

لمكافحة التهديد المتوقع من انتقال البروسيلا إلى القطيع أو الابقار قام موظفي الحديقة العامة بإعادة ثيران البيسون إلى الحديقة بعد ما خرجوا من حدود المنطقة وخلال فصل الشتاء من عام 1996-1997، كان قطيع البيسون كبيراً لدرجة تعرض 1.079 من التي خرجت إلى صيدها أو إرسالها إلى المسلخ، نشطاء حقوق الحيوان يقولون أن هذه الممارسة قاسية وأن إمكانية انتقال الأمراض عن طريق قطاع البيسون ليست كبيرة مقارنة بالحفاظ على مربي الماشية ولفت علماء البيئة الانتباه إلى أن ثيران البيسون تسافر فقط إلى مناطق الرعي الموسمية التي تقع ضمن نظام يلوستون الإيكولوجي (البيئي) الذي تم تحويله إلى رعي الماشية وبعضها داخل الغابات الوطنية التي تم تأجيرها لأصحاب المزارع الخاصة، صرّح المركز الخدمي للحفاظ على صحة الحيوان والنبات (APHIS) أنه باستخدام التطعيمات وغيره من الوسائل الناجعة يمكن القضاء على داء البروسيلات المنتشر في قطيع البيسون والأيل في يلوستون.

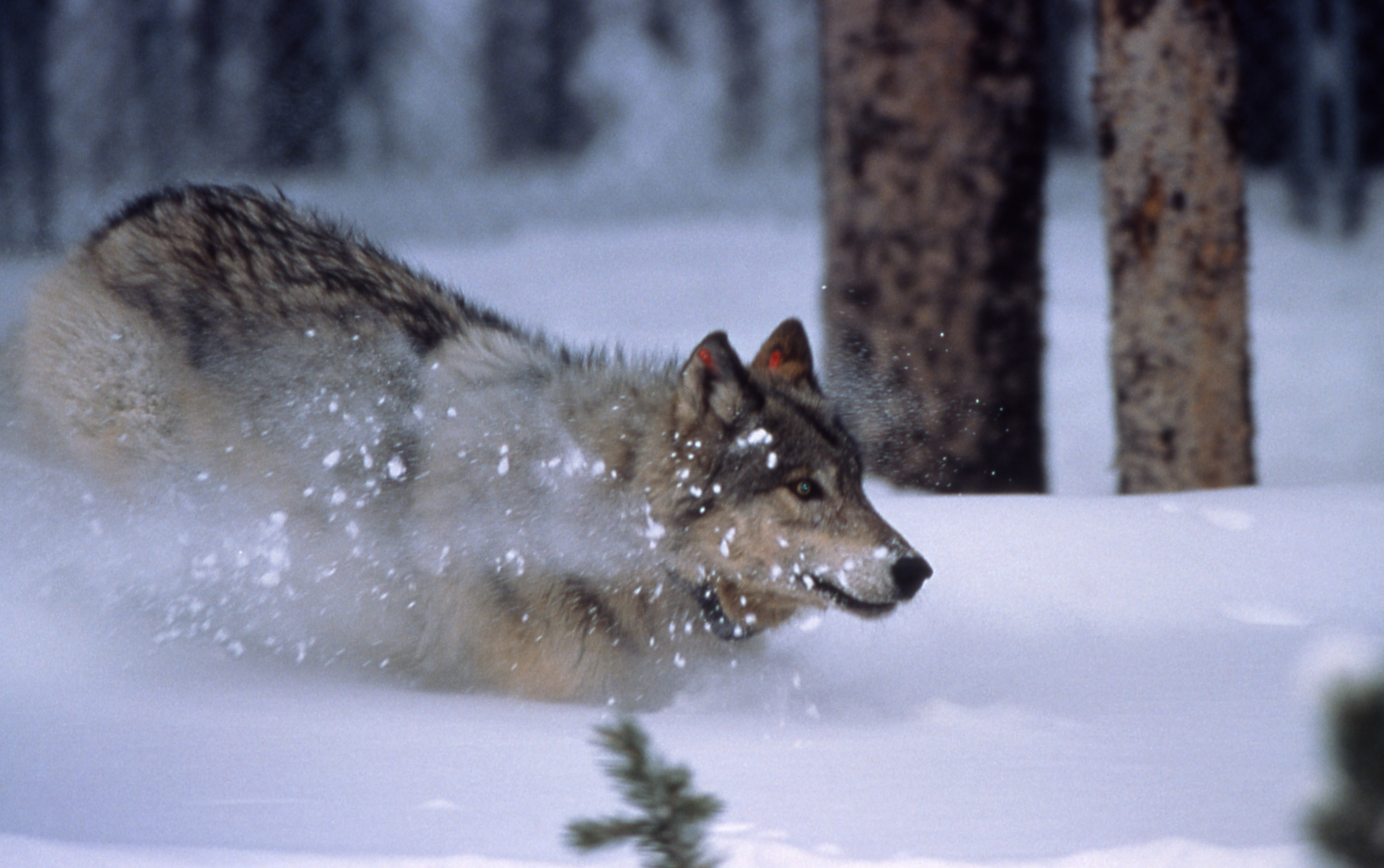
ذئب من فصيلة الشمال الشرقي أعيد ادخاله إلى منتزه اليلوستون لينشء بيئته من جديد.

ابتداءً من عام 1914، وفي محاولة لحماية الأيائل خصص الكونغرس الأمريكي الأموال لاستخدامها «لأغراض تدمير الذئاب وكلاب البراري وغيرها من الحيوانات الضارة للزراعة وتربية الحيوانات على الأراضي العامة» الصيادون التابعون لخدمة المتنزه حملوا على عاتقهم تنفيذ هذه المهمة وفي عام 1926 تم قتل 136 ذئباً وتم بذلك القضاء تقريباً على كل الذئاب داخل يلوستون.
استمرت هذه الإبادة حتى أنهاها القائمون على خدمة التنزه الوطني عام 1935 مع صدور قانون حماية الأنواع المهددة بالانقراض عام 1937عدّ الذئب واحداً من أنواع الثديات المذكورة بعد أن تم اجتثاث الذئاب من ويلستون صنّف الذئب في أعلى قائمة الكلاب المفترسة ومع ذلك فإن الذئاب ليست قادرة على افتراس الحيوانات الكبيرة ونتج عن النقص الحاد في عدد الكلاب المفترسة زيادة ملحوظة في عدد الحيوانات المريضة والضخمة.

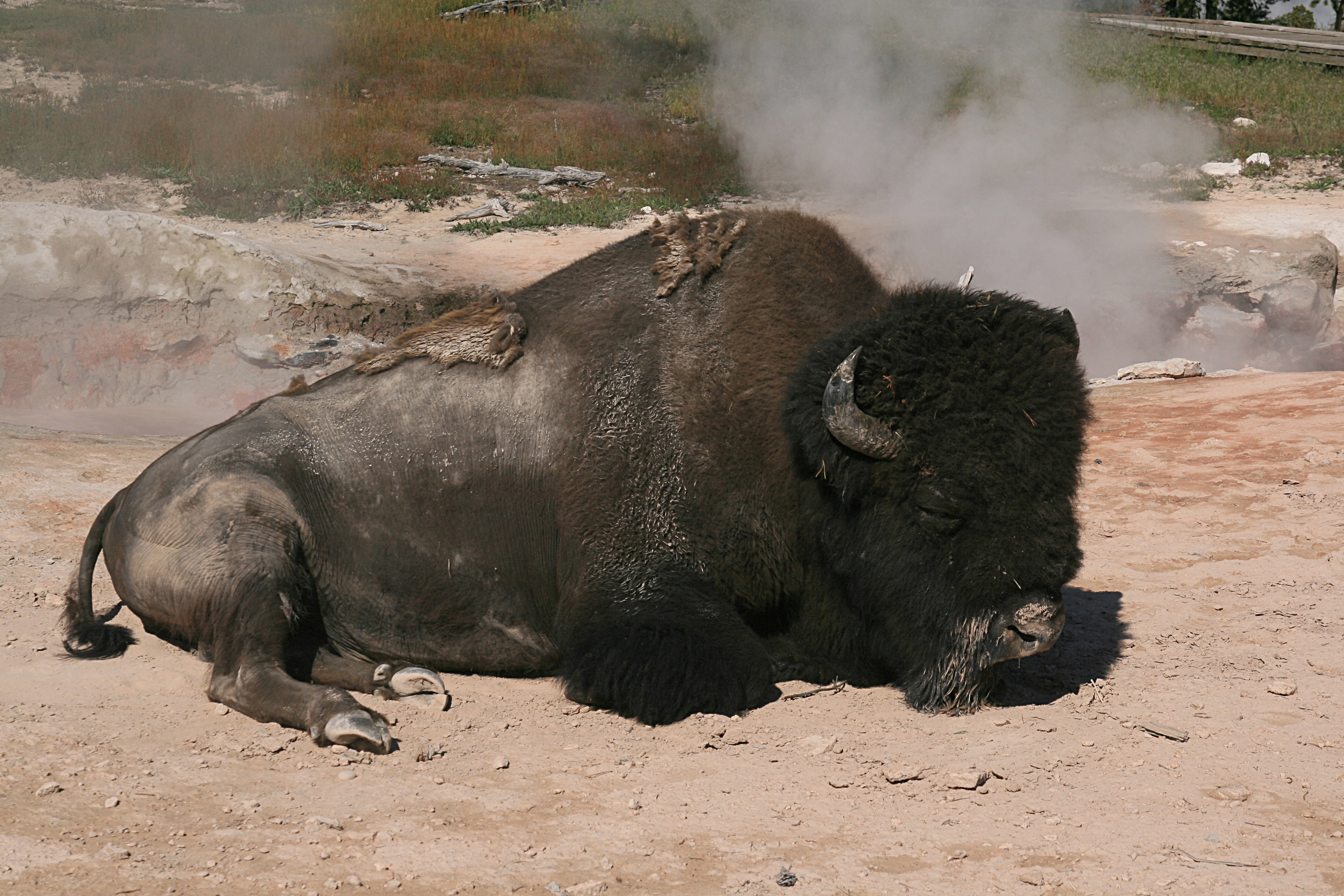
ثور البسون يرتاح قرب نبع مياه ساخن في منتزه يلوستون.

بحلول التسعينات بدّلت الحكومة الفيدرالية وجهات نظرها حول الذئاب ففي قرار مثير للجدل من قبل المؤسسة الأمريكية للأسماك والحياة البرية (التي تشرف على الكائنات المهددة والمعرضة للانقراض) تمت إعادة استيراد ذئاب وادي ماكنزي المستوردة من كندا إلى المتنزه كانت جهود إعادة الاستيراد ناجحة بوجود أعداد متبقية مستقرة نسبياً أفادت دراسة استقصائية أجريت عام 2005م أن هناك 13 مجموعة من الذئاب بلغ مجموعها 118 ذئب في يلوستون و362 ذئب في النظام البيئي بأكمله، أرقام المتنزه هذه كانت أقل من الأرقام التي أُعلن عنها في 2004م لكن يمكن أن يعزى ذلك إلى هجرة الذئاب لمناطق أخرى مجاورة كما أوحت بذلك الزيادة الكبيرة في أعداد ذئاب مونتانا خلال تلك الفترة تقريبًا.
انحدرت جميع الذئاب المسجلة من الذئاب المعاد استيرادها عام 1995- 1996م والبالغ عددها 66 ذئباً كان استرداد أعداد الذئاب عبر ولاية وايمونغ ومونتانا وإيداهو ناجحاً جداً لدرجة أن المؤسسة الأمريكية للأسماك والحياة البرية أزالت في 27 فبراير 2008 م ذئاب جبال الروكي الشمالية من قائمة الكائنات المهددة بالانقراض.

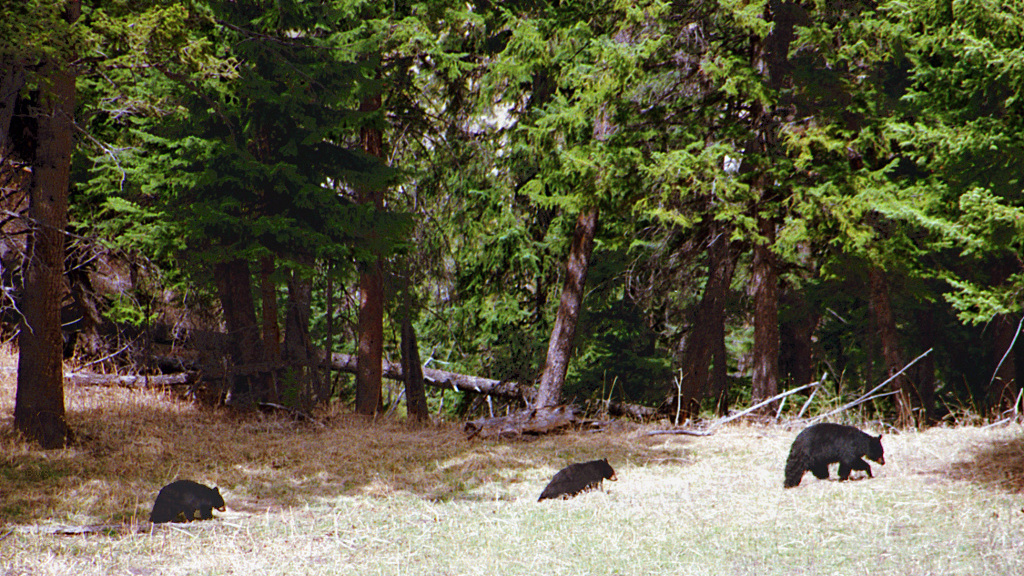
دببة سوداد ترعى في منطقة برج رورفلت

تعيش الدببة الرمادية - 600 دب تقريباً - في النظام الإيكولوجي الأكبر ليلوستون مع أكثر من نصف عدد السكان الذين يعيشون داخل يلوستون ويُعد الدب الرمادي من الأنواع المدرجة حالياً ضمن الحيوانات المهددة بالانقراض ولكن الولايات المتحدة للأسماك والأحياء البرية قد أعلنت أنها تنوي أخذ قائمة الأنواع المهددة بالانقراض في منطقة يلوستون ولكن من المرجح الحفاظ على المناطق المدرجة التي لم تتعافى تماماً، معارضو الدب الرمادي قلقون من أن الولايات قد تسمح مرة أخرى بالصيد وأنه يجب تنفيذ تدابير الحفظ لضمان وجود سكانية دائمة.
تُظهر الإحصائيات السكانية للأيل أن أعدادها تتجاوز 30.000 وهو أكبر تعداد سكاني مقارنة بأنواع الثديات الضخمة الأخرى في يلو ستون وقد تناقص عدد القطيع الشمالي بصورة كبيرة منذ أواسط التسعينات وأُعزي ذلك إلى ضراوة الذئاب وآثاره المسببة كاختباء الأيائل في الغابات للهرب من الافتراس الأمر الذي يُصعب دقة الحسابات على الباحثين وفي الشتاء يهاجر القطيع الشمالي الغربي نحو الجنوب الغربي حيث مونتانا في حين يهاجر القطيع الجنوبي إلى الجنوب وتقضي أغلب هذه الأيائل فترة الشتاء في ملاجئ الأيل الوطنية مباشرة على الجنوب الشرقي من حديقة غراند تيتون الوطنية وتعد هجرة القطيع الجنوبي الأكبر بين الثدييات الباقية في الولايات المتحدة خارج ألاسكا.

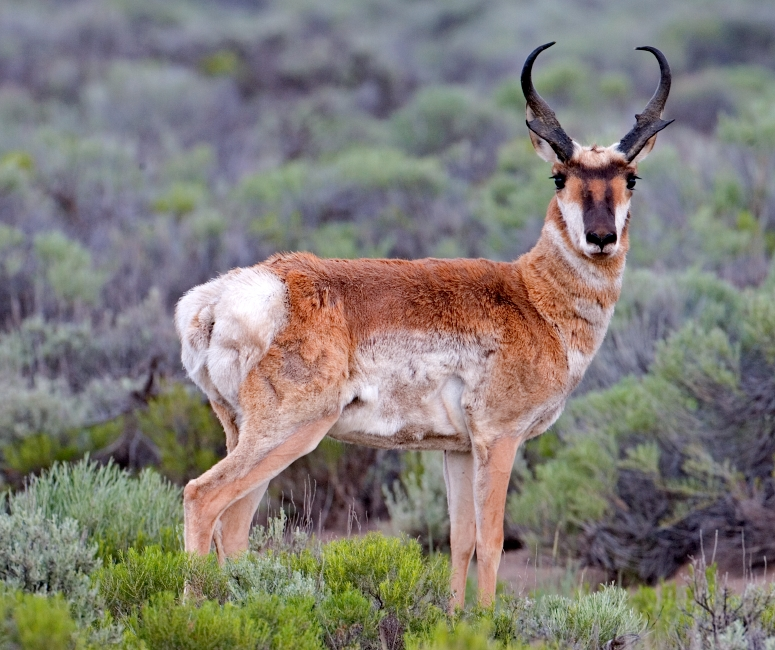
يتواجد الظبي الأميريكي بكثرة في مراعي المتنزه.

في عام 2003م، تم اكشاف ومتابعة آثار أقدام أنثى الوشق وشبلها لمسافة تبلغ أكثر من ميلين (3.2 كم) وقد تم اختبار الفضلات (كالبراز وغيره) من الأدلة التي حُصل عليها التي أثبتت انتمائها للوشق، إلا أن الإثبات لم يكن مرئياً فلم يُرى حيوان الوشق في متنزه يلوستون منذ 1998م، على الرغم من أن الحمض النووي المأخوذ من بصيلات الشعر التي تم الحصول عليها في عام 2011 م أثبت أن حيوان الوشق نُقل بشكل مؤقت على الأقل إلى المتنزه. وقد شملت الثدييات الأخرى المُشاهدة الأقل شيوعاً الأسد الجبلي واللقّام ويُقدر عدد الأسود الجبلية في جميع أنحاء المتنزه بخمسة وعشرين أسد جبلي فقط واللقام أحد ثدييات المتنزه النادرة كذلك ولا يوجد عدد دقيق لمجموع هذا الكائن [93] تسلط هذه الثديات غير المعروفة والنادرة ضوءاً على سلامة الأراضي المحمية مثل يلوستون وتساعد المسؤولين في اتخاذ قرارات بشأن أفضل الطرق للحفاظ على المساكن الطبيعية.
يعيش في يلوستون ثمانية عشر نوعًا من الأسماك من ضمنها المجموعة الأساسية لسمك السلمون المرقط السفاح في يلوستون وهي سمكة يرغب بها الصيادون إلى حد كبير واجه سمك السلمون المرقط السفاح في يلوستون عدد من المخاطر منذ الثمانينات من ضمنها الإدخال غير الشرعي المشبوه فيه في بحيرة يلوستون بحيرة سمك السلمون المرقط، وهو نوع اجتياحي يلتهم سمك السلمون المرقط السفاح الأصغر حجماً. فعلى الرغم من أن إنشاء بحيرة سمك السلمون المرقط في بحيرات شوشن ولويس في مجاري نهر سنيك قد تم من عمليات الحكومة الأمريكية لتغذية الرصيد السمكي في عام 1989م، إلا أنه لم يتم إدخالها رسمياً في مجاري نهر يلوستون كما واجه سمك السلمون المرقط السفاح الجفاف المستمر وعاني من الإدخال العرضي لطفيلي – مرض الدوران – الذي يتسبب في مرض الجهاز العصبي الطرفي في الأسماك الأصغر سناً منذ عام 2011م، خضعت كل الأسماك في لعبة صيد السمك المحلية التي تم صيدها في المجاري المائية ليلوستون لنظام الصيد والإطلاق، يلوستون هو أيضاً موطن لستة أنواع من الزواحف كالسلحفاة المزركشة والأفعى الجرسية وأربعة أنواع من البرمائيات من ضمنها ضفدع الجوقة الشمالي.
تم الإبلاغ عن 311 نوعا من الطيور أي ما يقارب نصف عدد الطيور التي تقطن يلوستون. اعتبارا من عام 1999م، وتم توثيق تعشيش ستة وعشرين زوجًا من النسور وتم تسجيل مشاهد نادرة للغاية لطائر الغرنوق (الكركي) لكن من المعروف أن ثلاثة أمثلة من أصل 385 نوعًا من الأنواع المعروفة في جميع أنحاء العالم تعيش في جبال روكي وتُعد الطيور الأخرى من الأنواع المُثيرة للقلق وخاصةً بسبب ندرتها في يلوستون التي تشمل البط الغواص الشائع وبطة المهرج والعقاب والشاهين والبجع عازف البوق.

## حرائق الغابات

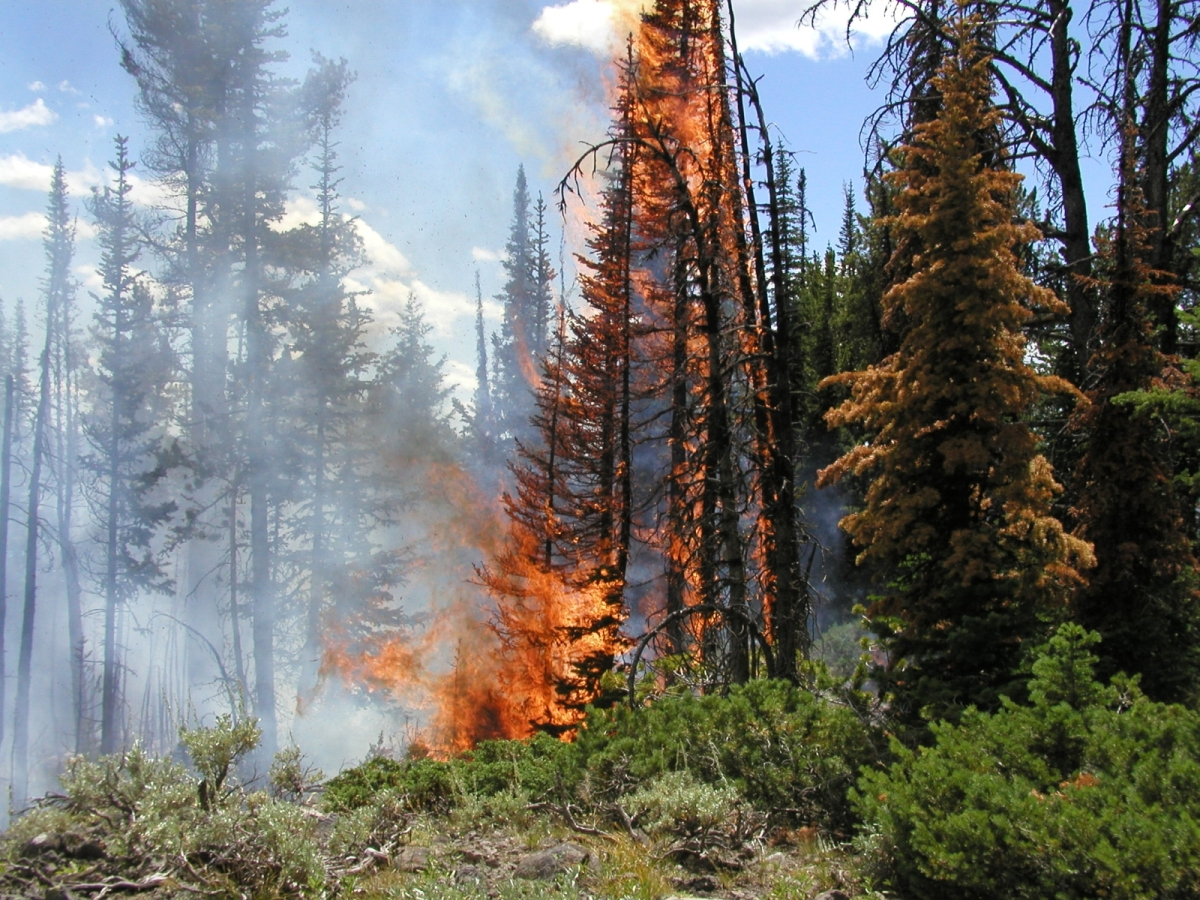
احدى حرائق المتنزه

تُعد حرائق الغابات جزءً طبيعيًا من معظم النظم الإيكولوجية أوجدت النباتات في يلوستون طرق للتكيف معها فشجرة الدوغلاس مثلاً لها لحاء سميك يحمي القسم الداخلي للشجرة من معظم الحرائق شجر صنوبر لوجي بول أكثر أنواع الأشجار شيوعاً في الحديقة حيث تتميز بالأقماع التي لا تتفتح الا بحرارة النار وبذورها تكون محفوظة في مكان يصعب الوصول إليه وهي محاطة بمادة حامية لا تذوب إلا بحرارة النيران مما يساعد البذور على الانتشار يُزيل الحريق الخشب الميت مما يقلل العقبات ويعطي مساحة أكبر لأشجار الصنوبر لتُزهر وتنمو. شجرة سوبالبيني وشجرة صنوبرالتنوب يونايتد ويتيبارك تميل للنمو في المناطق الأكثر برودة ورطوبة حيث يقل فيها احتمال اندلاع الحرائق وتستطيع أشجار إسبن النمو من جديد من جذورها حتى لو كان الحريق شديداً ودمر الشجرة فوق سطح الأرض فالجذور تبقى سليمة لأنها تحت الأرض والتربة تقوم بعمل حاجز يحميها،  «دائرة الحدائق الوطنية» تقدر أنه في الظروف الطبيعية تندلع حرائق المراعي في حديقة يلوستون الوطنية كل 20 - 25 عام بينما تندلع حرائق الغابات الحديثة كل 300 سنة.
يندلع قرابة خمس وثلاثون حريقاً من حرائق الغابات الطبيعية كل سنة بسبب البرق في حين تندلع من ست إلى عشر حرائق أخرى بسبب الإنسان التي تكون في معظم الحالات ناتجة عن الحوادث ويحتوي منتزه يلوستون الوطني على ثلاثة أبراج لمراقبة الحرائق يعمل بها رجال إطفاء مدربين، أسهل هذه الأبراج للوصول يقع على قمة جبل اشبرن على الرغم من أنه مُغلق أمام الزوار وهو يراقب المنتزه الحرائق من الجو ويتم الاعتماد على بلاغات الزوار للدخان أو النيران. تجهز خمسة أبراج مراقبة تقريبًا بشكل مستمر من أواخر يونيو إلى منتصف سبتمبر موسم الحرائق الرئيسي تكبر كثافة حرق النيران في وقت متأخر بعد الظهر والمساء وتتسبب بعض الحرائق في احتراق أكثر من 100 فدان (40 هكتار) ولا تصل الغالبية العظمى من الحرائق إلا لمسافة تزيد قليلا عن فدان (0.5 هكتار) قبل أن تخمد من تلقاء نفسها،  تركز إدارة الحرائق على رصد عدد القتلى وكميات الخشب المحترقة التربة ورطوبة الشجر والطقس لتحدد المناطق الأكثر تعرضا للاشتعال فالسياسة الحالية لإدارة الحرائق هي قمع كل الحرائق التي يتسبب فيها الإنسان وتقييم الحرائق الطبيعية ودراسة الفائدة أو الضرر الذي قد تشكله الحرائق على النظام البيئي. إذا اعتبر الحريق تهديدًا فوريًا للناس والمباني أو إمكانية خروجه عن نطاق السيطرة عند ذلك الحين يتم اخماد الحرائق.

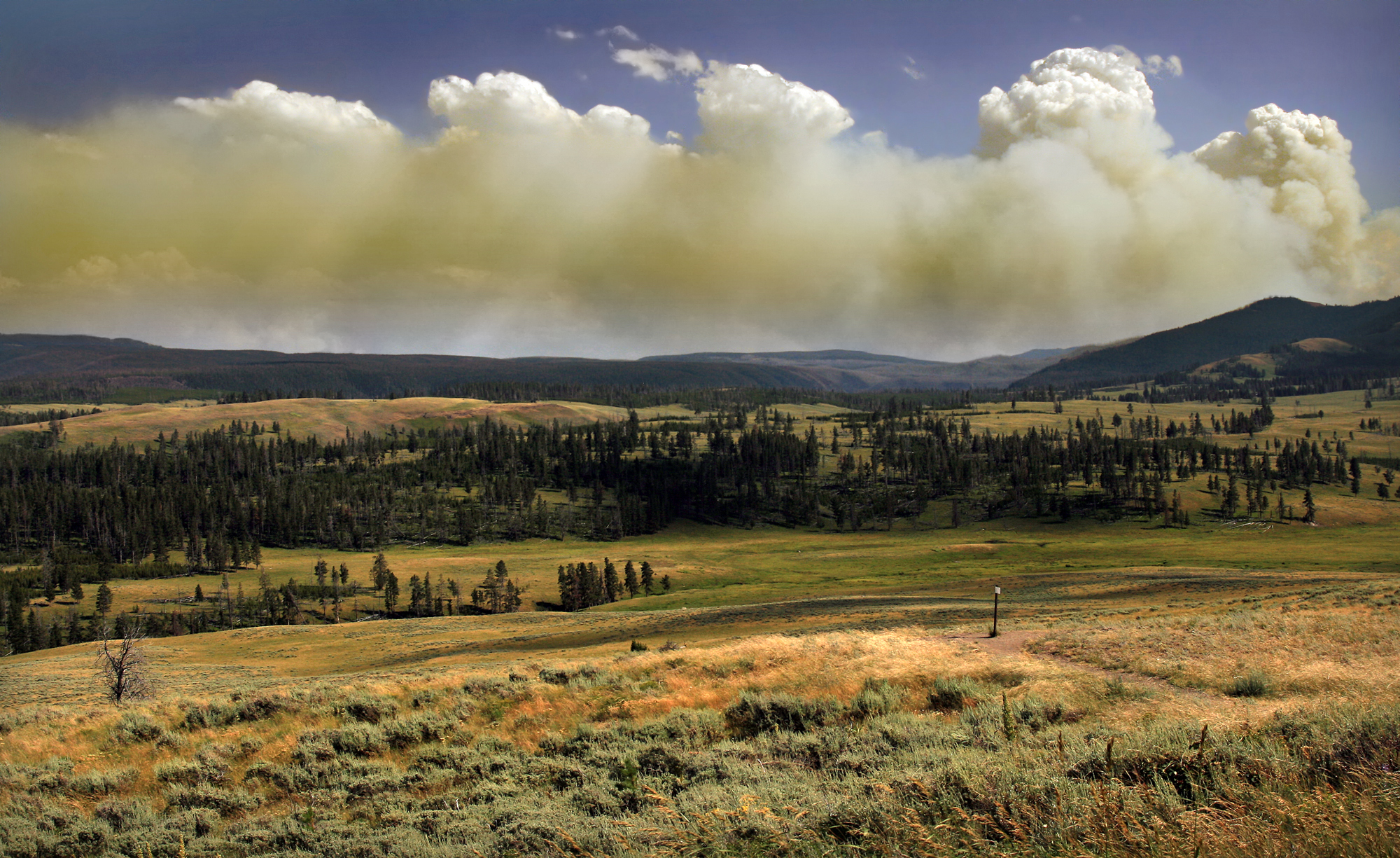
تنتج الحرائق في منتزه يلوستون غيوم من نوع بيروكيوميولوس (غيوم النار).

في محاولة لتقليل احتمالات عدم السيطرة على الحرائق والأخطار التي تهدد حياة الناس والبنى يقوم موظفو المنتزه بعمل أكثر من مجرد المراقبة ومعرفة إمكانية حدوث الحريق فالحروق التي من الممكن السيطرة عليها هي النار المشتعلة عمدًا لإزالة الأخشاب الميتة في ظل الظروف التي تسمح للإطفائيين أن يسيطروا على النار والتحكم بالمكان والمدى الذي يتم استهلاك الخشب فيه بعناية وتعتبر الحرائق الطبيعية في بعض الأحيان حرائق محددة إذا ما تركتفي يلوستون على عكس بعض الحدائق الأخرى كان هناك عدد قليل جدا من الحرائق المتعمدة من قبل الموظفين كحروق مقررة ومع ذلك وعلى مدى السنوات ال 30 الماضية قد سمح لأكثر من 300 حرائق طبيعية أن تشتعل بشكل طبيعي وبالإضافة إلى ذلك قام رجال الإطفاء بإزالة الخشب الميت وغيرها من الأخطار من المناطق التي ستكون مهددة بالنار لأجل الأرواح والممتلكات والحد من فرص خطر الحرائق في هذه المناطق. مراقبين النار أيضًا قاموا بالتنظيم من خلال تقديم الخدمات التعليمية للجمهور وحظر مؤقت لإشعال النيران في المخيمات خلال فترات ارتفاع خطر الحريق فكانت الفكرة الشائعة في وقت مبكر لأراضي الولايات المتحدة لإدارة السياسات أن جميع حرائق الغابات كانت سيئة بالرغم من أنه كان ينظر للنار كقوة مدمرة بحتة وكان القليل في انها جزءا لا يتجزأ من النظام البيئي ونتيجة لذلك حتى عام 1970م عندما تم تطوير مفهوم حرائق الغابات قمعت جميع الحرائق. وهذا أدى إلى زيادة الغابات الميتة والمحتضرة التي من شأنها أن تكون وقودًا للحرائق في وقت لاحق والتي ستكون السيطرة عليها أصعب بكثير وفي بعض الحالات سيكون من المستحيل السيطرة عليها بحيث أنه تم تنفيذ خطط إدارة الحرائق التي تعرض بالتفصيل كيفية حصول الحرائق الطبيعية وينبغي أن يسمح لها بالاشتعال إذا كانت لا تشكل تهديدا مباشرًا للأرواح والممتلكات.

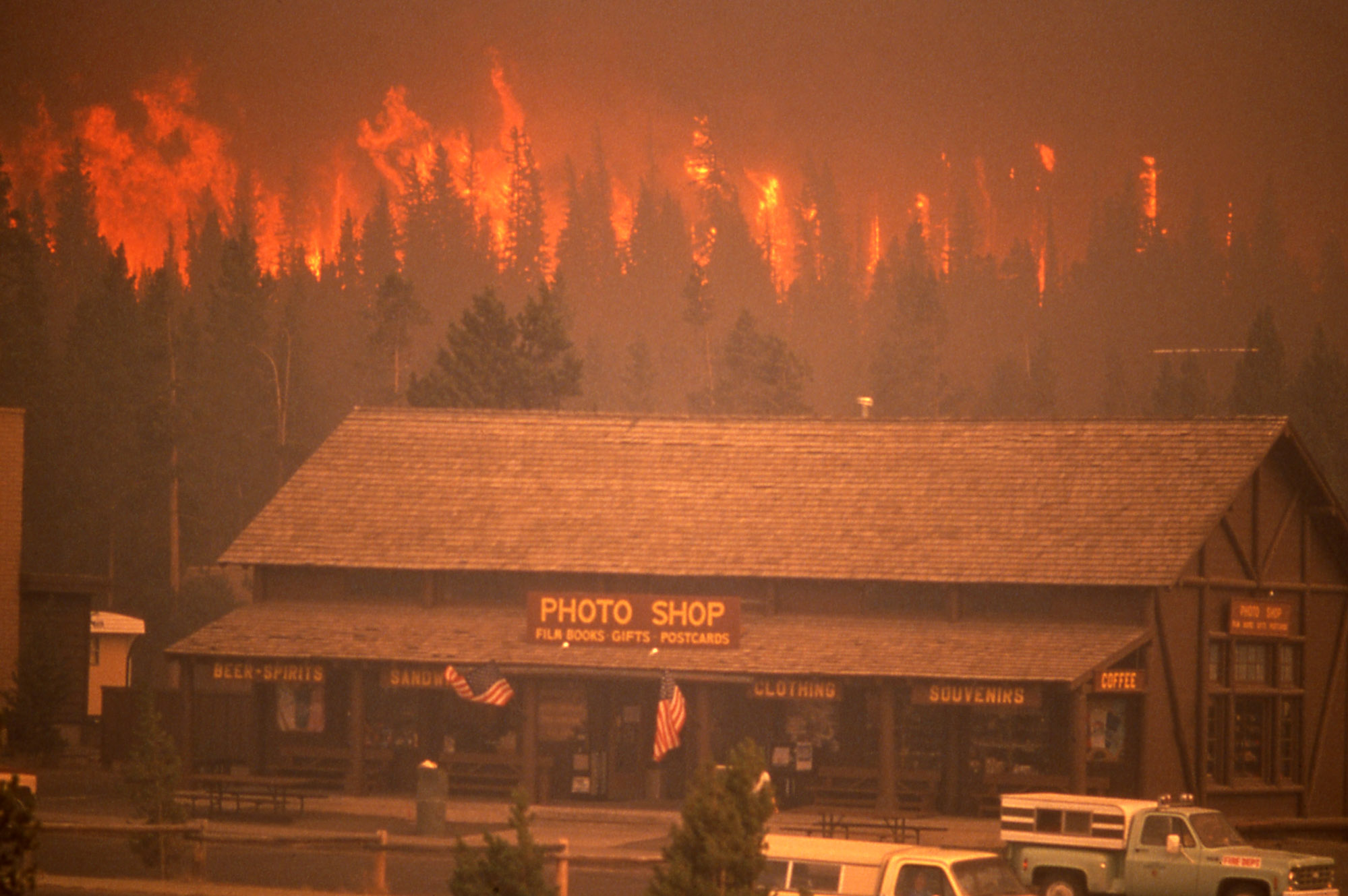
صورة لحريق عام 1988 تبدوا فيها النيران تقترب من مجمع أولد فايثفول التجاري

بدأ عام 1988 بصيف ربيعي رطب على الرغم أن الوقت في الصيف، وبدأ بعد ذلك الجفاف بالدخول إلى جميع أنحاء جبال روكي الشمالية مسجلا أعلى نسبة جفاف في ذلك الوقت، كما أن الأعشاب والنباتات التي تنمو بشكل جيد في بداية الصيف بسبب رطوبة الربيع أنتجت الكثير من الأعشاب، والتي تحولت سريعًا إلى صوفان جافة، وقد بدأت خدمة الحديقة الوطنية جهودًا لجعل الحرائق تحت السيطرة، ولكن الجفاف الشديد صعب عملية القمع، وبين 15 إلى 21 يوليو لعام 1988 بدأت النيران بالانتشار سريعًا من 8500 دونم (3400 هكتار، 13,4 متر مربع) خلال كامل منطقة يلوستون، والتي شملت مناطق خارج الحديقة إلى 99.000 دونم (40.000 هكتار، 155 متر مربع) على أرض الحديقة وحدها. وعلى نهاية الشهر كانت النيران خارج السيطرة، نيران كبيرة اشتعلت في نفس الوقت، وفي العشرين من أغسطس عام 1988 ـ أسوأ يوم في الحرائق ـ استنزف أكثر من 150.000 دونم (61.000 هكتار، 230 متر مربع)، وقد كانت 7 حرائق كبيرة مسؤولة عن 95٪ من 793.000 دونم (321.000 هكتار، 1.239 متر مربع) والتي اشتعلت على مدى الشهرين المقبلين، وقد شارك ما مجموعه 25.000 من رجال الإطفاء وقوات العسكر الأمريكية في جهود القمع بتكلفة 120 مليون دولار، وبحلول الشتاء ساعدت الثلوج في إطفاء لهيب الماضي، وكانت الحرائق قد دمرت 67 مبنى وتسببت في خسارة العديد من الملايين، وعلى الرغم أنه لم يقتل أحد من المدنيين في الحرائق، قتل اثنان من المشاركين في جهود الإطفاء.
وخلافا لتقارير الإعلام والجدال في ذلك الوقت الحرائق قتلت عددًا قليلاً جدًا من حيوانات الحديقة قتل الحريق القليل من الحيوانات الحديقة وأشارت إلى أن حوالي 345 من الأيائل (ما يقدر بنحو 40,000-50,000) 36 غزال 12من الغزلان الأمريكية 6 من الدببة السوداء و9 من البيسون قد لقوا حتفهم حدثت تغييرات في سياسة إدارة الحرائق عن طريق وكالات إدارة الأراضي في جميع أنحاء الولايات المتحدة استنادًا إلى المعرفة المكتسبة منذ عام 1988 وكذلك تقييم العلماء والخبراء من مختلف المجالات بحلول عام 1992، اعتمدت يلوستون خطة جديدة لإدارة الحرائق والتي لوحظ في التعليمات التوجيهية بأنها أكثر صرامة لإدارة الحرائق الطبيعية.

## المناخ

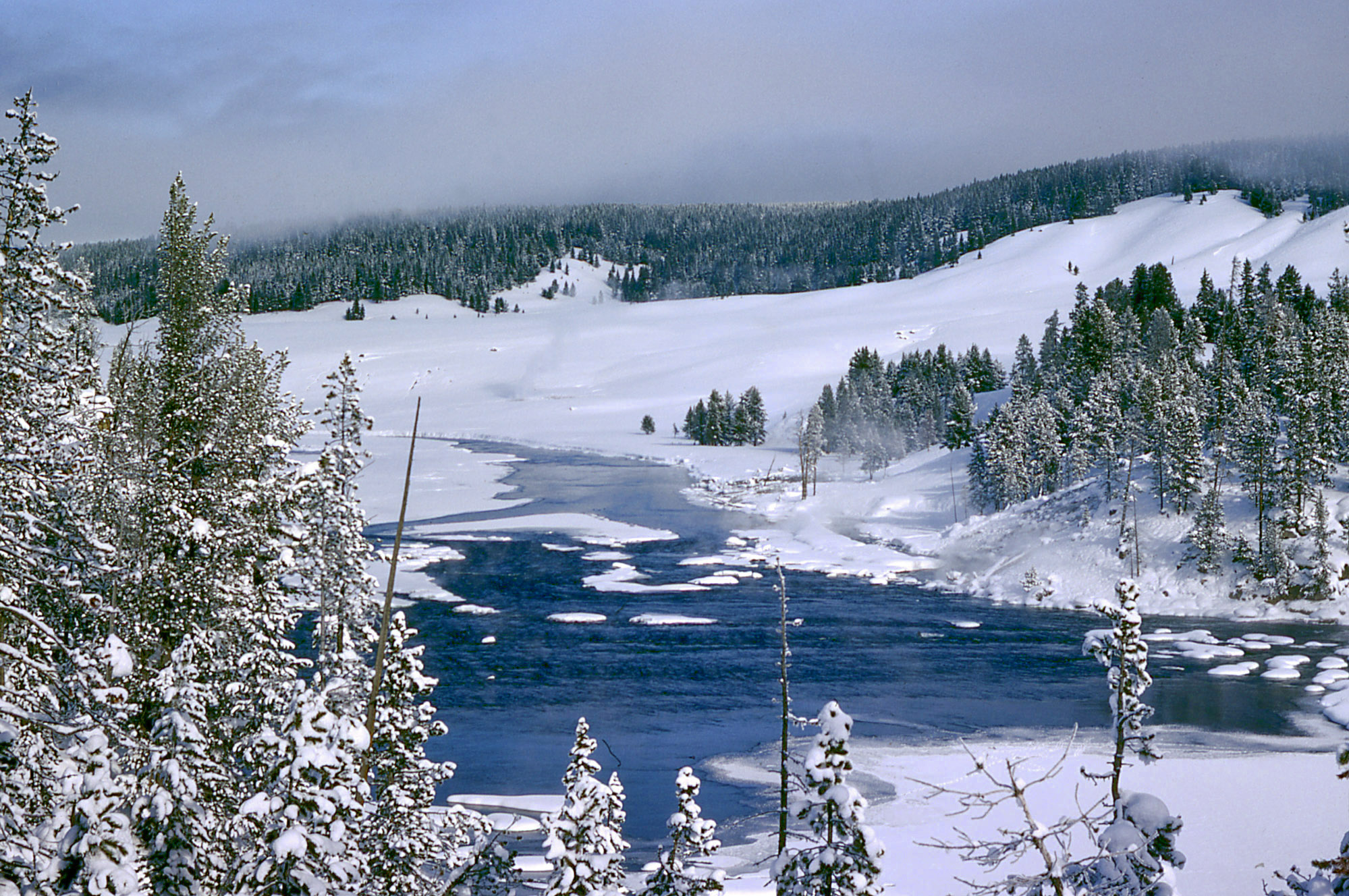
منظر يلوستون في فصل الشتاء

يتأثر مناخ يلوستون إلى حد كبير بالارتفاع بحث أنها وجدت عموماً الارتفاعات المنخفضة تكون أكثر دفئا على مدار السنة كانت أعلى درجة حرارة سجلت بدرجة كانت درجة الحرارة عالية سجل 99F / 37C في عام 2002 في حين أن أبرد درجة حرارة سجلت هي 66F : -54C- في عام 1933. خلال أشهر الصيف من يونيو إلى أوائل سبتمبر أعلى مستوياتها خلال النهار عادة ما تكون في الـ 70 إلى 80 درجة فهرنهايت (21-27 درجة مئوية) بينما أدنى مستوياتها ليلا يمكن أن تتدنى إلى ما دون الصفر وخاصة على ارتفاعات عالية وكثيرًا ما يصاحب النهار في الصيف العواصف الرعدية في الربيع والخريف تتراوح درجات الحرارة بين (30 و60fْ -1 و16 cْ) في الليالي الباردة تكون الحرارة منخفضة بحيث تصل إلى أرقام ذات خانة واحدة (5 إلى 20c) الشتاء في يلوستون بارد جدًا مع ارتفاع درجة الحرارة عادة بين الصفر إلى 20 درجة فهرنهايت ودرجات الحرارة ليلاَ تحت الصفر -5 إلى 20 cْ في أغلب أيام فصل الشتاء.
يتفاوت هطول الأمطار في يلوستون بدرجة كبيرة ويتراوح من 15 بوصة (380 مم) سنويا بالقرب من ينابيع الماموث الساخنة إلى 80 بوصة (2,000 ملم) في جنوب غرب أقسام الحديقة ويتأثر هطول الأمطار في من يلوستون إلى حد كبير من قبل قناة الرطوبة التي شكلها شكلتها نهر الأفعى إلى الغرب التي شكلتها يلوستون نفسها فيسقط الثلج في أي شهر من شهور السنة وفي المتوسط 150 بوصة (3,800 ملم) سنويا حول بحيرة يلوستون إلى الضعف ارتفاعا.
تندر الأعاصير في يلوستون ولكن في 21 يوليو 1987، ضرب أقوى اعصار مسجل في وايومنغ في برية تيتون من بريدجر- تيتون الوطنية للغابات وضرب حديقة يلوستون الوطنية. سمي بإعصار تيتون- يلوستون، وكان يصنف على انه إف4، مع سرعة رياح تقدر ما بين 207 و260 ميلا في الساعة (333 و420 كم \ الساعة). وكانت سرعة F4، مع سرعة الرياح تقدر بين 207 و260 ميلا في الساعة (333 و420 كم / ساعة).غادر الاعصار مسار الدمار بسعة 1-2 أميال (1,6-3,2 كم) سعة، وطول 24 ميلا (39 كم) لفترة طويلة، وتعادل 15,000 دونم (6,100 هكتار، 23 ميل مربع) من غابات الصنوبر الناضجة. كل من المناطق الشديدة الارتفاع مصنفة على انها قارية رطبه وفقا لتصنيف كوبن غايغر للمناخ. وتصنف كل من المناطق الشديدة الارتفاع والقاري الرطب للعبة (يويفا)، وفقا لكوبن غايغر.
| البيانات المناخية لـبحيرة يلوستون، ارتفاع. 7,870 قدم (2,399 م) | البيانات المناخية لـبحيرة يلوستون، ارتفاع. 7,870 قدم (2,399 م) | البيانات المناخية لـبحيرة يلوستون، ارتفاع. 7,870 قدم (2,399 م) | البيانات المناخية لـبحيرة يلوستون، ارتفاع. 7,870 قدم (2,399 م) | البيانات المناخية لـبحيرة يلوستون، ارتفاع. 7,870 قدم (2,399 م) | البيانات المناخية لـبحيرة يلوستون، ارتفاع. 7,870 قدم (2,399 م) | البيانات المناخية لـبحيرة يلوستون، ارتفاع. 7,870 قدم (2,399 م) | البيانات المناخية لـبحيرة يلوستون، ارتفاع. 7,870 قدم (2,399 م) | البيانات المناخية لـبحيرة يلوستون، ارتفاع. 7,870 قدم (2,399 م) | البيانات المناخية لـبحيرة يلوستون، ارتفاع. 7,870 قدم (2,399 م) | البيانات المناخية لـبحيرة يلوستون، ارتفاع. 7,870 قدم (2,399 م) | البيانات المناخية لـبحيرة يلوستون، ارتفاع. 7,870 قدم (2,399 م) | البيانات المناخية لـبحيرة يلوستون، ارتفاع. 7,870 قدم (2,399 م) | البيانات المناخية لـبحيرة يلوستون، ارتفاع. 7,870 قدم (2,399 م) |
| الشهر                                                          | يناير                                                          | فبراير                                                         | مارس                                                           | أبريل                                                          | مايو                                                           | يونيو                                                          | يوليو                                                          | أغسطس                                                          | سبتمبر                                                         | أكتوبر                                                         | نوفمبر                                                         | ديسمبر                                                         | المعدل السنوي                                                  |
| -------------------------------------------------------------- | -------------------------------------------------------------- | -------------------------------------------------------------- | -------------------------------------------------------------- | -------------------------------------------------------------- | -------------------------------------------------------------- | -------------------------------------------------------------- | -------------------------------------------------------------- | -------------------------------------------------------------- | -------------------------------------------------------------- | -------------------------------------------------------------- | -------------------------------------------------------------- | -------------------------------------------------------------- | -------------------------------------------------------------- |
| الدرجة القصوى °ف (°م)                                          | 46 (8)                                                         | 56 (13)                                                        | 61 (16)                                                        | 65 (18)                                                        | 78 (26)                                                        | 83 (28)                                                        | 92 (33)                                                        | 91 (33)                                                        | 83 (28)                                                        | 72 (22)                                                        | 63 (17)                                                        | 48 (9)                                                         | 92 (33)                                                        |
| متوسط درجة الحرارة الكبرى °ف (°م)                              | 24.4 (−4.2)                                                    | 28.0 (−2.2)                                                    | 36.2 (2.3)                                                     | 43.3 (6.3)                                                     | 51.9 (11.1)                                                    | 61.6 (16.4)                                                    | 71.6 (22.0)                                                    | 71.4 (21.9)                                                    | 61.6 (16.4)                                                    | 47.8 (8.8)                                                     | 33.5 (0.8)                                                     | 24.3 (−4.3)                                                    | 46.4 (8.0)                                                     |
| متوسط درجة الحرارة الصغرى °ف (°م)                              | 1.2 (−17.1)                                                    | 1.2 (−17.1)                                                    | 9.2 (−12.7)                                                    | 18.0 (−7.8)                                                    | 28.0 (−2.2)                                                    | 35.4 (1.9)                                                     | 41.6 (5.3)                                                     | 39.9 (4.4)                                                     | 31.8 (−0.1)                                                    | 23.7 (−4.6)                                                    | 13.8 (−10.1)                                                   | 5.0 (−15.0)                                                    | 20.8 (−6.2)                                                    |
| أدنى درجة حرارة °ف (°م)                                        | −50 (−46)                                                      | −50 (−46)                                                      | −42 (−41)                                                      | −26 (−32)                                                      | −2 (−19)                                                       | 14 (−10)                                                       | 20 (−7)                                                        | 17 (−8)                                                        | −5 (−21)                                                       | −13 (−25)                                                      | −30 (−34)                                                      | −43 (−42)                                                      | −50 (−46)                                                      |
| الهطول إنش (مم)                                                | 1.65 (42)                                                      | 1.61 (41)                                                      | 1.80 (46)                                                      | 1.78 (45)                                                      | 2.47 (63)                                                      | 2.25 (57)                                                      | 1.62 (41)                                                      | 1.60 (41)                                                      | 1.46 (37)                                                      | 1.18 (30)                                                      | 1.85 (47)                                                      | 1.63 (41)                                                      | 20.90 (531)                                                    |
| متوسط تساقط الثلوج إنش (سم)                                    | 34.3 (87)                                                      | 30.4 (77)                                                      | 25.6 (65)                                                      | 21.4 (54)                                                      | 8.1 (21)                                                       | 1.3 (3.3)                                                      | 0 (0)                                                          | 0 (0)                                                          | 1.3 (3.3)                                                      | 9.9 (25)                                                       | 30.9 (78)                                                      | 30.5 (77)                                                      | 193.7 (492)                                                    |
| متوسط أيام هطول الأمطار (≥ 0.01 in)                            | 16.8                                                           | 14.0                                                           | 13.7                                                           | 11.6                                                           | 11.5                                                           | 14.4                                                           | 11.0                                                           | 10.8                                                           | 9.7                                                            | 8.8                                                            | 13.1                                                           | 15.6                                                           | 151                                                            |
| متوسط الأيام المثلجة (≥ 0.1 in)                                | 16.2                                                           | 13.4                                                           | 12.6                                                           | 9.5                                                            | 4.4                                                            | 0.9                                                            | 0                                                              | 0                                                              | 1.1                                                            | 5.8                                                            | 12.6                                                           | 14.9                                                           | 91.4                                                           |
| المصدر #1: NOAA (normals, 1981–2010)                           |                                                                |                                                                |                                                                |                                                                |                                                                |                                                                |                                                                |                                                                |                                                                |                                                                |                                                                |                                                                |                                                                |
| المصدر #2: The Weather Channel (Records)                       |                                                                |                                                                |                                                                |                                                                |                                                                |                                                                |                                                                |                                                                |                                                                |                                                                |                                                                |                                                                |                                                                |

| البيانات المناخية لـمقر منتزه يلوستون، ارتفاع 6,230 قدم (1,899 م)  | البيانات المناخية لـمقر منتزه يلوستون، ارتفاع 6,230 قدم (1,899 م) | البيانات المناخية لـمقر منتزه يلوستون، ارتفاع 6,230 قدم (1,899 م) | البيانات المناخية لـمقر منتزه يلوستون، ارتفاع 6,230 قدم (1,899 م) | البيانات المناخية لـمقر منتزه يلوستون، ارتفاع 6,230 قدم (1,899 م) | البيانات المناخية لـمقر منتزه يلوستون، ارتفاع 6,230 قدم (1,899 م) | البيانات المناخية لـمقر منتزه يلوستون، ارتفاع 6,230 قدم (1,899 م) | البيانات المناخية لـمقر منتزه يلوستون، ارتفاع 6,230 قدم (1,899 م) | البيانات المناخية لـمقر منتزه يلوستون، ارتفاع 6,230 قدم (1,899 م) | البيانات المناخية لـمقر منتزه يلوستون، ارتفاع 6,230 قدم (1,899 م) | البيانات المناخية لـمقر منتزه يلوستون، ارتفاع 6,230 قدم (1,899 م) | البيانات المناخية لـمقر منتزه يلوستون، ارتفاع 6,230 قدم (1,899 م) | البيانات المناخية لـمقر منتزه يلوستون، ارتفاع 6,230 قدم (1,899 م) | البيانات المناخية لـمقر منتزه يلوستون، ارتفاع 6,230 قدم (1,899 م) |
| الشهر                                                              | يناير                                                             | فبراير                                                            | مارس                                                              | أبريل                                                             | مايو                                                              | يونيو                                                             | يوليو                                                             | أغسطس                                                             | سبتمبر                                                            | أكتوبر                                                            | نوفمبر                                                            | ديسمبر                                                            | المعدل السنوي                                                     |
| ------------------------------------------------------------------ | ----------------------------------------------------------------- | ----------------------------------------------------------------- | ----------------------------------------------------------------- | ----------------------------------------------------------------- | ----------------------------------------------------------------- | ----------------------------------------------------------------- | ----------------------------------------------------------------- | ----------------------------------------------------------------- | ----------------------------------------------------------------- | ----------------------------------------------------------------- | ----------------------------------------------------------------- | ----------------------------------------------------------------- | ----------------------------------------------------------------- |
| الدرجة القصوى °ف (°م)                                              | 52 (11)                                                           | 56 (13)                                                           | 66 (19)                                                           | 78 (26)                                                           | 86 (30)                                                           | 92 (33)                                                           | 99 (37)                                                           | 97 (36)                                                           | 92 (33)                                                           | 82 (28)                                                           | 66 (19)                                                           | 52 (11)                                                           | 99 (37)                                                           |
| متوسط درجة الحرارة الكبرى °ف (°م)                                  | 30.2 (−1.0)                                                       | 33.4 (0.8)                                                        | 40.8 (4.9)                                                        | 48.9 (9.4)                                                        | 59.0 (15.0)                                                       | 68.6 (20.3)                                                       | 79.3 (26.3)                                                       | 78.6 (25.9)                                                       | 67.4 (19.7)                                                       | 52.8 (11.6)                                                       | 37.7 (3.2)                                                        | 28.7 (−1.8)                                                       | 52.1 (11.2)                                                       |
| متوسط درجة الحرارة الصغرى °ف (°م)                                  | 12.0 (−11.1)                                                      | 13.0 (−10.6)                                                      | 20.1 (−6.6)                                                       | 26.7 (−2.9)                                                       | 34.8 (1.6)                                                        | 42.3 (5.7)                                                        | 48.3 (9.1)                                                        | 46.7 (8.2)                                                        | 38.4 (3.6)                                                        | 29.4 (−1.4)                                                       | 19.8 (−6.8)                                                       | 11.3 (−11.5)                                                      | 28.6 (−1.9)                                                       |
| أدنى درجة حرارة °ف (°م)                                            | −36 (−38)                                                         | −35 (−37)                                                         | −25 (−32)                                                         | −4 (−20)                                                          | 6 (−14)                                                           | 20 (−7)                                                           | 21 (−6)                                                           | 24 (−4)                                                           | 0 (−18)                                                           | −8 (−22)                                                          | −27 (−33)                                                         | −35 (−37)                                                         | −36 (−38)                                                         |
| الهطول إنش (مم)                                                    | 0.73 (19)                                                         | 0.64 (16)                                                         | 0.95 (24)                                                         | 1.30 (33)                                                         | 2.06 (52)                                                         | 1.95 (50)                                                         | 1.46 (37)                                                         | 1.06 (27)                                                         | 1.14 (29)                                                         | 1.28 (33)                                                         | 1.03 (26)                                                         | 0.81 (21)                                                         | 14.41 (366)                                                       |
| متوسط تساقط الثلوج إنش (سم)                                        | 11.1 (28)                                                         | 8.5 (22)                                                          | 10.4 (26)                                                         | 8.0 (20)                                                          | 2.2 (5.6)                                                         | 0.3 (0.76)                                                        | 0 (0)                                                             | 0 (0)                                                             | 0.3 (0.76)                                                        | 4.0 (10)                                                          | 9.4 (24)                                                          | 10.2 (26)                                                         | 64.4 (164)                                                        |
| متوسط أيام هطول الأمطار (≥ 0.01 in)                                | 9.8                                                               | 9.0                                                               | 9.1                                                               | 9.7                                                               | 12.8                                                              | 13.3                                                              | 9.9                                                               | 8.9                                                               | 8.2                                                               | 8.4                                                               | 9.8                                                               | 10.2                                                              | 119.1                                                             |
| متوسط الأيام المثلجة (≥ 0.1 in)                                    | 8.0                                                               | 7.1                                                               | 6.4                                                               | 4.8                                                               | 1.2                                                               | 0.1                                                               | 0                                                                 | 0                                                                 | 0.2                                                               | 2.6                                                               | 7.2                                                               | 8.3                                                               | 45.9                                                              |
| المصدر #1: NOAA (normals, 1981–2010)                               |                                                                   |                                                                   |                                                                   |                                                                   |                                                                   |                                                                   |                                                                   |                                                                   |                                                                   |                                                                   |                                                                   |                                                                   |                                                                   |
| المصدر #2: Western Regional Climate Center (extremes 1894–present) |                                                                   |                                                                   |                                                                   |                                                                   |                                                                   |                                                                   |                                                                   |                                                                   |                                                                   |                                                                   |                                                                   |                                                                   |                                                                   |

## الترفيه

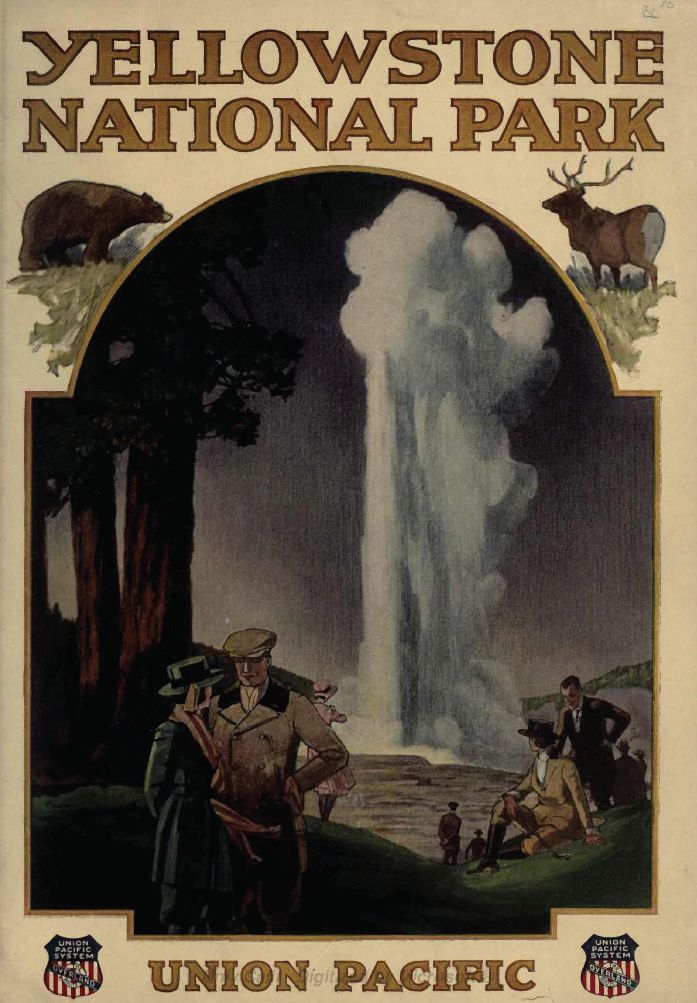
ملصق ترويجي لزيارة المتنزه من عام 1921

تعد يلوستون من أهم المتنزهات الوطنية الأكثر شعبية في الولايات المتحدة منذ منتصف 1960، ويزورها على الأقل مليوني سائح كل عام تقريبا وفي شهر يوليو وصل عدد الزوار إلى الحديقة 975,000 زائر كرقم قياسي يوليو هو الشهر الأكثر ازدحامًا لمنتزه يلوستون الوطني وفي مستويات الذروة في فصل الصيف يعمل 3,700 موظف لأصحاب امتياز لمنتزه يلوستون الوطني ويدير صاحب الامتياز تسعة فنادق والنزل مجموع 2,238 غرفة فندقية وكابينة كما أنها تراقب محطات الغاز والمخازن ومعظم المخيمات 800 موظف آخرون يعملون بصفة دائمة أو موسمية لخدمة دائرة الحدائق الوطنية.
تؤدي طرق المتنزه لميزات رئيسية ومع ذلك فقد نتج من إعادة بناء الطرق إغلاق مؤقت للطريق فـ يلوستون في وسط مجهود لإعادة بناء على المدى البعيد والذي أُعيق بواسطة موسم إصلاحات قصير وفي الشتاء تغلق جميع الطرق في وجه المركبات ذات العجلات ماعدا الطريق الذي يدخل من غاردينر مونتانا ويمتد إلى مدينة كوك مونتانا وتغلق الطرق في وجه المركبات ذات العجلات من بداية شهر نوڤمبر حتى منتصف شهر أبريل لكن بعض طرق المتنزه تبقى مغلقة حتى منتصف شهر مايو ويمتلك المتنزه 310 ميلاً (500 كلم) من الطرق المرصوفة والتي يمكن الدخول إليها من خمسة مداخل مختلفة ولا تتوفر المواصلات العامة داخل المتنزه لكن يمكن التواصل مع عدة شركات سياحية للمواصلات ذات المحركات الموجهة وفي الشتاء يشغل الملتزمون عربات ثلوج موجهة وعربات ثلج على الرغم من أن أعدادها والوصول إليها يعتمد على حصص مؤسسة بناء على خدمة المتنزه الوطني وتكون المرافق في مناطق ذا أولد فايثفول، كلنيون ينابيع الماموث الحارة مشغولة جداً في شهور الصيف وتتسبب زحمة الطرقات الذي تسببها أعمال بناء الطرق أو الأشخاص الذين يرصدون الحياة البرية في تأخير طويل.

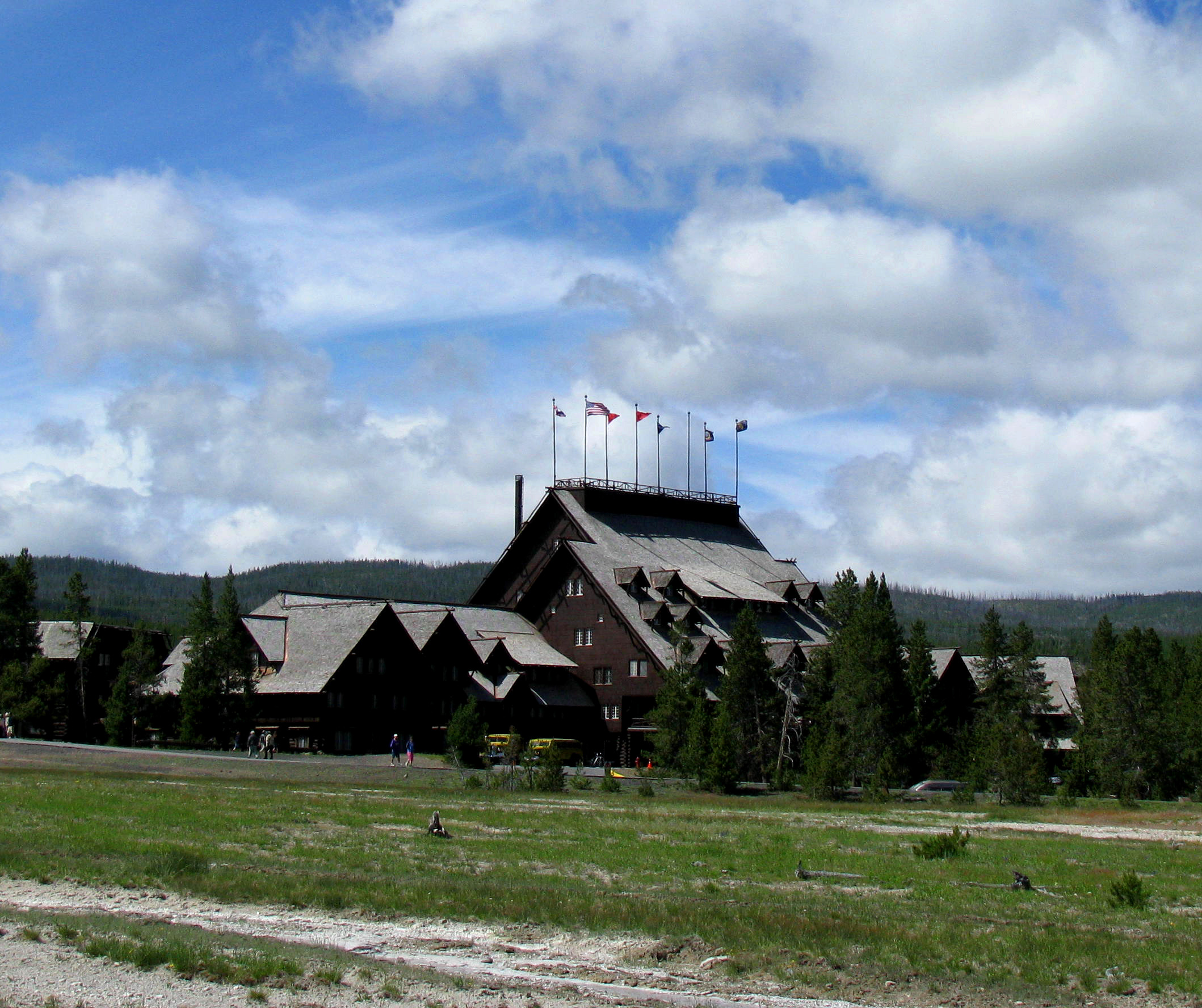
نزل أولد فايثفول

من مهام مركز خدمات الحديقة الوطنية الإشراف على تسعة مراكز للسياح ومن ضمنها بعض المتاحف كما يشرف أيضاً على أعمال الصيانة للمنشآت التاريخية والتي تقدر بأكثر من ألفي مبنى هذه المنشآت تتضمن المعالم التاريخية الوطنية مثل نزل"Old Faithfull Inn" والذي أنشئ ما بين عامي 1903 وعام 1904م وقلعة يلوستون بالكامل ومنطقة الماموث التاريخية لينابيع المياه الساخنة ويوفر مركز خدمات الحديقة الوطنية رحلات تاريخية وتثقيفية لقلعة يلوستون والتي يُعرض فيها تاريخ خدمات مركز الحديقة الوطنية والتطورات التي أحدثها في الحديقة كما يوفر المركز برامج تخييم وجولات إرشادية وبعض العروض التوضيحية عن الحديقة في عدد من الاماكن في فترة الصيف والتي تقل في الفصول الأخرى. التخييم متاح في العديد من المخيمات والتي تقدر بأكثر من 2,000 ويتاح أيضاً في الغابات الوطنية المحيطة وفي حديقة جراند تيتون الوطنية إلى الجنوب لا يمكن الوصول إلى مخيمات باك كونتري إلا عن طريق السير على بالأقدام أو بواسطة الخيل بعد الحصول على تصريح هناك 1,100 ميل (1,800 كم) من مسارات المشي الطويلة المتاحة ولا تعد الحديقة وجهة جيدة لتسلق الجبال بسبب عدم استقرار الصخور البركانية المنتشرة هناك ويطلب من الزائرين الذين يصطحبون الحيوانات الأليفة إبقائهم مربوطين بحبل في كل الأوقات وتقتصر قيادة السيارات على المناطق القريبة من الطرق كمخيمات فرونت كونتري وبخصوص الحرارة في المكان فقد تم بناء مسارات من الخشب وقد رصفت لضمان سلامة الزوار ومعظم هذه المناطق يمكن الوصول إليها من قبل ذوي
الاحتياجات الخاصة ومن خدمات المنتزه الوطني أيضاً عيادة في منطقة ينابيع الماموث الساخنة والتي توفر أيضا خدمات الطوارئ على مدار العام.
لا يسمح بالصيد داخل حديقة يلوستون على الرغم من أنه مسموح به في الغابات الوطنية المحيطة به خلال الموسم المفتوح الصيد هو نشاط دارج ومسموح به داخل يلوستون لكن بشرط الحصول على رخصة للصيد أغلب الصيد فيه مياه الحديقة يكون بطريقة الصيد بالذباب وجميع أنواع السمك المحلي المصطاد يعاد مرة أخرى إلى المياه كما يحظر استخدام القوارب ذات المحرك في الأنهار والجداول باستثناء 5 أميال (8.0 كم) تمتد بين لويس والبحيرة وشوشون ومسموح فقط للقوارب غير المزودة بمحركات بحيرة يلوستون فيها مرفأ وهي الوجهة الأكثر شعبية للقوارب.

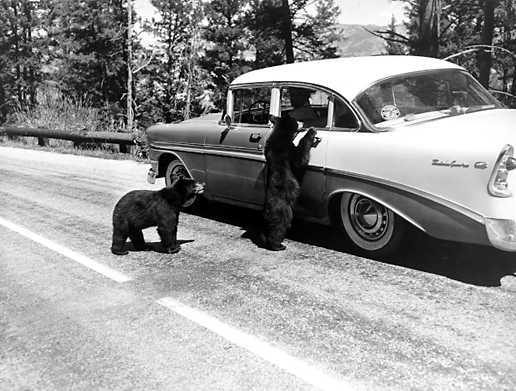
صورة تراثية لدببة أليفة تطلب طعام من زوار

في تاريخ المتنزه كان يسمح للزوار وتشجيعهم أحياناً لإطعام الدببة. اعتادت الدببة على التسول مقابل الغذاء وأُعطيت فرصة للزوار للحصول على صور معهم أدى هذا إلى العديد من الاصابات للإنسان كل عام ففي عام 1970 غير المسؤولون عن المنتزه سياستهم فتم وضع برنامج فعال لتثقيف العامة حول مخاطر الاتصال الوثيق بالدببة ومحاولةً للقضاء على فرص الدببة للعثور على الغذاء في المخيمات ومناطق جمع القمامة على الرغم من أنه أصبح الاطلاع على الدببة أكثر صعوبة في السنوات الأخيرة إلا أنه اتخذت عدد من الإصابات والوفيات البشرية انخفاضًا كبيرًا وأصبح زوارهم في خطر أقل.
تشمل الأراضي المحمية الأخرى في المنطقة كل من الغابات الوطنية التالية: غابة كاريبو-تارغي، وجالاتين، وكستر، وشوشون وبريدجر-تيتون. وتقع دائرة المنتزهات الوطنية جون روكفلر الابن التذكارية في الجنوب، حيث تؤدي إلى منتزه جراند تيتون الوطني. كما يوفر طريق بيرتووث الشهير الوصول من الشمال الشرقي ويطل على مناظر مذهلة عالية الارتفاع. وتشمل المناطق المجاورة للطريق، غرب يلستون في ولاية مونتانا، وكودي في ولاية ايومنغ، وريد لودج في ولاية مونتانا، واشتون في ولاية ايداهو وغاردينر في ولاية مونتانا. ويتوفر النقل الجوي الأقرب عن طريق بوزمان أو بيلينجز في ولاية مونتانا، وجاكسون أو كودي في ولاية وايومنغ، وايداهو فولز في ولاية ايداهو. وتعتبر مدينة سولت ليك أقرب منطقة حضرية كبيرة وتبعد 320 ميل (510 كم) إلى الجنوب.

## السلطة القضائية الشرعية
يدخل المنتزه بأكمله في اختصاص المحكمة الجزئية في الولايات المتحدة لمقاطعة وايومنغ، مما يجعلها المحكمة الجزئية الإتحادية الوحيدة التي تضم أجزاء من أكثر من ولاية واحدة (أيداهو، ومونتانا، وايومنغ). وقد جادل أستاذ القانون بريان كالت أنه قد يكون من المستحيل إستدعاء هيئة المحلفين في الامتثال لبند من بنود القانون للتعديل السادس في الدستور لمنطقة أخرى لمجرد جريمة تم ارتكابها في في جزء ولاية ايداهو الغير مأهول من المنتزه (وأنه سيكون من الصعب فعل ذلك بسبب جريمة ارتكبت في جزء ولاية مونتانا المزدحمة بالسكان) اتهم شخص بارتكاب جريمة متعلقة بالحياة البرية في جزء ولاية مونتانا من المنتزه وحاول استئناف الحكم الصادر بحقه، لكن في نهاية المطاف اقر بأنه مذنب.

## معرض الصور

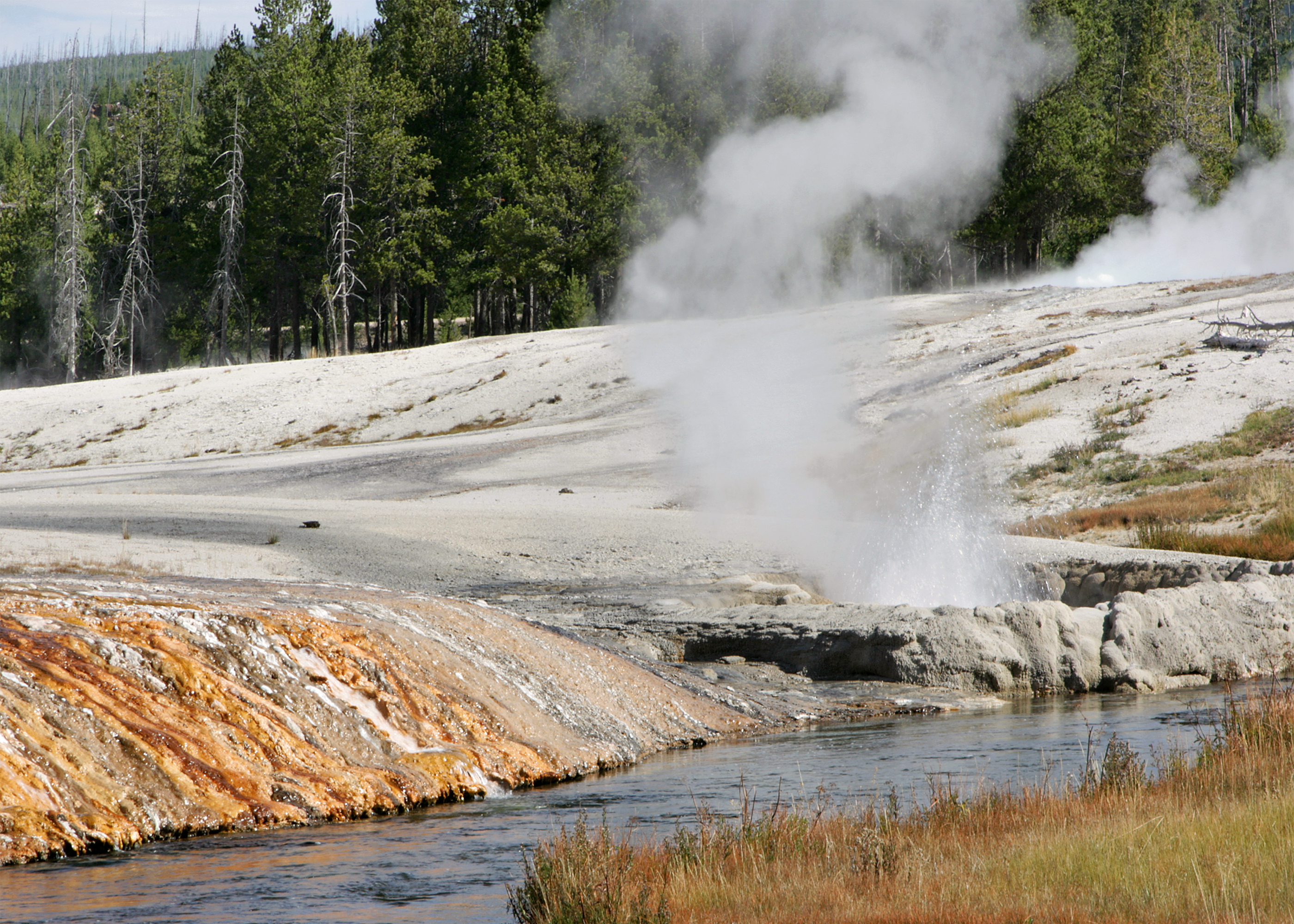
يلوستون، المنطقة الزلزالية الساخنة.
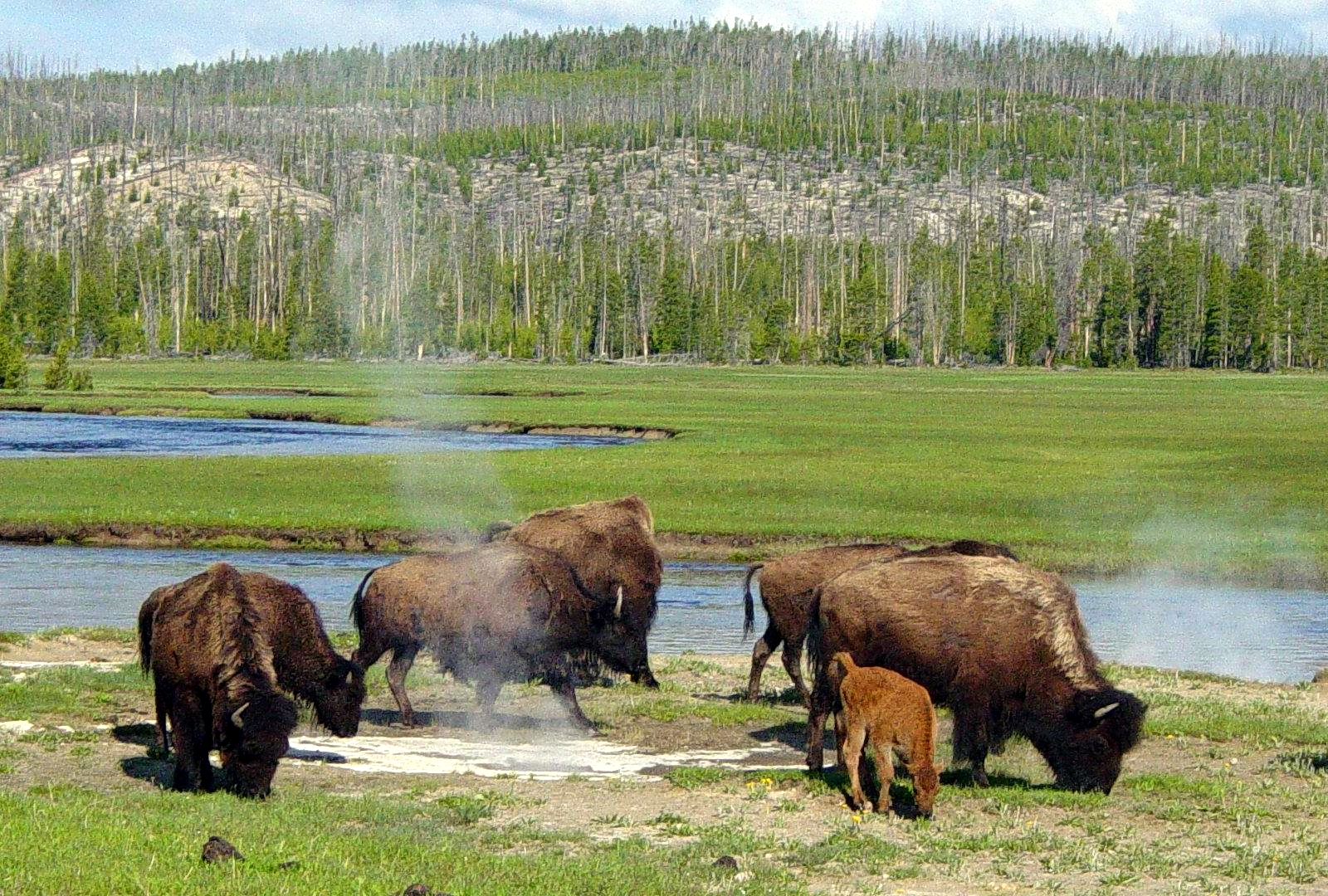
ثور البيسون يرعي بالقرب من ساخن
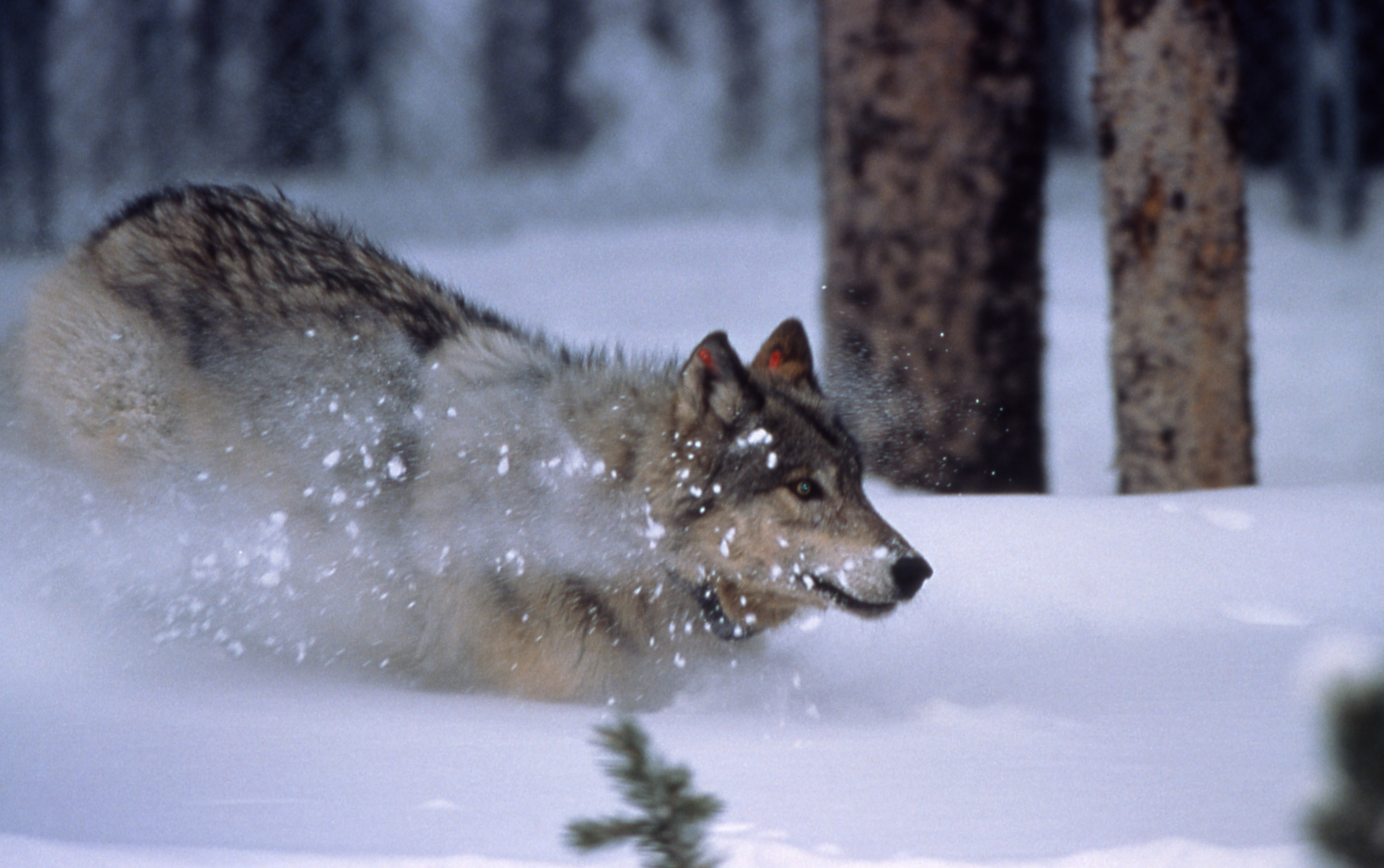
الذئب الرمادي.
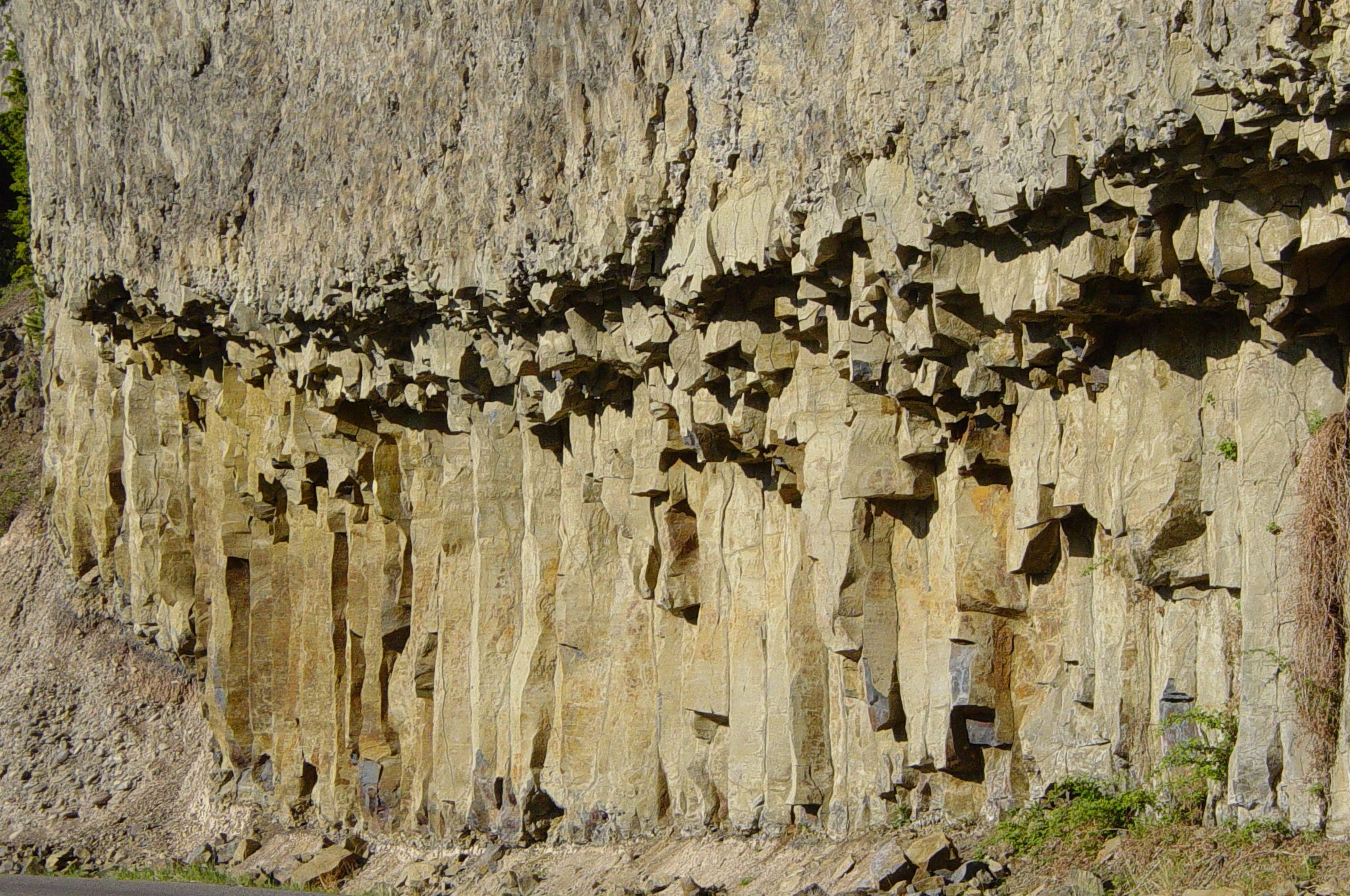
أبراج عمودية من البازلت بالقرب من الشلالات.
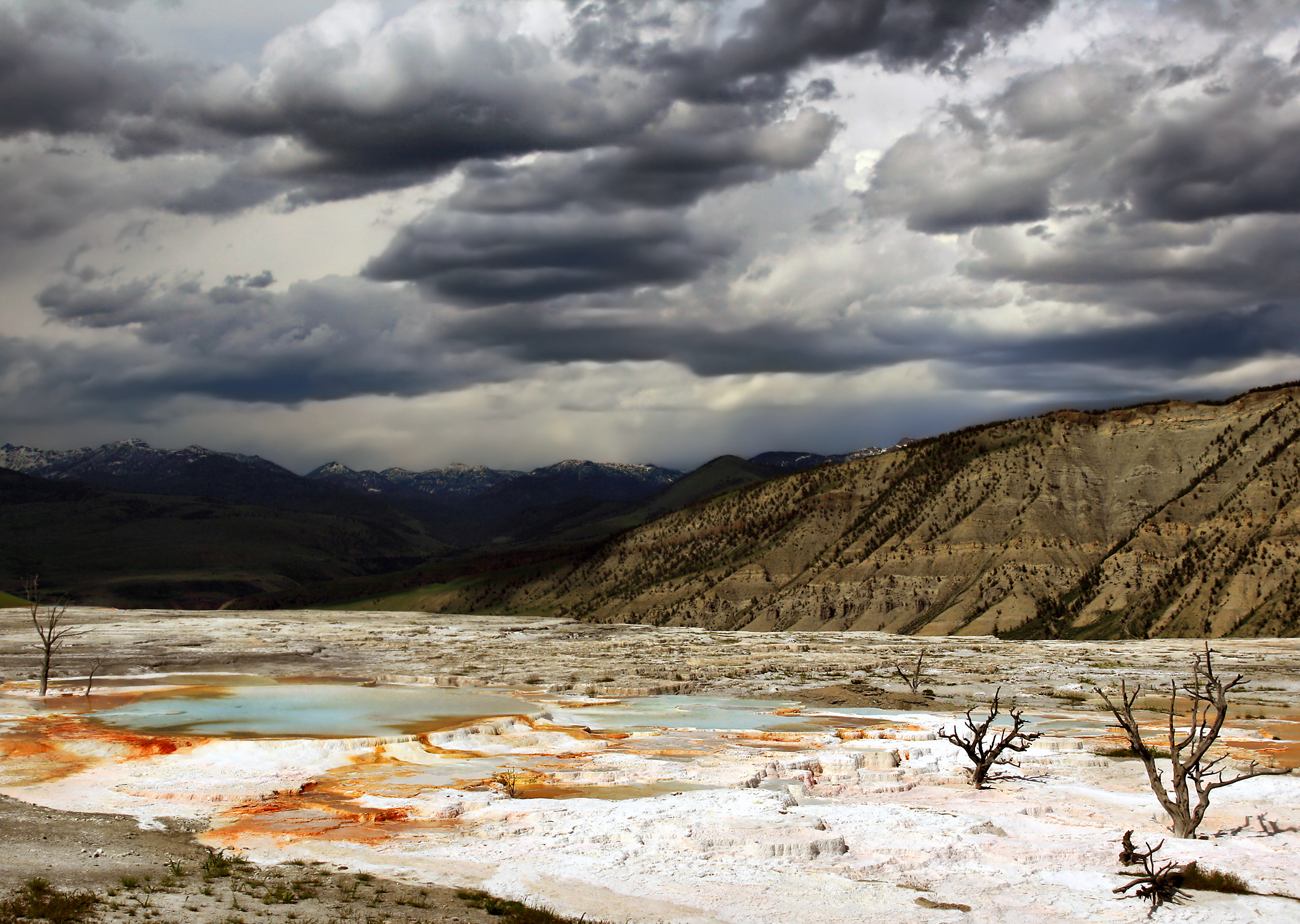
الينابيع الساخنة العملاقة
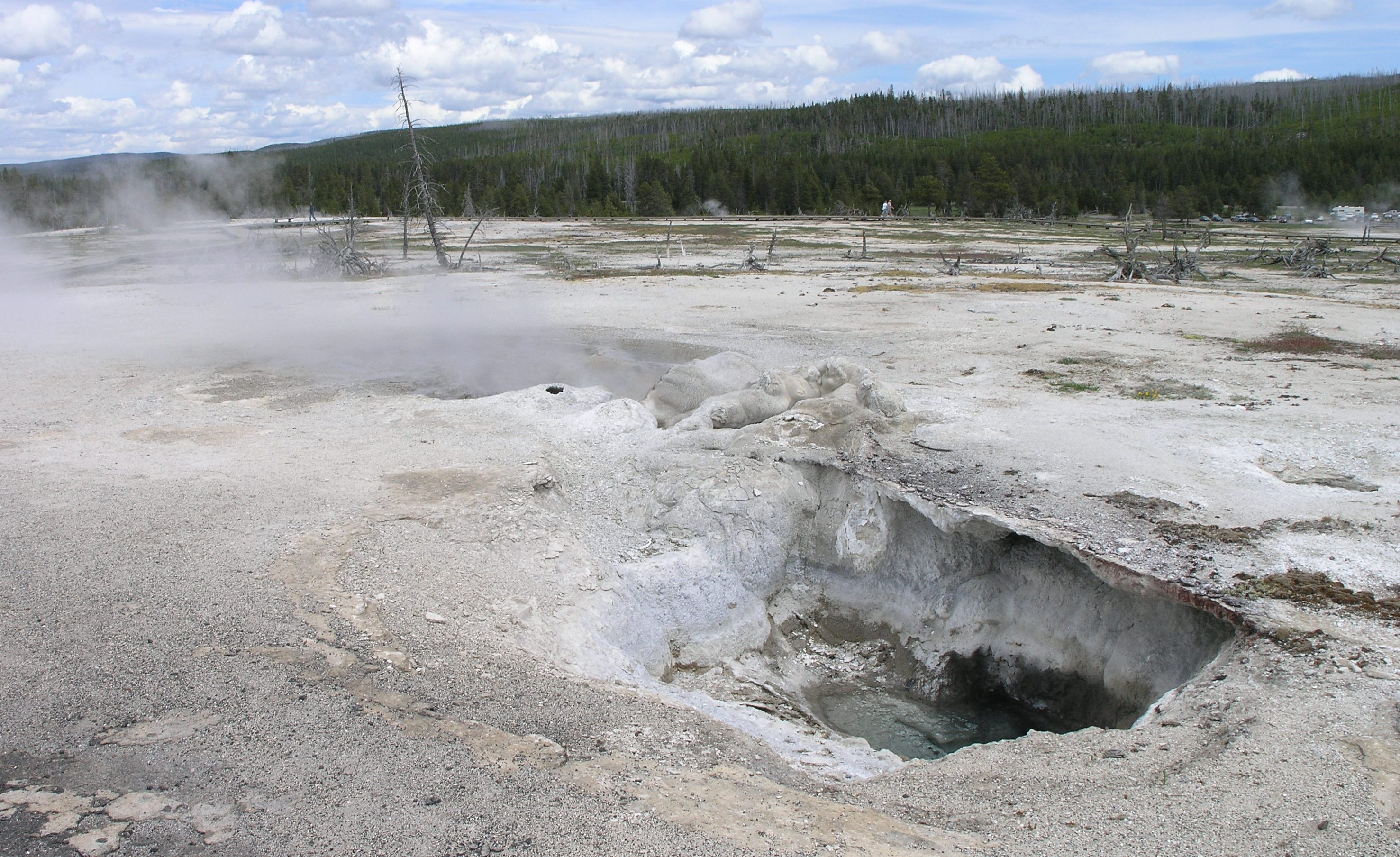
سخان أفوكا سبرينج
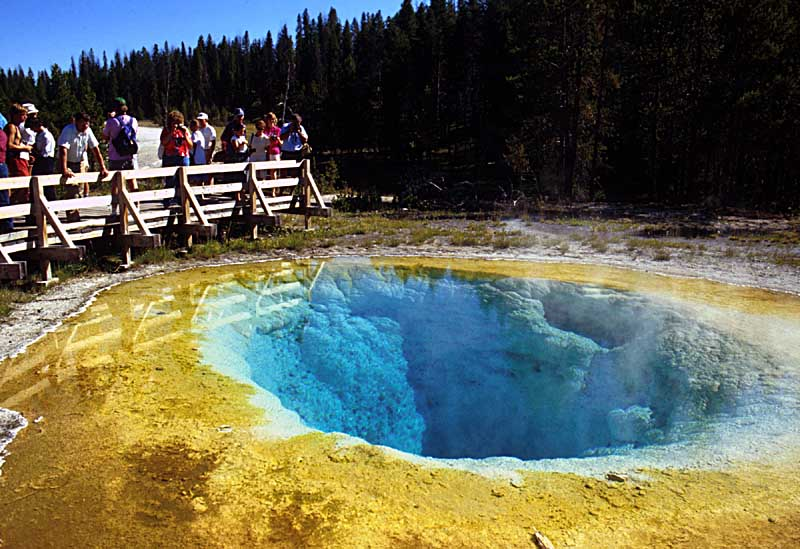
بحيرة صباح المجد Morning Glory Pool
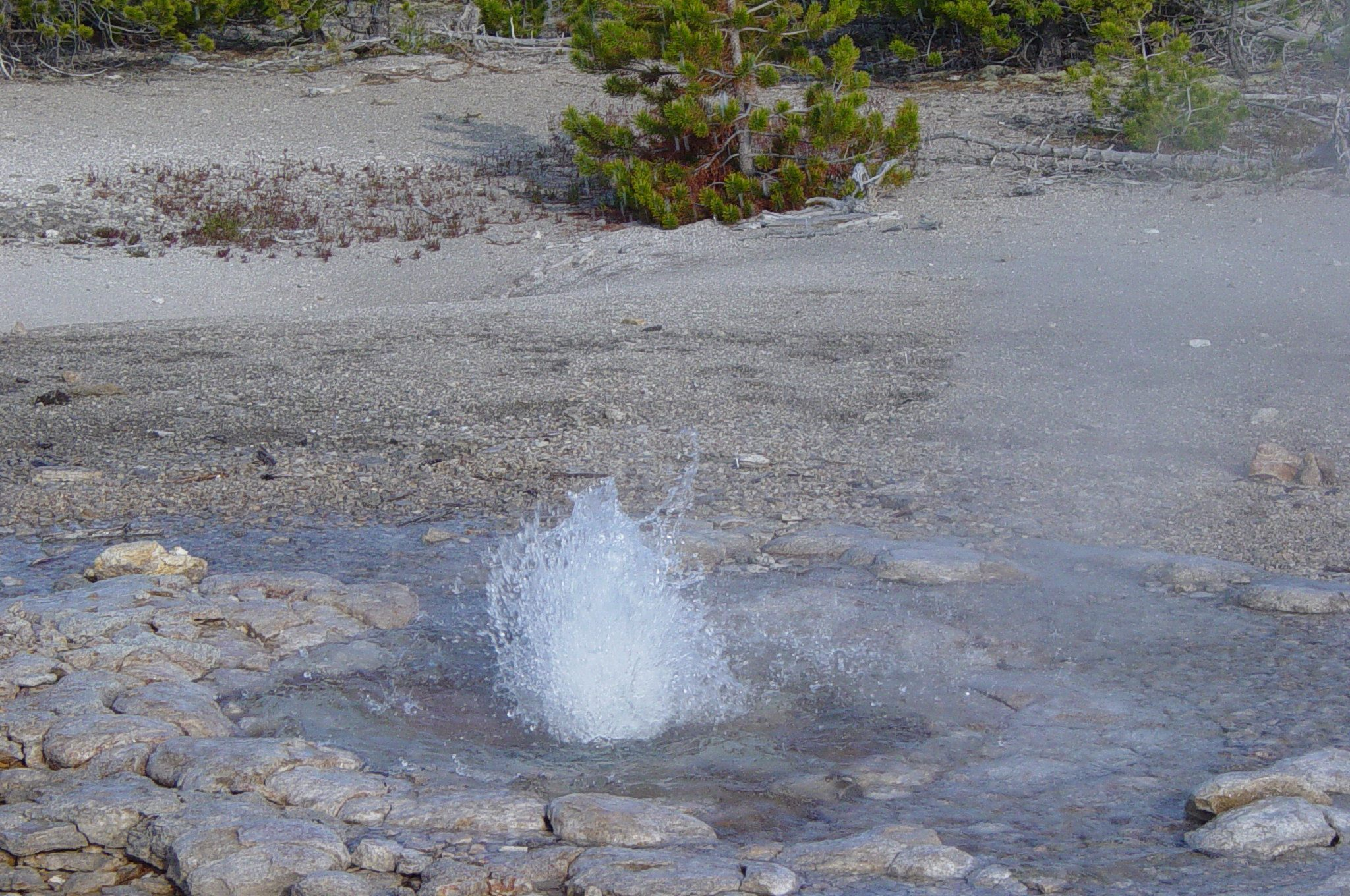
ينابيع
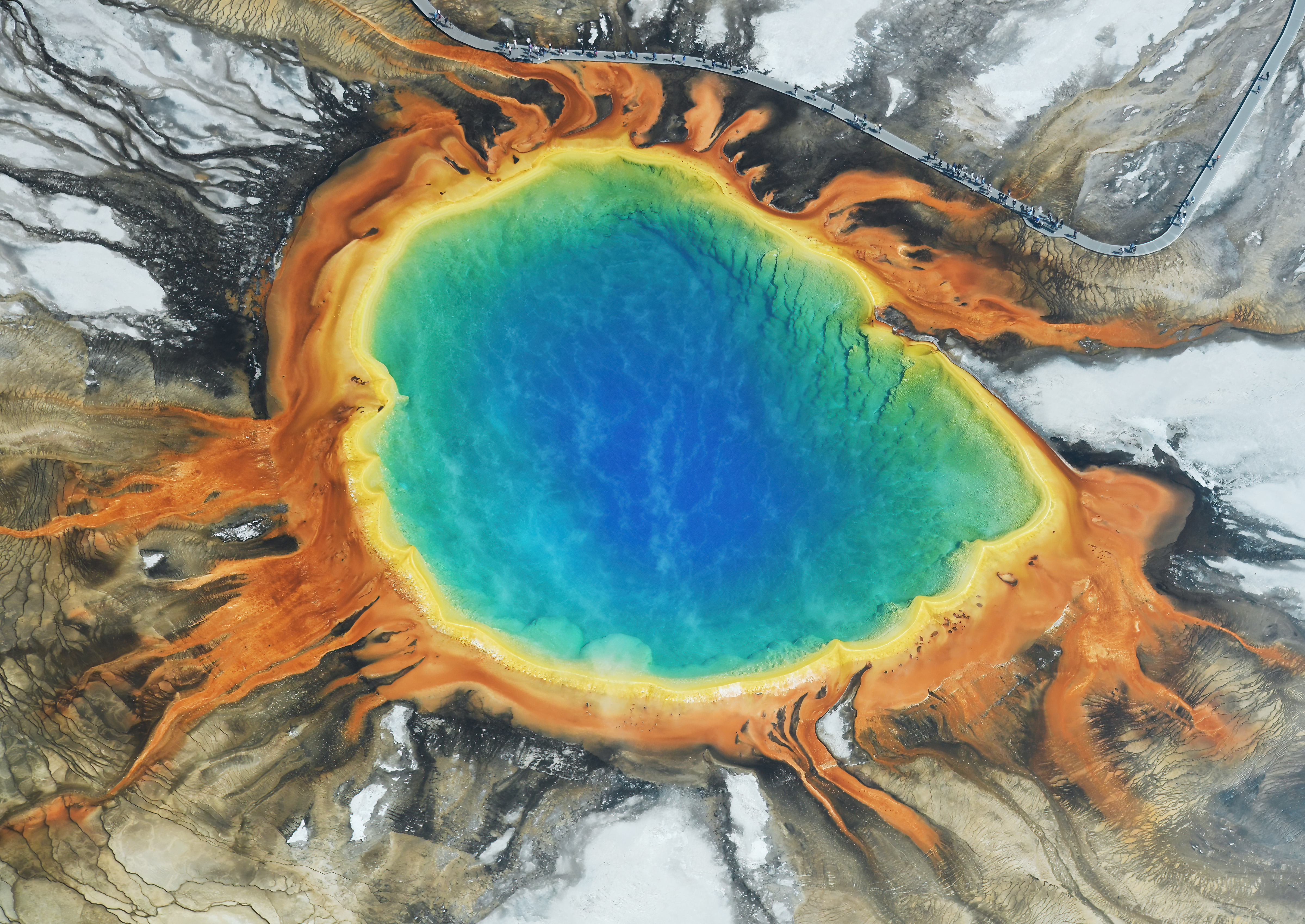
أحد بحيرات يلوستون
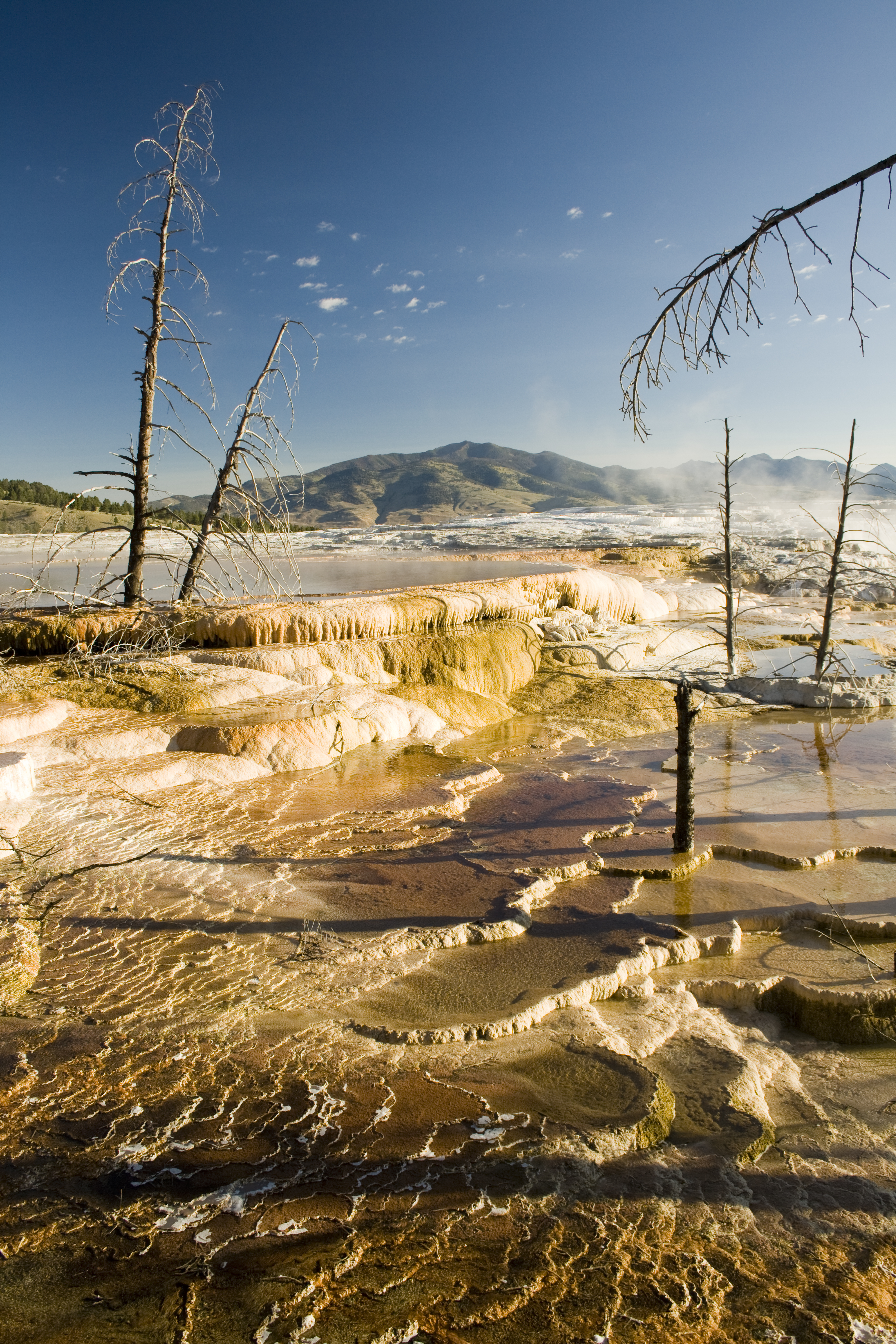
ينابيع ساخنة "ماموث"
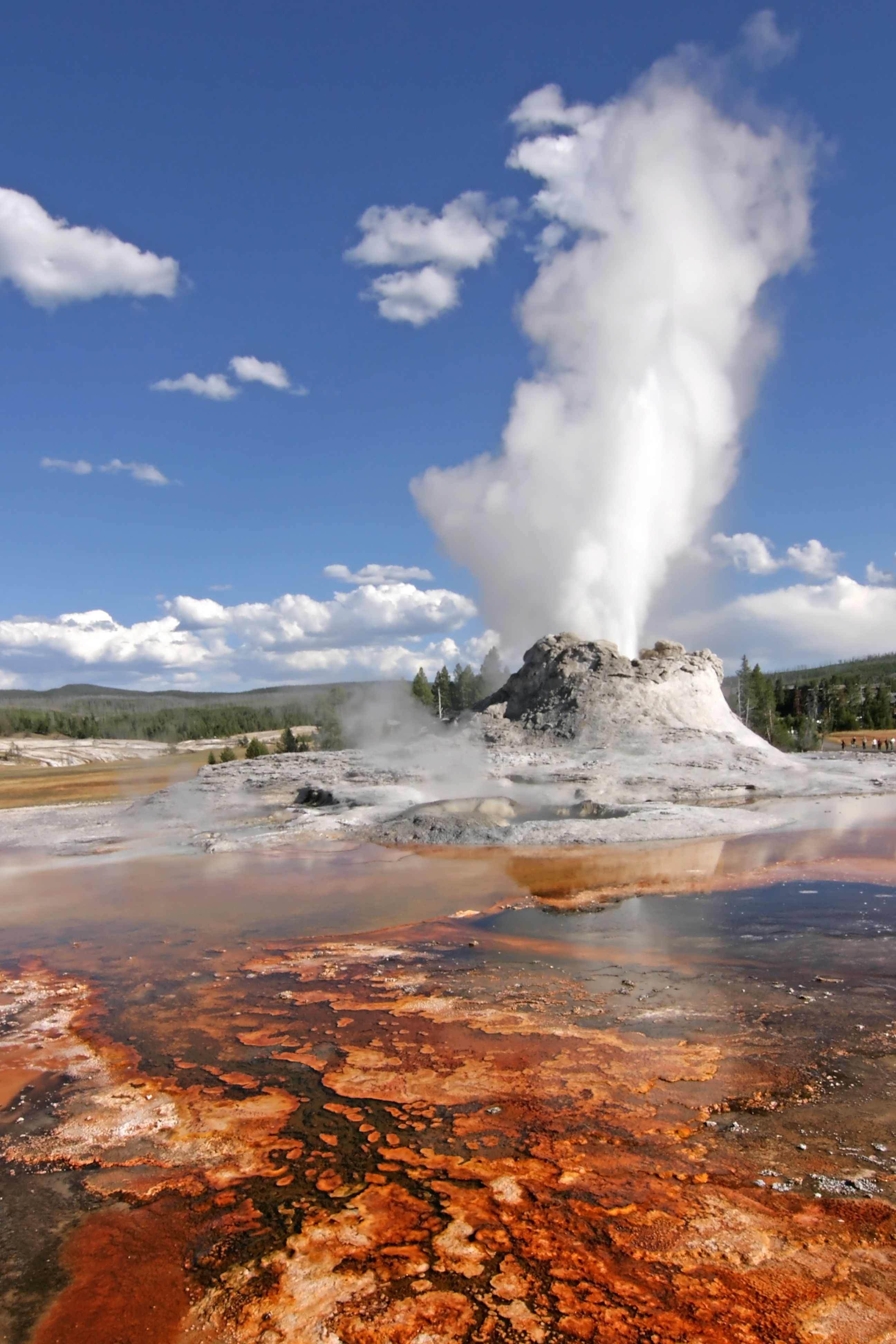
سخان كاستل Castle Geysir
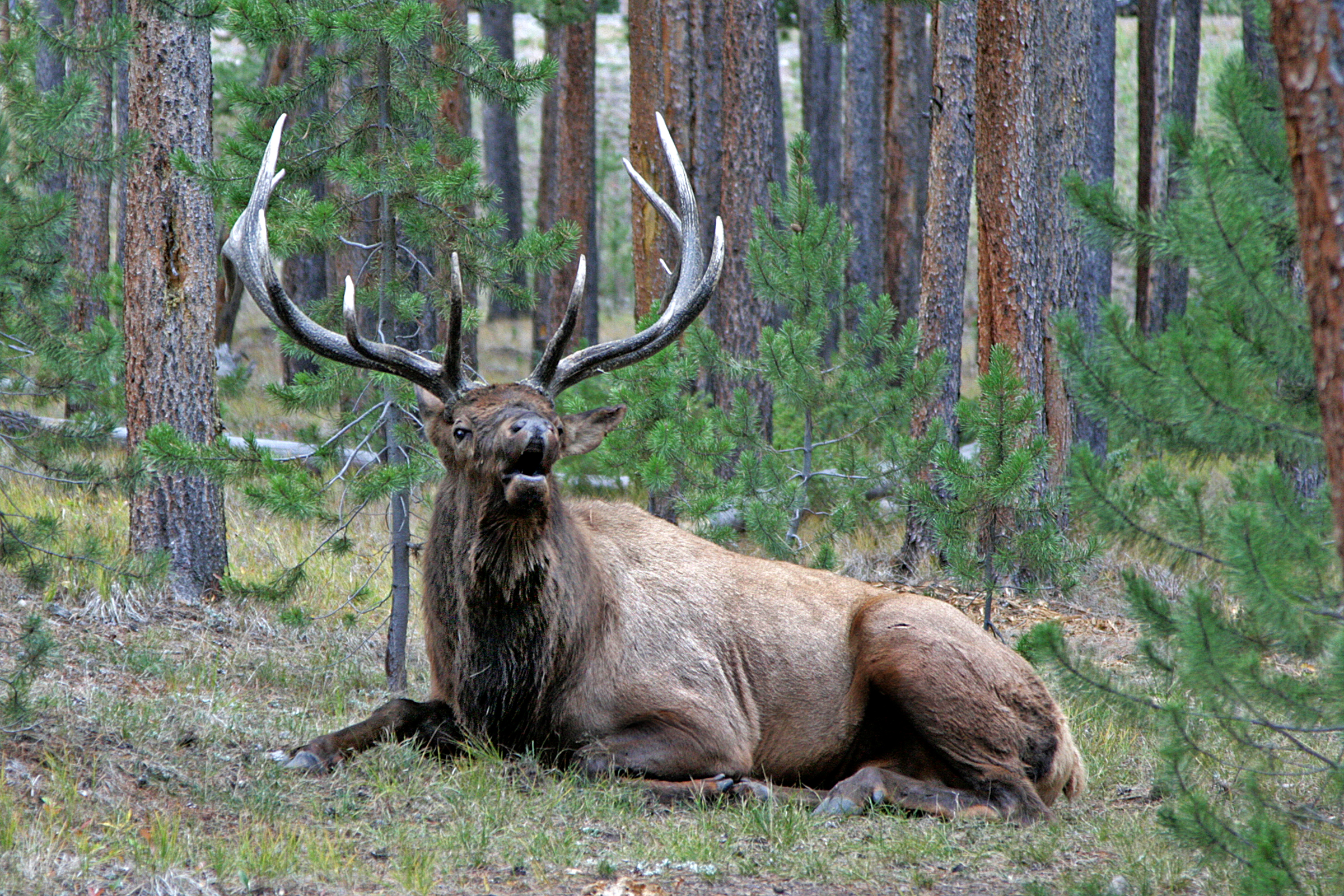
أيل يعيش في المحمية الوطنية يلوستون
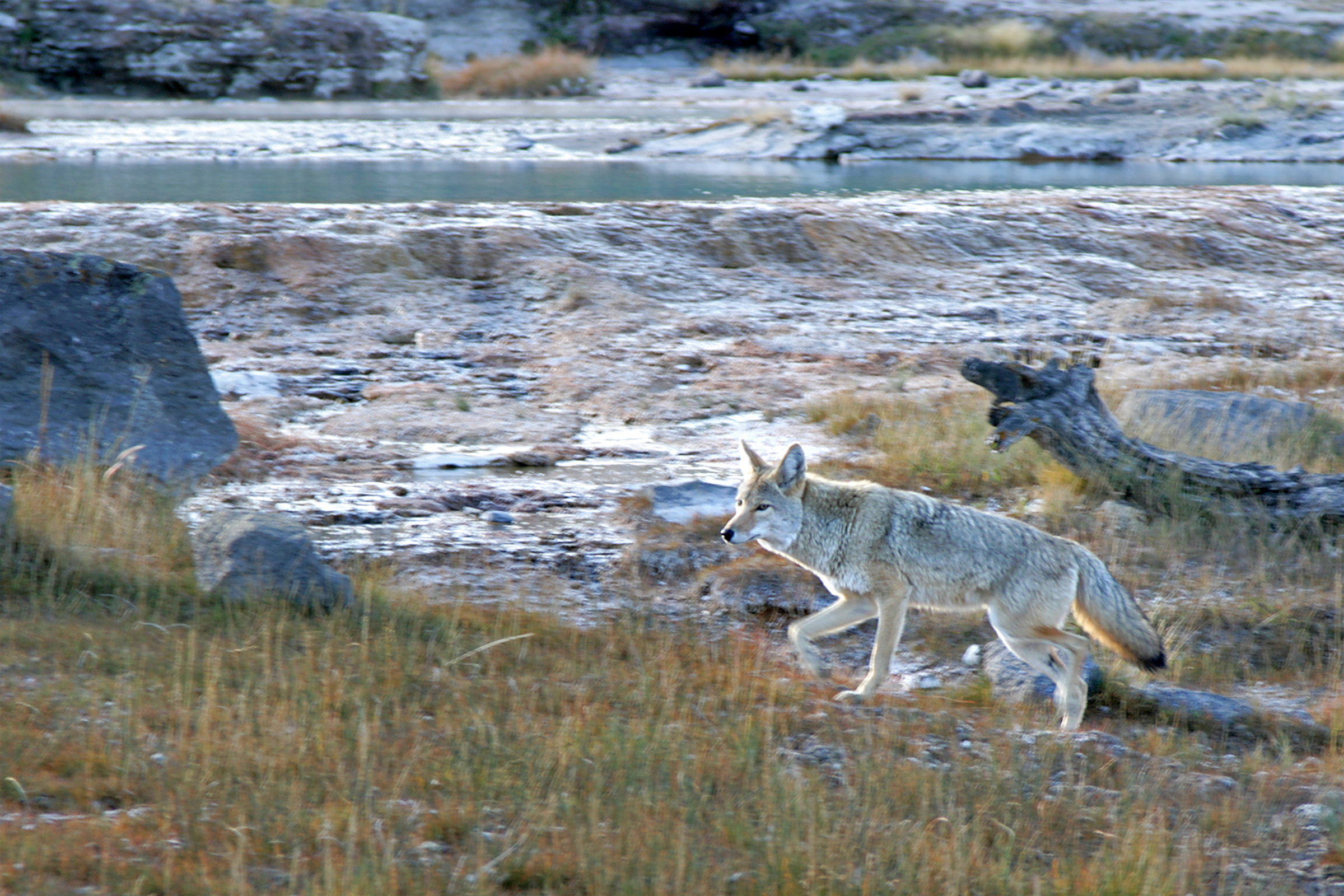
Kojote
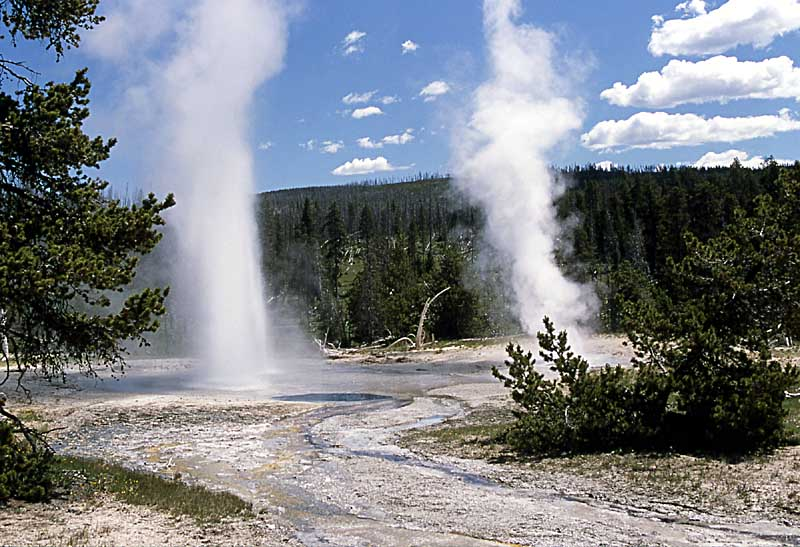

## طالع أيضًا
- اكتوبوس سبرينغ
- حرائق يلوستون عام 1988
- بحيرة صباح المجد